# Група орнаменту

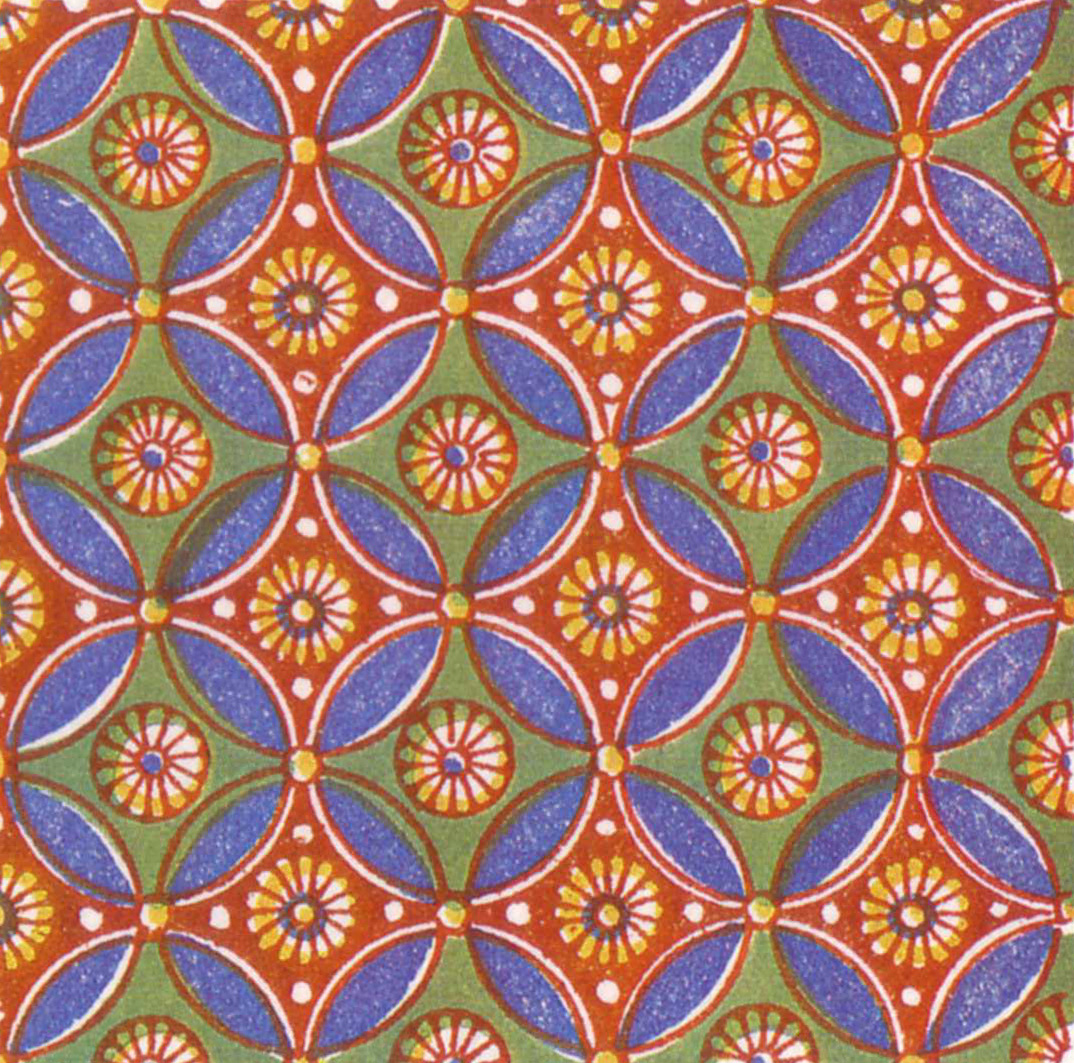
Приклад єгипетського орнаменту з групою орнаменту p4m

Група орнаменту (або група плоскої симетрії, або плоска кристалографічна група) — це математична класифікація двовимірних повторюваних візерунків, заснованих на симетріях. Такі візерунки часто зустрічаються в архітектурі і декоративному мистецтві. Існує 17 різних груп.
Групи орнаментів є двовимірними групами симетрії, середніми за складністю між групами бордюру і тривимірними кристалографічними групами (званими також просторовими групами).

## Вступ
Групи орнаментів розподіляють візерунки за категоріями відповідно до їхніх симетрій. Тонка різниця в схожих візерунках може спричинити розподіл візерунків до різних груп, тоді як візерунки, суттєво відмінні за стилем, кольором, розміром або орієнтацією можуть належати до однієї групи.

Розглянемо приклади:

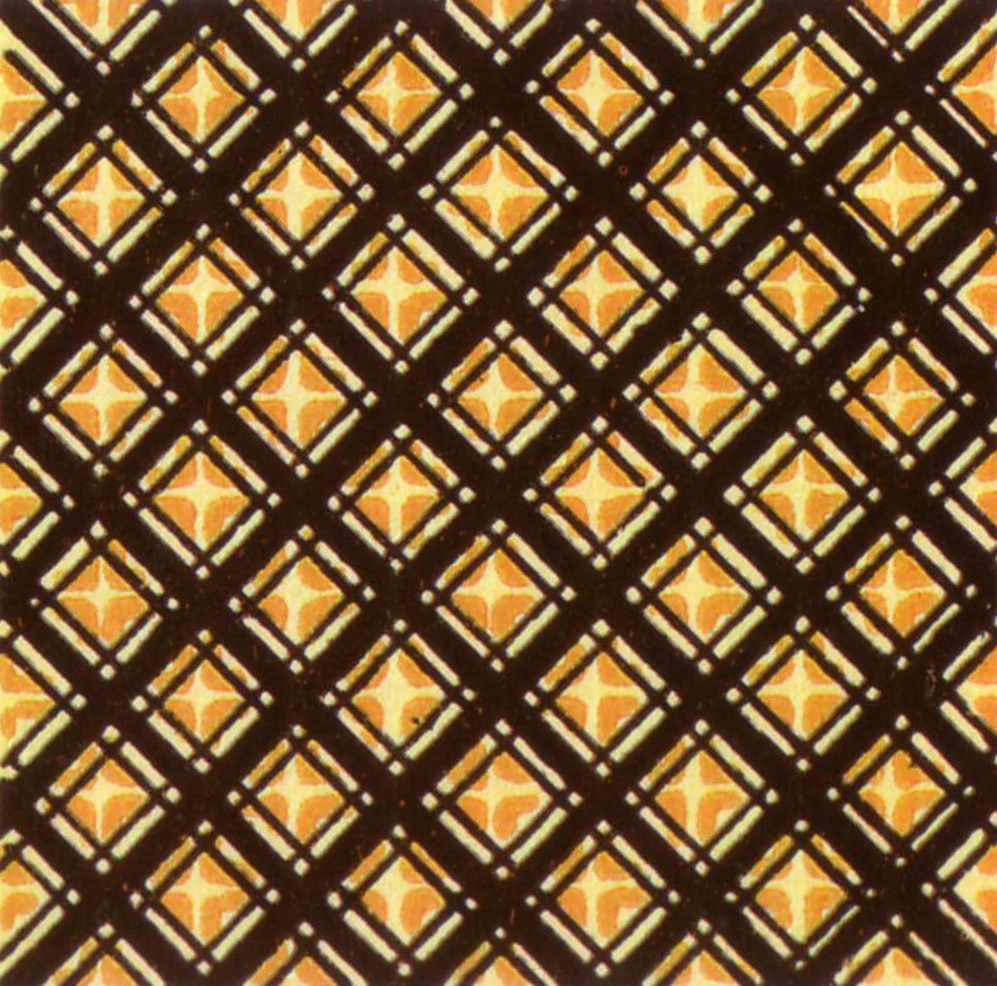
Приклад A. Тканина, Таїті
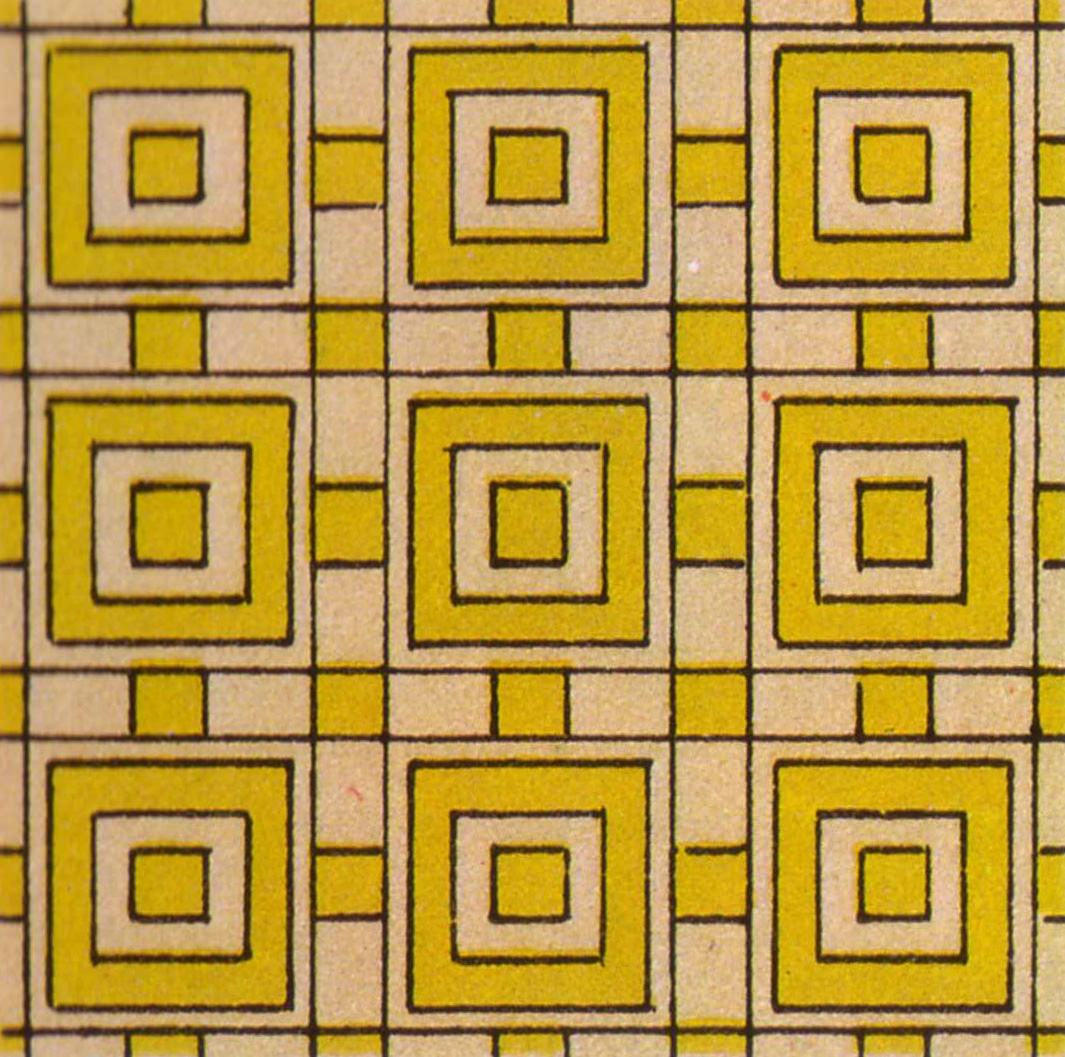
Приклад B. Орнамент, Ніневія, Ассирія
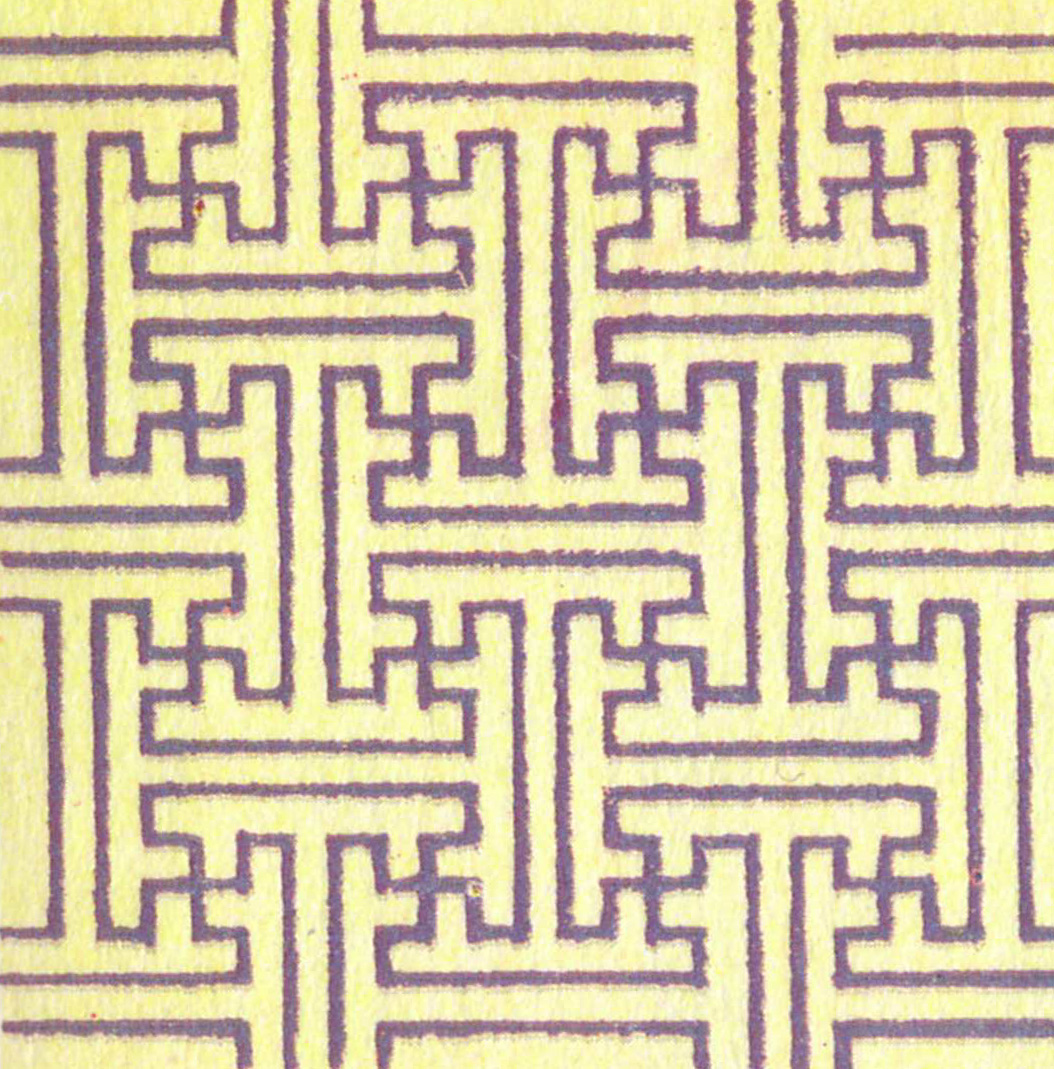
Приклад C. Писана порцеляна, Китай

Приклади A і B мають ту саму групу орнаментів, у позначеннях IUC вона називається p4m, а в орбіпозначеннях — *442. Приклад C має іншу групу орнаментів, звану p4g, або 4*2. Факт, що A і B мають ту саму групу, означає, що ці орнаменти мають ті самі симетрії незалежно від деталей візерунків, тоді як C має інший набір симетрій всупереч зовнішній схожості.
Повний список всіх сімнадцяти можливих груп орнаментів можна знайти нижче.

### Симетрії візерунків
Симетрія візерунка, грубо кажучи, це спосіб перетворення візерунка таким чином, що він виглядає після перетворення точно так само, яким він був до перетворення. Наприклад, симетрія паралельного перенесення має місце, якщо за деякого зсуву (паралельного перенесення) малюнок суміститься з самим собою. Уявіть зсув вертикальних (однієї ширини) смуг горизонтально на одну смугу, малюнок залишиться тим самим. Строго кажучи, справжня симетрія існує тільки для візерунків, які повторюються точно і нескінченно. Набір зі, скажімо, тільки п'яти смуг не має симетрії паралельного перенесення — після зсування смуга на одному боці «зникає» і нова смуга «додається» на іншому боці.
Іноді можливі два способи категоризації візерунка, одна заснована виключно на формі, а інша використовує розфарбування. Якщо нехтувати кольори, візерунок може мати більше симетрій. Серед чорно-білих мозаїк існує теж 17 груп орнаментів. Наприклад, розфарбована плитка еквівалентна чорно-білій плитці з кольором, закодованим у вигляді радіально симетричного «штрих-коду» в центрі мас кожної плитки.
Типи перетворень, що розглядаються тут, називаються рухами. Наприклад:
- Якщо ми зсовуємо приклад B на одну одиницю вправо, так що кожен квадрат накриває квадрат, спочатку йому суміжний, то виходить візерунок точно той самий. Цей тип симетрії називається паралельним перенесенням. Приклади A і C аналогічні, але в них найменший можливий зсув спрямований по діагоналі.
- Якщо ми повернемо приклад B за годинниковою стрілкою на 90° навколо центра одного з квадратів, знову отримаємо той самий візерунок. Це називається поворотом. Приклади A і C мають повороти на 90°, хоча потрібно трохи більше винахідливості для знаходження правильного центра повороту для C.
- Ми можемо відбити приклад B відносно горизонтальної осі, що проходить через середину зображення. Це називається (дзеркальним) відбиттям. Приклад B має дзеркальну симетрію також відносно вертикальної осі і двох діагональних осей. Те саме можна сказати про приклад A.

Ковзна симетрія відображає множину лівих і правих слідів один в одного.

Однак приклад C відрізняється. Він має відбиття тільки відносно горизонтальних і вертикальних напрямів, але не відносно діагональних осей. Якщо ми відіб'ємо візерунок відносно діагональної осі, ми не отримаємо того самого візерунка. Ми отримаємо початковий візерунок, зміщений на деяку відстань. Це одна з причин, чому група орнаментів візерунків A і B відрізняється від групи орнаментів візерунка C.
Інше перетворення — ковзна симетрія, комбінація відбиття і паралельного перенесення вздовж осі відбиття.

## Історія
Доведення того, що існує тільки 17 можливих візерунків, вперше здійснив Є. С. Федоров 1891 року, а потім, незалежно, Дьордь Поя 1924 року. Доведення, що список груп орнаментів повний, з'явилось лише після того, як це було зроблено для складнішого випадку кристалографічних груп.

## Визначення
Група орнаментів, або плоска кристалографічна група, — це ізометрична цілком розривна кокомпактна дія групи на евклідовій площині (кокомпактність еквівалентна тому, що дія містить два лінійно незалежних паралельних перенесення).
Дві такі групи ізометрій мають однаковий тип (однакову групу орнаментів), якщо вони переводяться одна в одну при афінному перетворенні площини.
Так, наприклад, зсув усього візерунка (а отже, і перенесення осей відбиття і центрів повороту) не впливає на групу орнаментів. Те ж саме стосується змінення кута між векторами паралельного перенесення за умови, що це не призводить до додавання або зникнення будь-якої симетрії (це можливо тільки у випадку, коли немає дзеркальної симетрії і ковзних симетрій, а обертова симетрія має порядок максимум 2).

### Зауваження
- У цьому визначенні ми можемо обмежувати афінні перетворення такими, що зберігають орієнтацію.
  - На відміну від тривимірного випадку, класифікація залишається тією ж.
- З теореми Бібербаха випливає, що всі групи орнаментів відрізняються навіть як абстрактні групи (на противагу, наприклад, групами бордюру, з яких дві групи ізоморфні Z).

## Обговорення визначення

### Ізометрії евклідової площини
Ізометрії евклідової площини розпадаються на чотири категорії (докладніше див. у статті Ізометрія евклідової площини).
- Паралельні перенесення позначаються Tv (від англійського «translation»), де v — вектор в R2. Ефект перетворення — зсув площини на вектор переміщення v.
- Повороти позначаються Rc,θ (від англійського «rotation»), де c — точка площини (центр повороту), а θ — кут повороту.
- Відбиття, або дзеркальні ізометрії, позначаються FL (від англійського «flip»), де L — пряма в R2. Результатом відбиття буде дзеркальна симетрія площини відносно прямої L, яка називається віссю відбиття або дзеркалом.
- Ковзні симетрії позначаються GL,d (від англійського «glide»), де L — пряма в R2, а d — відстань. Перетворення є комбінацією дзеркального відбиття відносно прямої L і паралельного перенесення вздовж L на відстань d.

### Умова незалежності паралельних перенесень
Умова лінійної незалежності паралельних перенесень означає, що існують лінійно незалежні вектори v і w (в R2), такі, що група містить як Tv, так і Tw.
Мета цієї умови — відгородити групи орнаментів від груп бордюру, які мають паралельне перенесення, але не два лінійно незалежних, а також від двовимірних дискретних точкових груп, які взагалі не мають паралельних перенесень. Іншими словами, групи орнаменту представляють візерунок, який повторюється у двох різних напрямках, на противагу групам бордюру, які повторюються вздовж однієї осі.
(Можна узагальнити цю ситуацію. Ми, наприклад, могли б вивчати дискретні групи ізометрій Rn з m лінійно незалежними паралельними перенесеннями, де m — будь-яке ціле в проміжку 0 ≤ m ≤ n.)

### Умова цілком розривності
Умова цілком розривності (іноді називається дискретністю) означає, що існує певне додатне дійсне число ε, таке, що для будь-якого паралельного перенесення Tv в групі, вектор v має довжину щонайменше ε (за винятком, звичайно, випадку нульового вектора v).
Мета цієї умови — забезпечити, щоб група мала компактну фундаментальну область, або, іншими словами, «комірку» ненульової скінченної площі, яка повторюється на площині (у вигляді візерунка). Без цієї умови можна отримати, наприклад, групу, що містить паралельне перенесення Tx для будь-якого раціонального числа x, що не відповідає ніякому прийнятному орнаментальному візерунку.
Важливий і нетривіальний наслідок умови дискретності в комбінації з умовою незалежності паралельних перенесень — група може містити тільки повороти порядку 2, 3, 4 або 6. Тобто будь-який поворот у групі має бути поворотом на 180°, 120°, 90° або 60°. Цей факт відомий як теорема про кристалографічні обмеження, і цю теорему можна узагальнити на випадки вищих розмірностей.

## Позначення

### Кристалографічне позначення
У кристалографії є 230 різних кристалографічних груп, значно більше від 17 груп орнаментів, але багато симетрій в групах ті ж самі. Таким чином, можна використовувати схожі позначення для обох видів груп, нотацію Карла Германа і Шарля-Віктора Могена. Приклад повної назви орнаменту в стилі Германа — Могена (позначення називаються також «Позначеннями Міжнародної спілки кристалографів», IUC) — p31m з чотирма літерами та цифрами. Зазвичай використовується вкорочене назва, на зразок cmm або pg.
Для груп орнаментів повне позначення починається з p (від primitive cell — елементарна комірка) або c (від face-centred cell — гранецентрована комірка). Вони будуть пояснені нижче. Після букви йде цифра n, що позначає найбільший порядок обертової симетрії — 1-кратна (немає), 2-кратна, 3-кратна, 4-кратна або 6-кратна. Наступні два символи позначають симетрії відносно однієї з осей паралельного перенесення, яка вважається «головною». Якщо існує дзеркальна симетрія, перпендикулярна до осі паралельного перенесення, вибираємо цю вісь як головну (якщо дві, вибираємо будь-яку з них). Як символ вибирається m, g або 1, для дзеркальної симетрії, ковзної симетрії або відсутності симетрії відповідно. Вісь дзеркальної симетрії або ковзної симетрії перпендикулярна до головної осі для першої літери, і або паралельна, або нахилена на 180°/n (якщо n > 2) для другої літери. Багато груп включають інші симетрії. У короткій нотації відкидаються цифри або m, якщо вона визначається логічно, якщо це не спричиняє плутанини з іншими групами.
Примітивна комірка — це найменша область, повторювана паралельним перенесенням по ґратці. Всі, крім двох груп симетрії орнаментів, описуються відносно осей примітивної комірки — системи координат, що використовує вектори паралельного перенесення ґратки. В інших двох випадках симетрія описується центрованими комірками, які більші від примітивних комірок, а тому мають внутрішнє повторення. Напрямки їхніх сторін відрізняються від напрямків векторів паралельного перенесення. Нотація Германа-Могена для кристалів кристалографічних груп використовує додаткові типи комірок.
Приклади
- p2 (p211): примітивна комірка, 2-кратна обертова симетрія, ні дзеркальних відбиттів, ні ковзних симетрій.
- p4gm (p4mm): примітивна комірка, 4-кратна обертова симетрія, ковзна симетрія, перпендикулярна до головної осі, вісь дзеркальної симетрії під кутом 45°.
- c2mm (c2mm): центрована комірка, 2-кратна обертова симетрія, осі дзеркальної симетрії перпендикулярна і паралельна до головної осі.
- p31m (p31m): примітивна комірка, 3-кратна обертова симетрія, вісь дзеркальної симетрії під кутом 60°.

Назви, короткий і повний вигляд яких відрізняються: Решта назв — p1, p3, p3m1, p31m, p4 і p6.

### Орбіпозначення
Орбіпозначення для груп орнаментів популяризоване Джоном Конвеєм, ґрунтується не на кристалографії, а на топології. Ми розглядаємо фактор-орбівид площини за дією групи орнаменту і описуємо його за допомогою декількох символів.
- Цифра, n, показує центр n-кратного повороту, що відповідає вершині конуса орбівиду. За теоремою про кристалографічні обмеження n має дорівнювати 2, 3, 4 або 6.
- Зірочка, *, показує дзеркальну симетрію, відповідну межі орбівиду. Вона взаємопов'язана з цифрами таким чином:
  1. Цифри перед * означають центри простого (циклічного) обертання.
  2. Цифри після * означають центри обертання з дзеркалами, які проходять через них, що відповідає «кутам» межі орбівиду (діедральні).
- Хрестик, ×, з'являється, за наявності ковзної симетрії; він показує лист Мебіуса на орбівиді. Для отримання ковзної симетрії прості відбиття комбінуються з трансляцією ґратки, але вони вже враховані, тому ми не позначаємо їх.
- Символ «відсутності симетрії», o, стоїть один і означає, що є тільки симетрія паралельного перенесення і ніяких інших симетрій. Орбівид з таким символом є тором. У загальному випадку символ o відповідає приклеюванню ручки до орбівиду.

Розглянемо групу з кристалографічною нотацією cmm. У позначеннях Конвея це буде 2*22. 2 перед * означає, що ми маємо центр 2-кратного повороту без дзеркал, що проходять через нього. Сама * говорить про наявність дзеркала. Перша цифра 2 після * вказує, що ми маємо центр 2-кратного повороту на дзеркалі. Кінцева 2 говорить, що ми маємо незалежний другий центр 2-кратного повороту на дзеркалі, який не дублює першого центра при симетріях.
Група з позначенням pgg матиме позначення Конвея 22×. Ми маємо два простих центри 2-кратного повороту і вісь ковзної симетрії. Контрастує з цією групою група pmg, з символом Конвея 22*, де в кристалографічному позначенні згадано ковзну симетрію, але ту, яка неявно мається на увазі іншими симетріями орбівиду.
Дужкову нотацію Коксетера також включено. Вона ґрунтується на групі Коксетера і модифікована плюсом (у верхньому індексі) для поворотів, невласних поворотів і паралельних перенесень.
| Конвей           | o         | ××          | *×        | **       | 632    | *632  |
| Коксетер         | [∞+,2,∞+] | [(∞,2)+,∞+] | [∞,2+,∞+] | [∞,2,∞+] | [6,3]+ | [6,3] |
| Кристолографічна | p1        | pg          | cm        | pm       | p6     | p6m   |

| Конвей           | 333     | *333   | 3*3    | 442    | *442  | 4*2    |
| Коксетер         | [3[3]]+ | [3[3]] | [3+,6] | [4,4]+ | [4,4] | [4+,4] |
| Кристолографічна | p3      | p3m1   | p31m   | p4     | p4m   | p4g    |

| Конвей           | 2222     | 22×               | 22*        | *2222   | 2*22     |
| Коксетер         | [∞,2,∞]+ | [((∞,2)+,(∞,2)+)] | [(∞,2)+,∞] | [∞,2,∞] | [∞,2+,∞] |
| Кристолографічна | p2       | pgg               | pmg        | pmm     | cmm      |

### Чому існує рівно сімнадцять груп
Орбівид можна розглядати як багатокутник з гранню, ребрами і вершинами, який можна розгорнути з утворенням, можливо, нескінченної множини багатокутників, які замощують усю сферу, площину або гіперболічну площину. Якщо багатокутник замощує площину, він дає групу орнаментів, а якщо сферу або гіперболічну площину, то групу сферичної симетрії або групу гіперболічної симетрії. Тип простору, який багатокутник замощує, можна знайти обчисленням ейлерової характеристики, χ = V − E + F, де V — число кутів (вершин), E — число ребер і F — число граней. Якщо ейлерова характеристика додатна, то орбівид має еліптичну (сферичну) структуру. Якщо ейлерова характеристика дорівнює нулю, він має параболічну структуру, тобто це група орнаментів. Якщо ж ейлерова характеристика від'ємна, орбівид має гіперболічну структуру. Коли перерахували всі можливі орбівиди, виявилося, що тільки 17 мають ейлерову характеристику 0.
Коли орбівид копіюється для заповнення площини, його елементи створюють структуру вершин, ребер і граней, які мають задовольняти характеристиці Ейлера. Обернувши процес, ми можемо призначити номери елементам орбівиду, але дробові, а не цілі. Оскільки сам орбівид є факторгрупою повної поверхні за групою симетрії, ейлерова характеристика орбівиду є часткою від ділення ейлерової характеристики поверхні на порядок групи симетрії.
Ейлерова характеристика орбівиду дорівнює 2 мінус сума значень елементів, призначених таким чином:
- Цифра n перед * рахується як (n − 1)/n.
- Цифра n після * рахується як (n − 1)/2n.
- * і × рахуються як 1.
- Знак "немає симетрії ° рахується як 2.

Для групи орнаментів сума для характеристики Ейлера має дорівнювати нулю, так що сума значень елементів має дорівнювати 2.
Приклади
- 632: 5/6 + 2/3 + 1/2 = 2
- 3*3: 2/3 + 1 + 1/3 = 2
- 4*2: 3/4 + 1 + 1/4 = 2
- 22×: 1/2 + 1/2 + 1 = 2

Тепер перерахування всіх груп орнаментів зводиться до арифметики, списку наборів елементів, що дають у сумі 2.
Набори елементів з іншого сумою не безглузді. Вони містять у собі неплоскі замощення, які ми тут не обговорюємо. (Якщо ейлерова характеристика орбівиду від'ємна, замощення гіперболічне, якщо ж додатна, замощення сферичне, або погане).

## Розпізнавання груп орнаментів
Щоб зрозуміти, яка група орнаментів відповідає конкретній мозаїці, можна скористатись такою таблицею:
Див. також цей огля з діаграмами.

## Сімнадцять плоских кристалографічних груп
Кожна з груп у цій секції має дві діаграми структури комірки, кожна з яких інтерпретується таким чином (тут істотна форма, не колір):
|  | центр повороту порядку два (180°).   |
|  | центр повороту порядку три (120°).   |
|  | центр повороту порядку чотири (90°). |
|  | центр повороту порядку шість (60°).  |
|  | вісь відбиття.                       |
|  | вісь ковзної симетрії.               |

На правій частині діаграми різні класи еквівалентності елементів симетрії пофарбовано (і повернуто) по різному.
Коричневі або жовті області позначають фундаментальну область, тобто найменшу повторювану частину візерунка.
Діаграми праворуч показують комірку ґратки, що відповідає найменшому паралельному перенесенню. Зліва іноді показано велику область.

### Групаp1 (o)
| Коса       | Коса       | Коса     | Шестикутна | Шестикутна | Шестикутна |
| Прямокутна | Прямокутна | Ромбічна | Ромбічна   | Квадратна  | Квадратна  |
| ---------- | ---------- | -------- | ---------- | ---------- | ---------- |

- Орбіфолдна сигнатура: o

Приклад і діаграма для p1

- Позначення Коксетера (прямокутник): [∞+,2,∞+] або [∞]+×[∞]+
- Ґратка: коса
- Точкова група: C1
- Група p1 містить тільки паралельні перенесення. Група не містить ні поворотів, ні дзеркальних відбиттів, ні ковзних симетрій.

Приклади групи p1

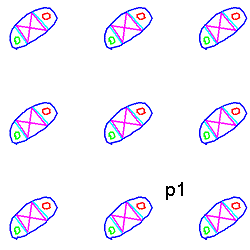
Створено на комп'ютері
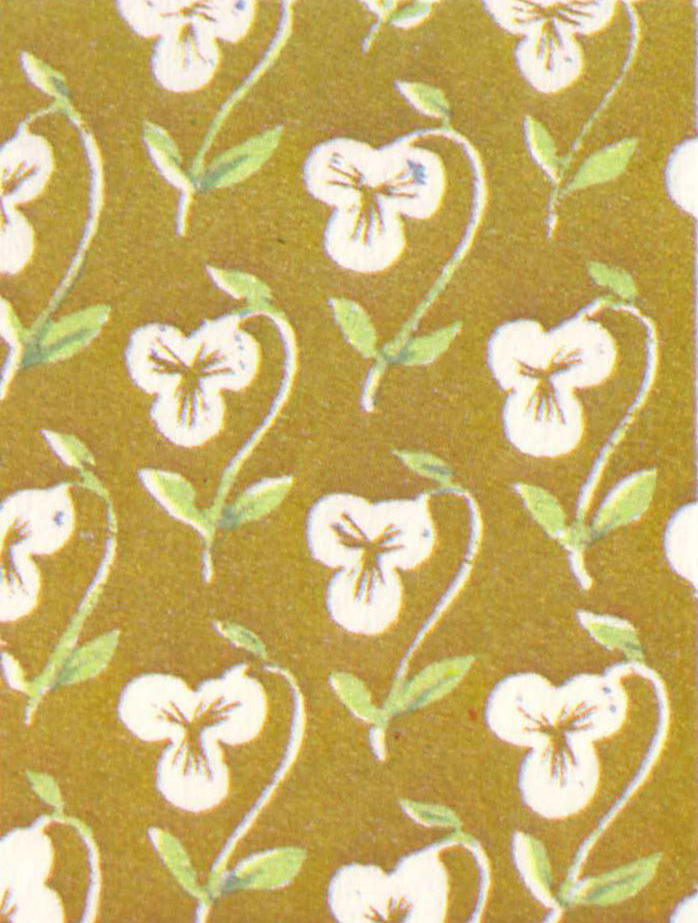
Середньовічне драпірування стіни

Два паралельних перенесення (сторони комірки) можуть мати різні довжини і можуть утворювати будь-який кут.

### Групаp2 (2222)
| Коса       | Коса       | Коса     | Шестикутна | Шестикутна | Шестикутна |
| Прямокутна | Прямокутна | Ромбічна | Ромбічна   | Квадратна  | Квадратна  |
| ---------- | ---------- | -------- | ---------- | ---------- | ---------- |

- Орбіфолдна сигнатура: 2222

Приклад і діаграма для p2

- Позначення Коксетера (прямокутник): [∞,2,∞]+
- Ґратка: коса
- Точкова група: C2
- Група p2 містить чотири центри повороту порядку два (180°), але не містить ні відбиттів, ні ковзних симетрій.

Приклади групи p2

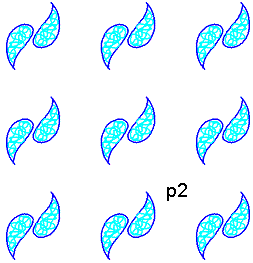
Створено на комп'ютері
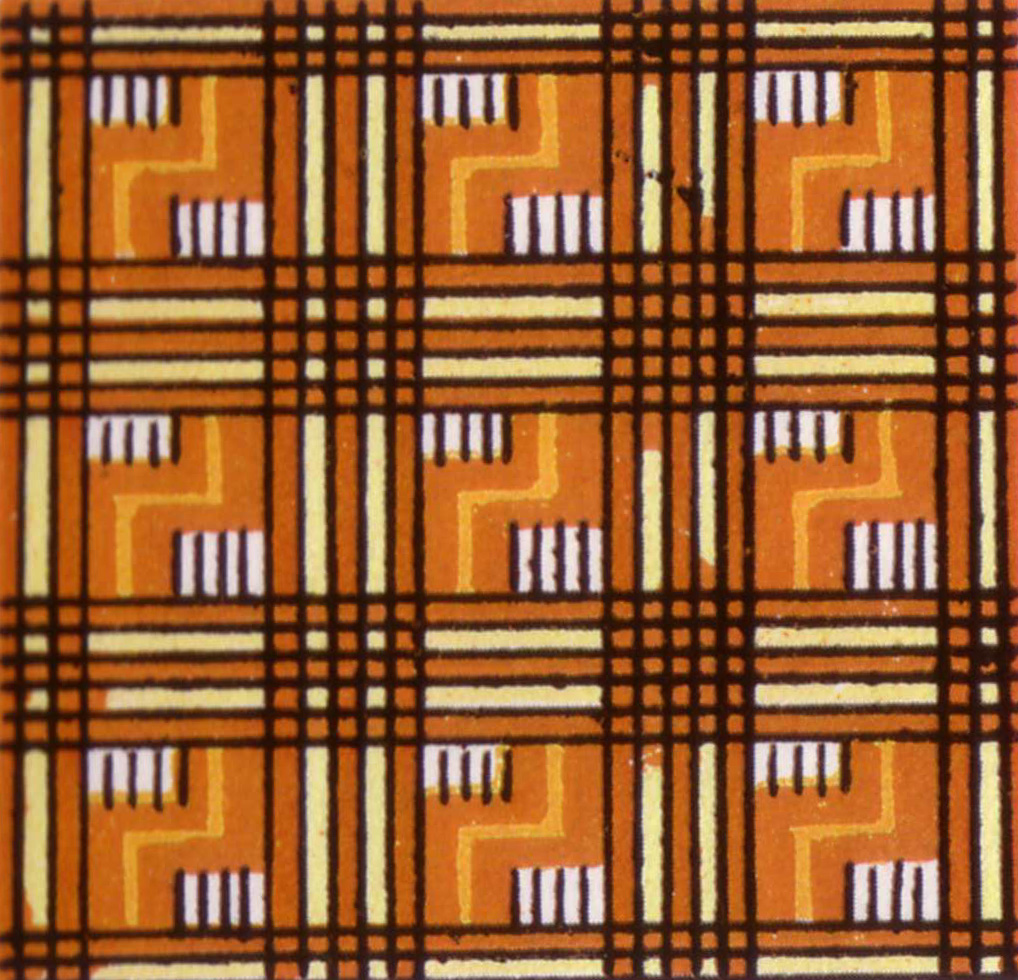
Тканина, Гавайські острови
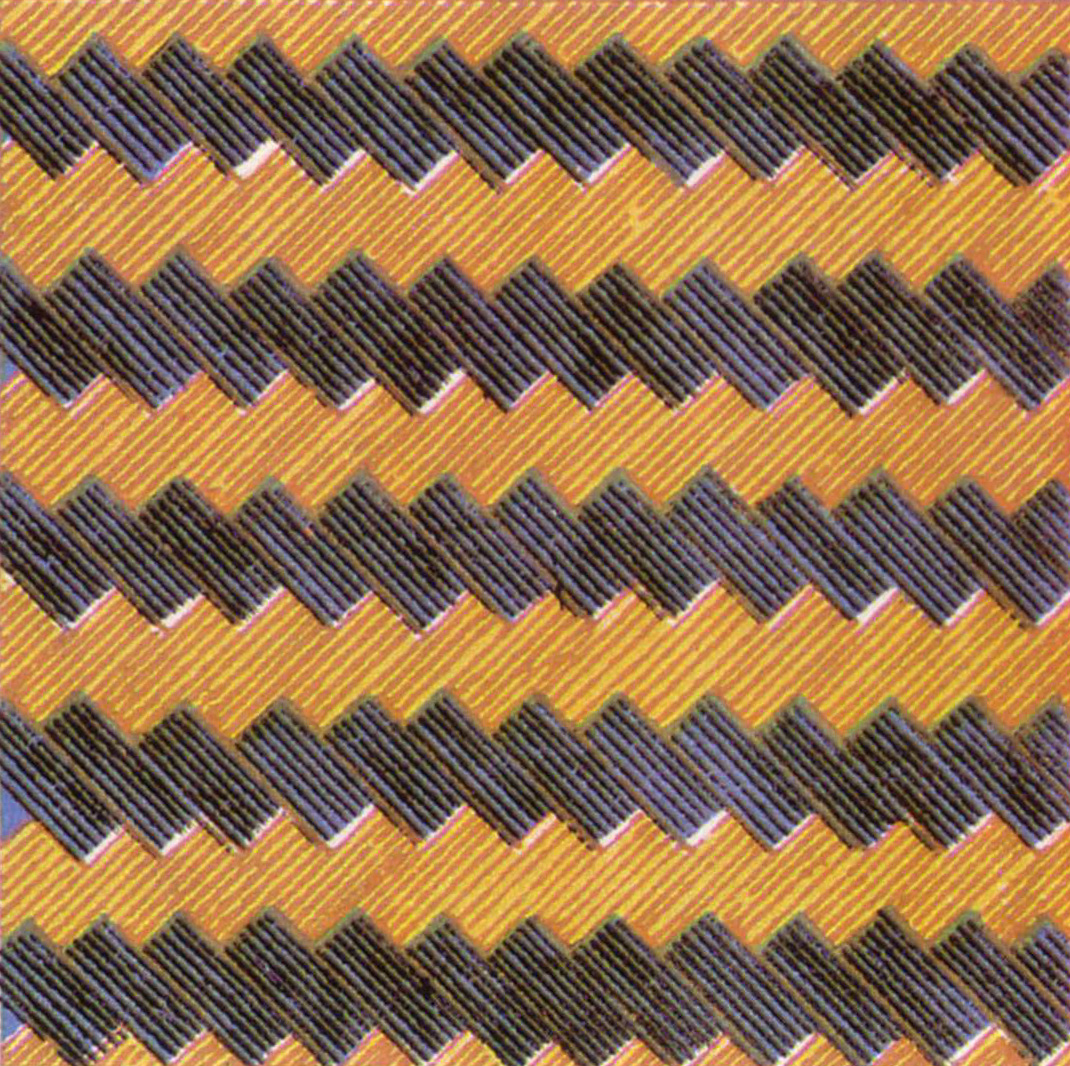
Килимок, на якому стояв єгипетський фараон
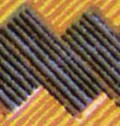
Єгипетський килимок (збільшено)
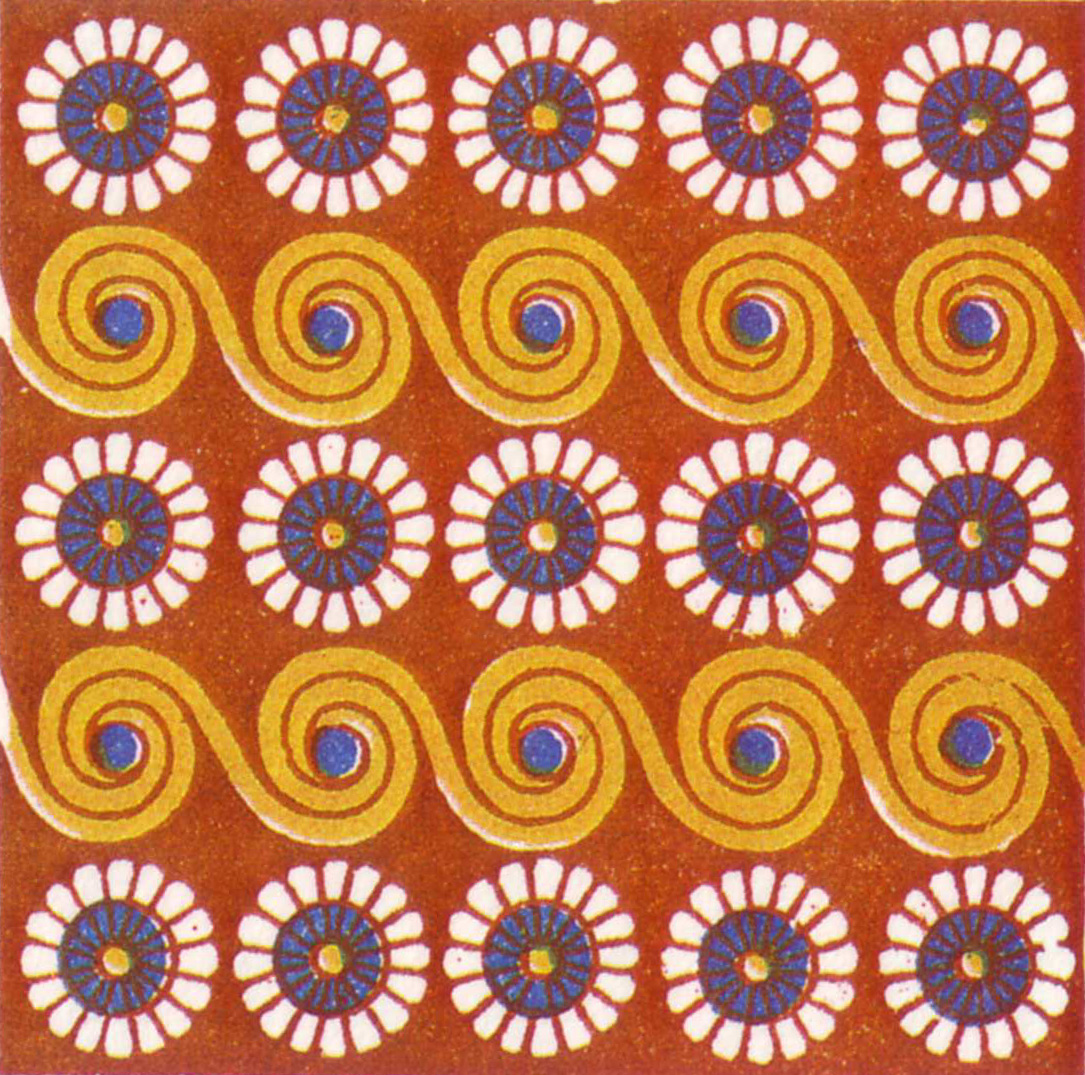
Стеля єгипетської усипальні
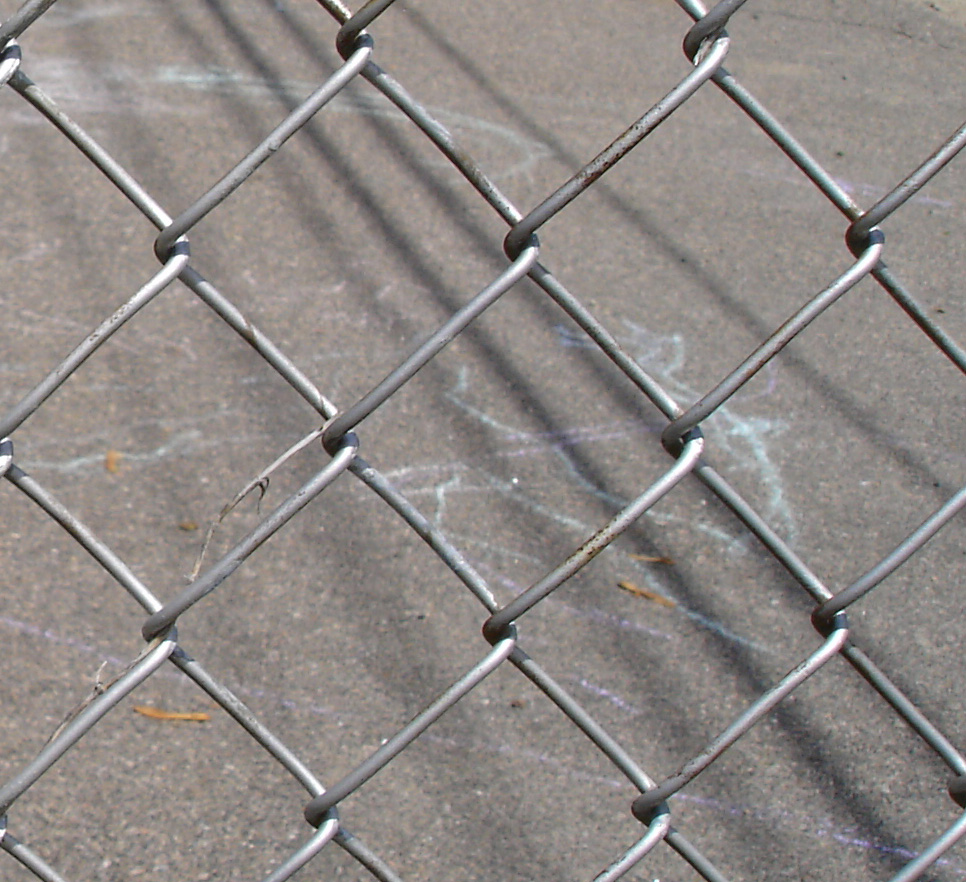
Дротяний паркан, (сітка Рабіца).

### Групаpm(**)
| Горизонтальне відбиття | Вертикальне відбиття |
| ---------------------- | -------------------- |

- Орбіфолдна сигнатура: **
- Позначення Коксетера: [∞,2,∞+] або [∞+,2,∞]
- Ґратка прямокутна
- Точкова група: D1

Приклад і діаграма для pm

- Група pm не має поворотів. Вона має осі відбиття, всі вони паралельні.

Приклади групи pm

(Перші три мають вертикальні осі симетрії, а інші два мають діагональні осі.)

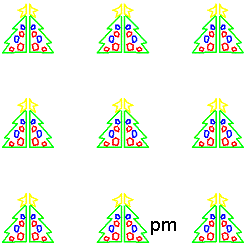
Згенеровано на комп'ютері
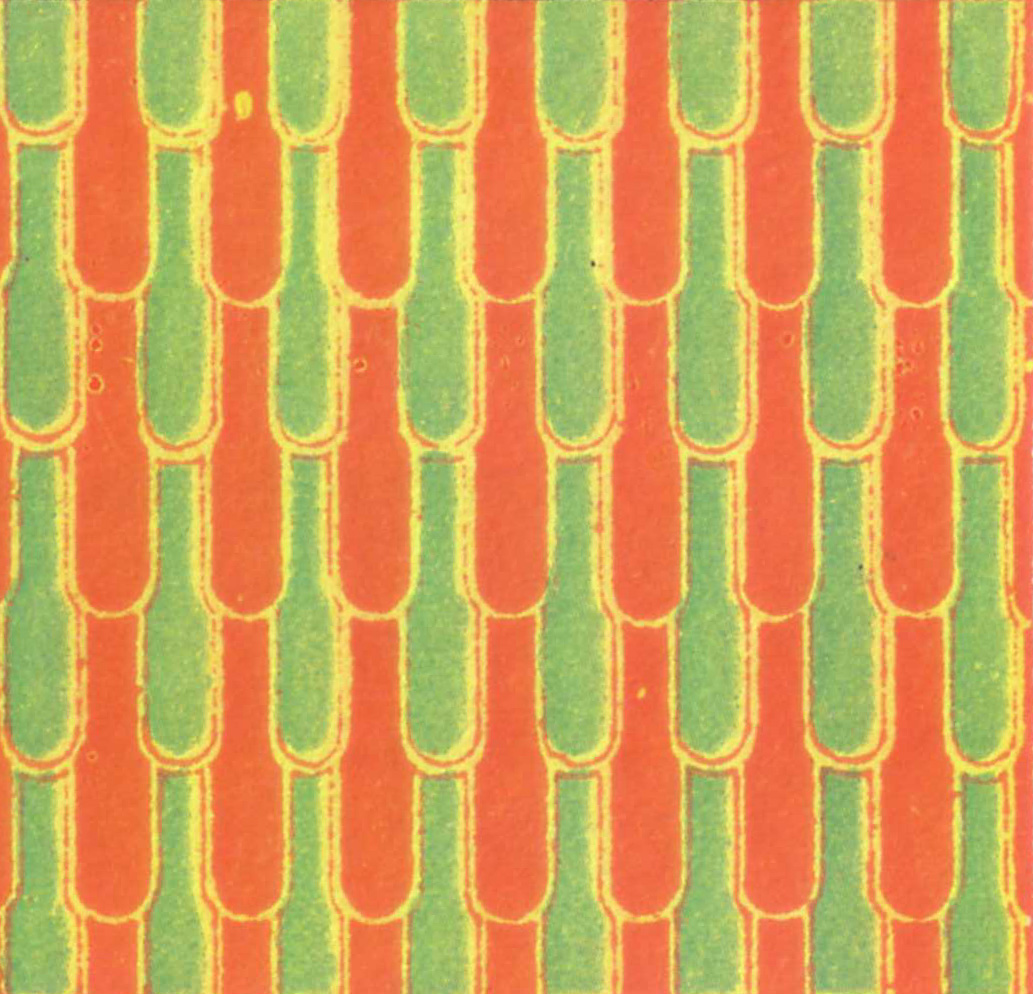
Одяг на фігурі в усипальні в Долині Царів, Єгипет
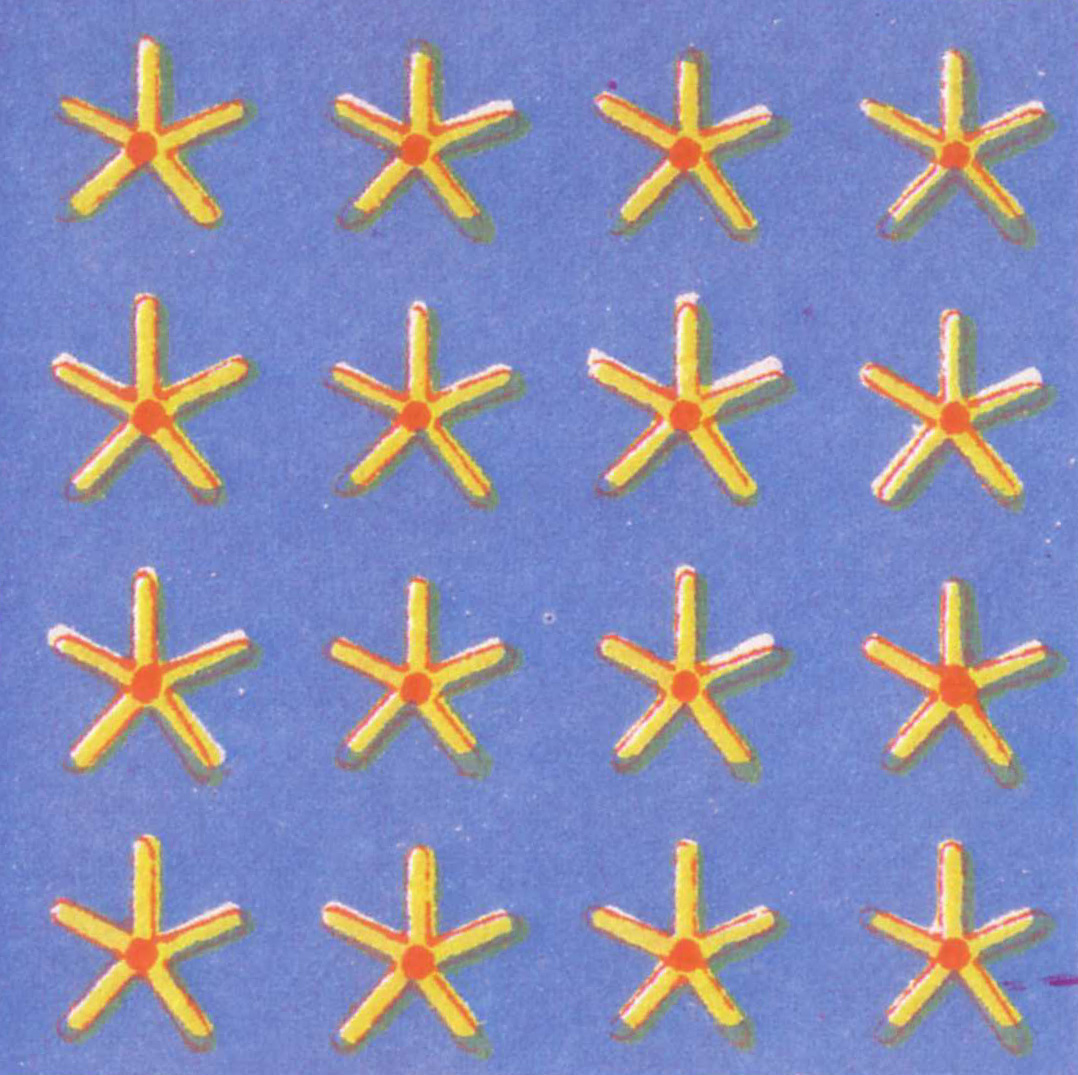
Єгипетська усипальня, Фіви
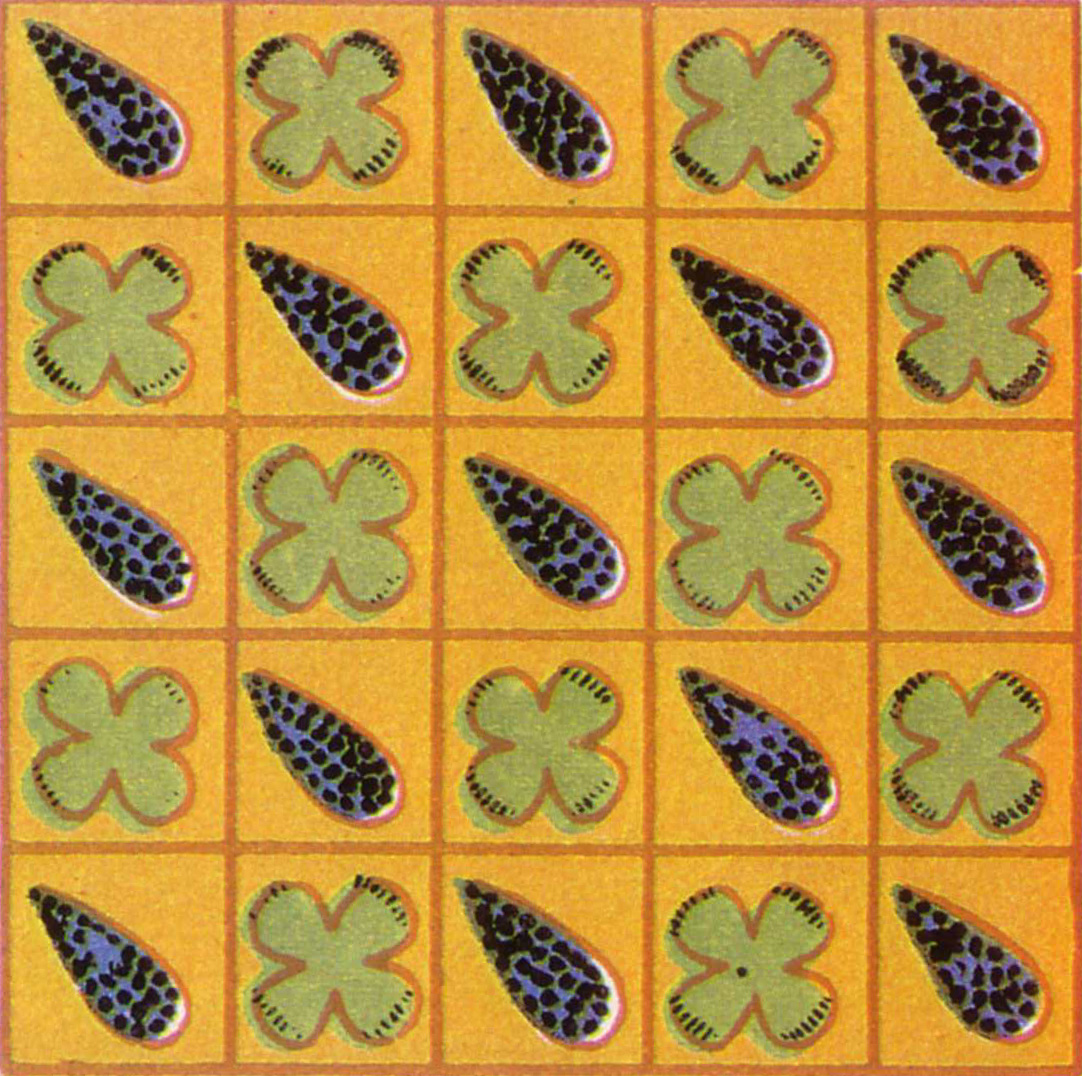
Стеля усипальні в Курні, Єгипет. Осі дзеркальних відбиттів діагональні
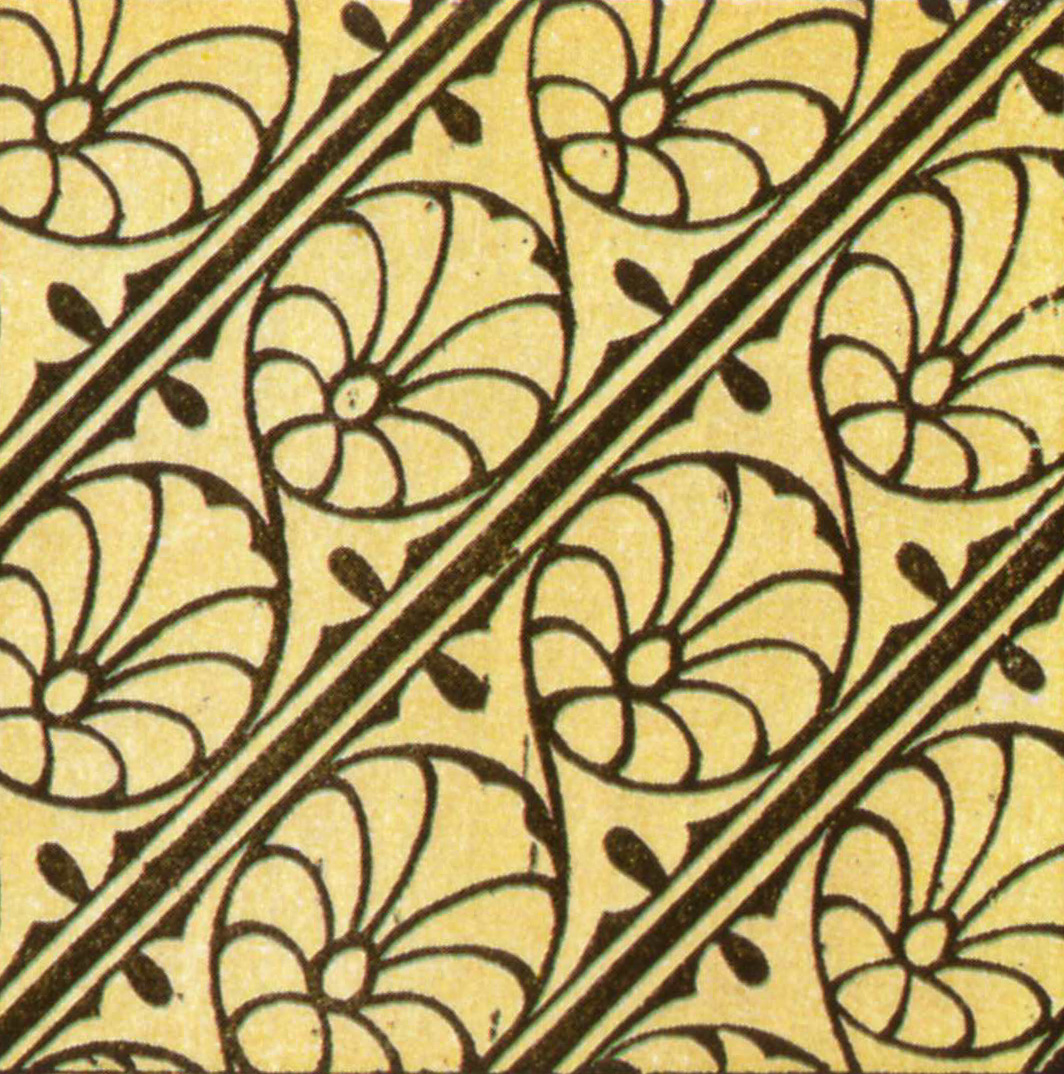
Індійська робота по металу на Всесвітній виставці 1851 року. Майже pm (якщо нехтувати короткі діагональні відрізки між овалами, отримуємо p1)

### Групаpg(××)
| Горизонтальні зсуви | Вертикальні зсуви |
| Прямокутна          | Прямокутна        |
| ------------------- | ----------------- |

- Орбіфолдна сигнатура: ××
- Позначення Коксетера: [(∞,2)+,∞+] або [∞+,(2,∞)+]
- Ґратка прямокутна
- Точкова група: D1

Приклад і діаграма для pg

- Група pg містить тільки ковзні симетрії і осі цих симетрій усі паралельні. Немає ні поворотів, ні дзеркальних відбиттів.

Приклади групи pg

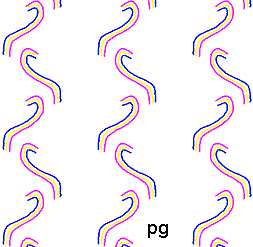
Згенеровано на комп'ютері
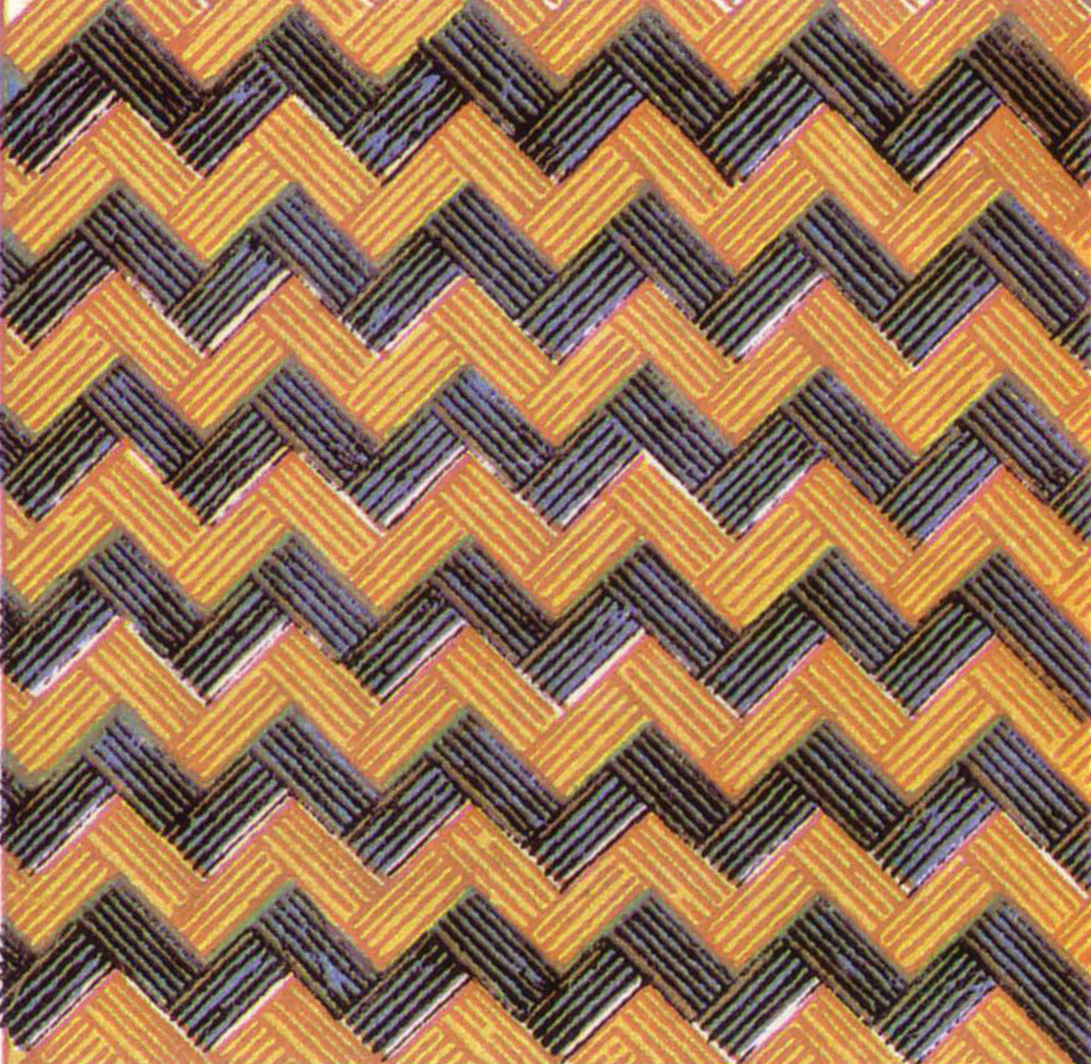
Килимок з візерунком «ялинка», на якому стояв єгипетський фараон
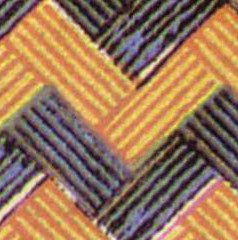
Єгипетський килимок (фрагмент)
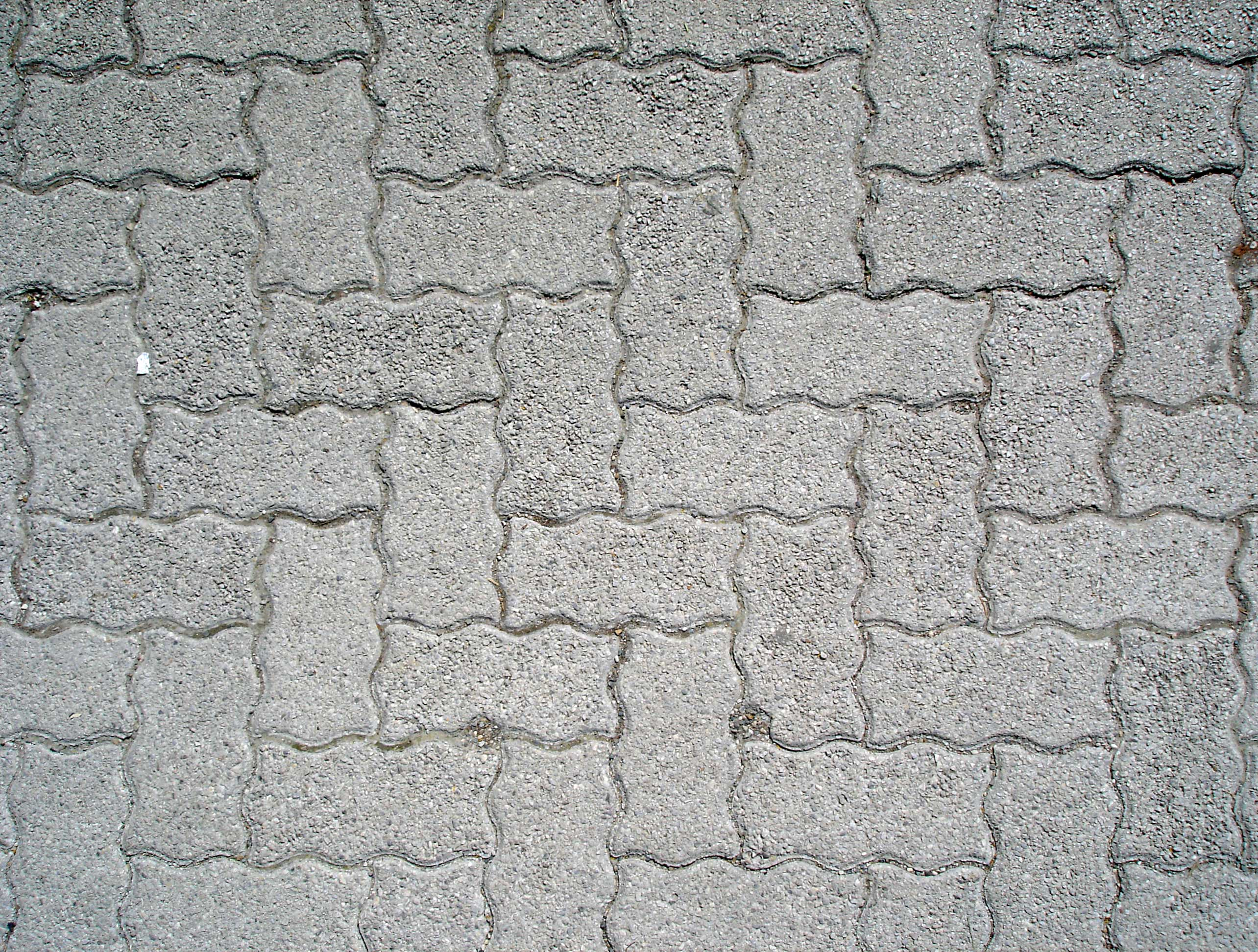
Бруківка, вкладена «ялинкою», в Зальцбурзі (зверніть увагу, що краї плиток зігнуті, і плитки не мають осьової симетрії). Осі ковзної симетрії йдуть з північного-сходу на південний-захід
Одне з розфарбувань кирпатої квадратної мозаїки. Прямі ковзної симетрії йдуть від верхнього лівого кута до нижнього правого. Якщо нехтувати кольори, отримаємо значно більше симетрій, ніж просто у pg, це буде p4g (див. цей самий візерунок з розфарбованими в один колір трикутниками)[4]

Без розгляду деталей всередині зигзага килимок є pmg. Якщо брати до уваги деталі всередині зигзага, але не розрізняти коричневі і чорні смуги, отримаємо pgg.
Якщо нехтувати хвилясті краї плиток, бруківка є pgg.

### Групаcm(*×)
| Горизонтальне відбиття | Вертикальне відбиття |
| Ромбічна               | Ромбічна             |
| ---------------------- | -------------------- |

- Орбіфолдна сигнатура: *×
- Позначення Коксетера: [∞+,2+,∞] або [∞,2+,∞+]
- Ґратка: ромбічна
- Точкова група: D1

Приклад і діаграма для cm

- Група cm не містить поворотів. Вона має осі відбиття, всі вони паралельні. Є щонайменше одна ковзна симетрія, вісь якої не є віссю відбиття, і вона лежить посередині між двома суміжними паралельними осями відбиття.
- Ця група належить до симетрій ступінчастих рядків (тобто є зсув на кожен рядок на половину величини паралельного перенесення всередині рядків) однакових об'єктів, які мають осі симетрії, перпендикулярні рядкам.

Приклади групи cm

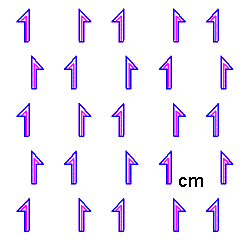
Створено на комп'ютері
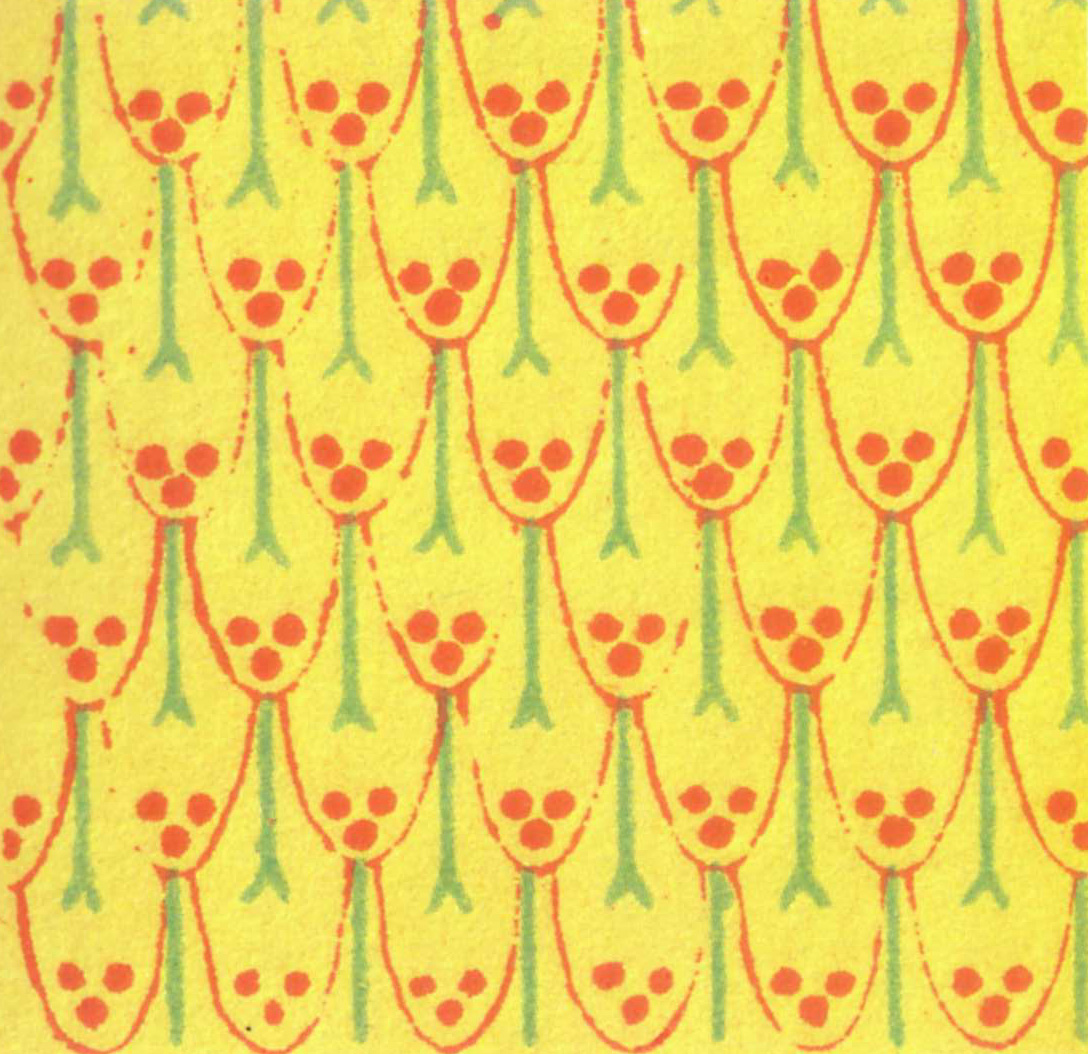
Одяг Амона з Абу-Сімбела, Єгипет
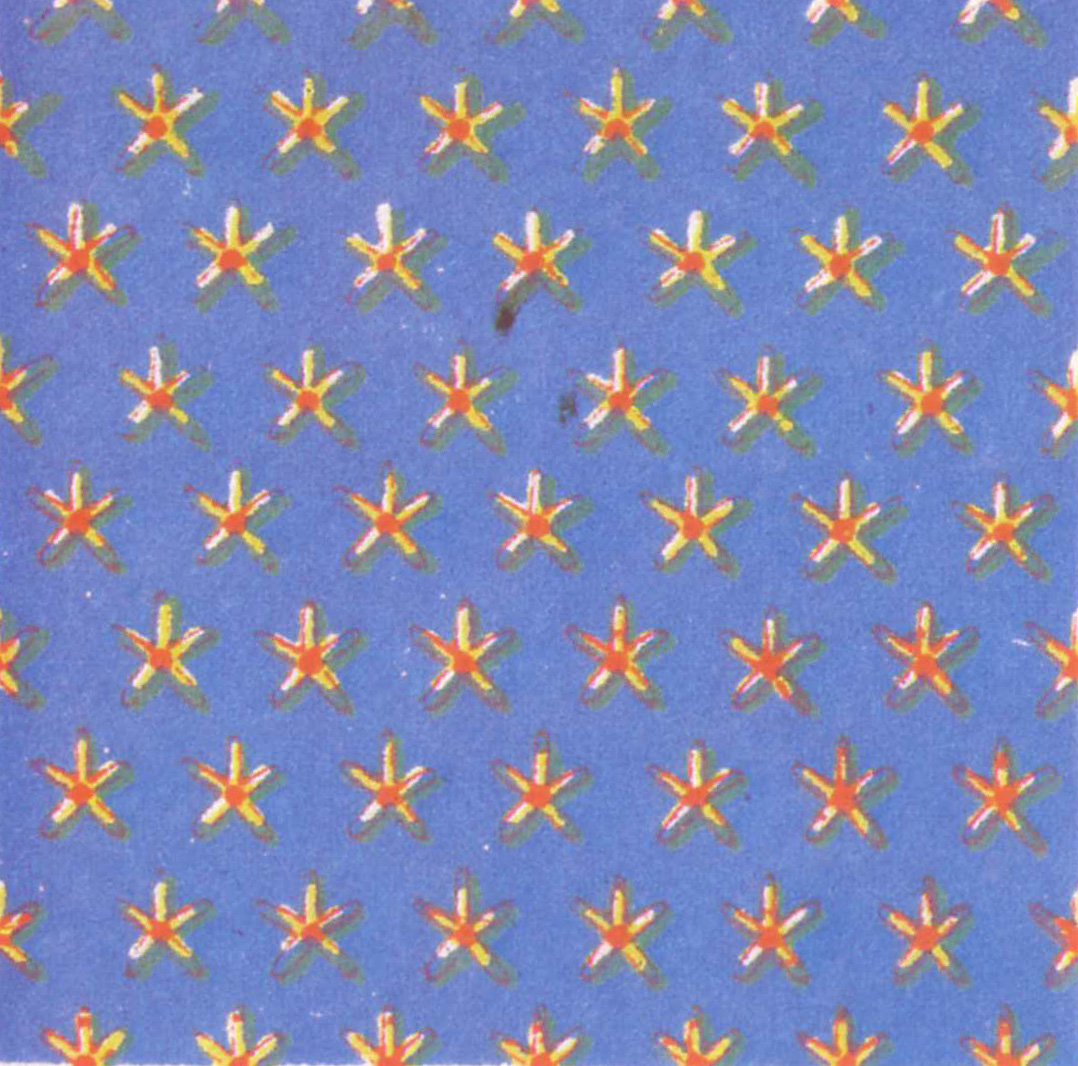
Панель[en] з Долини Царів, Єгипет
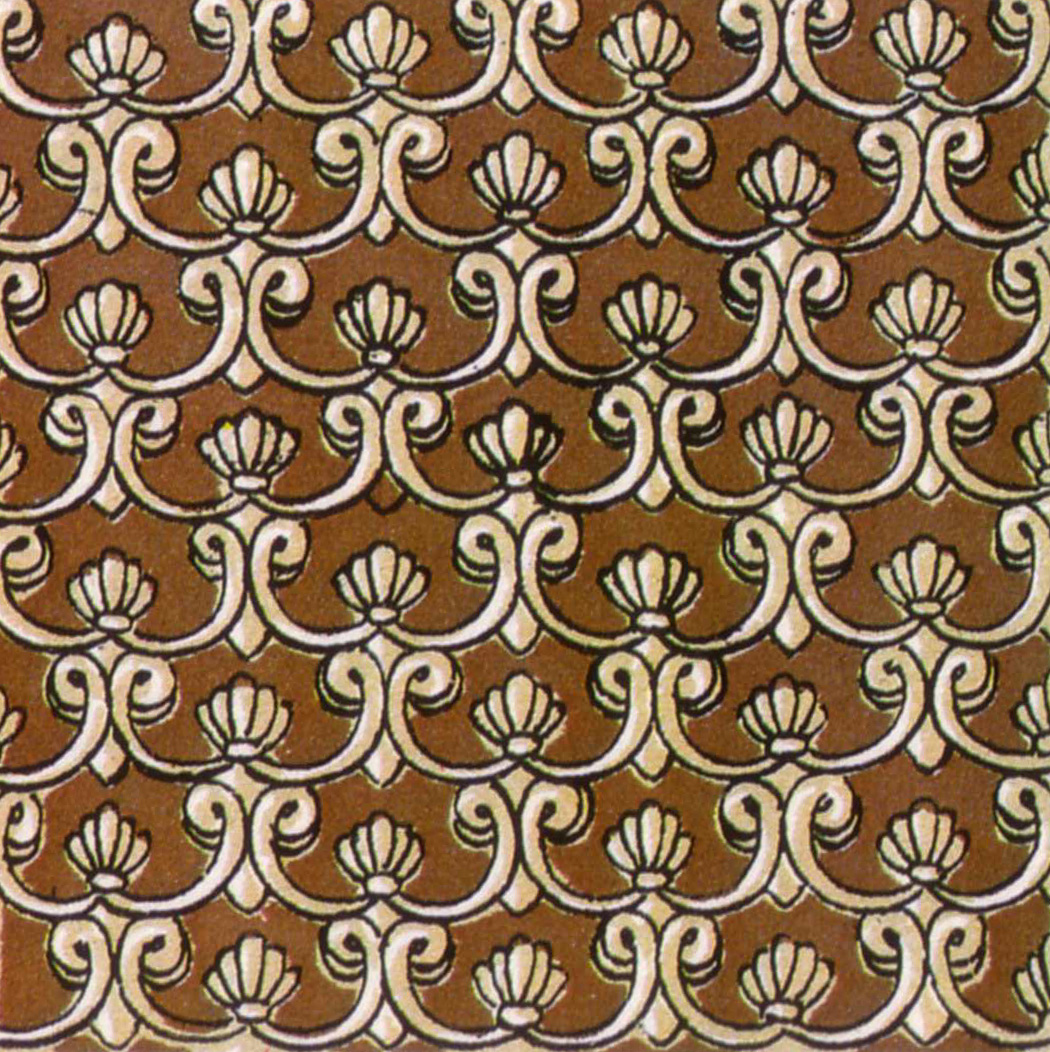
Бронзова посудина з Німруда, Ассирія
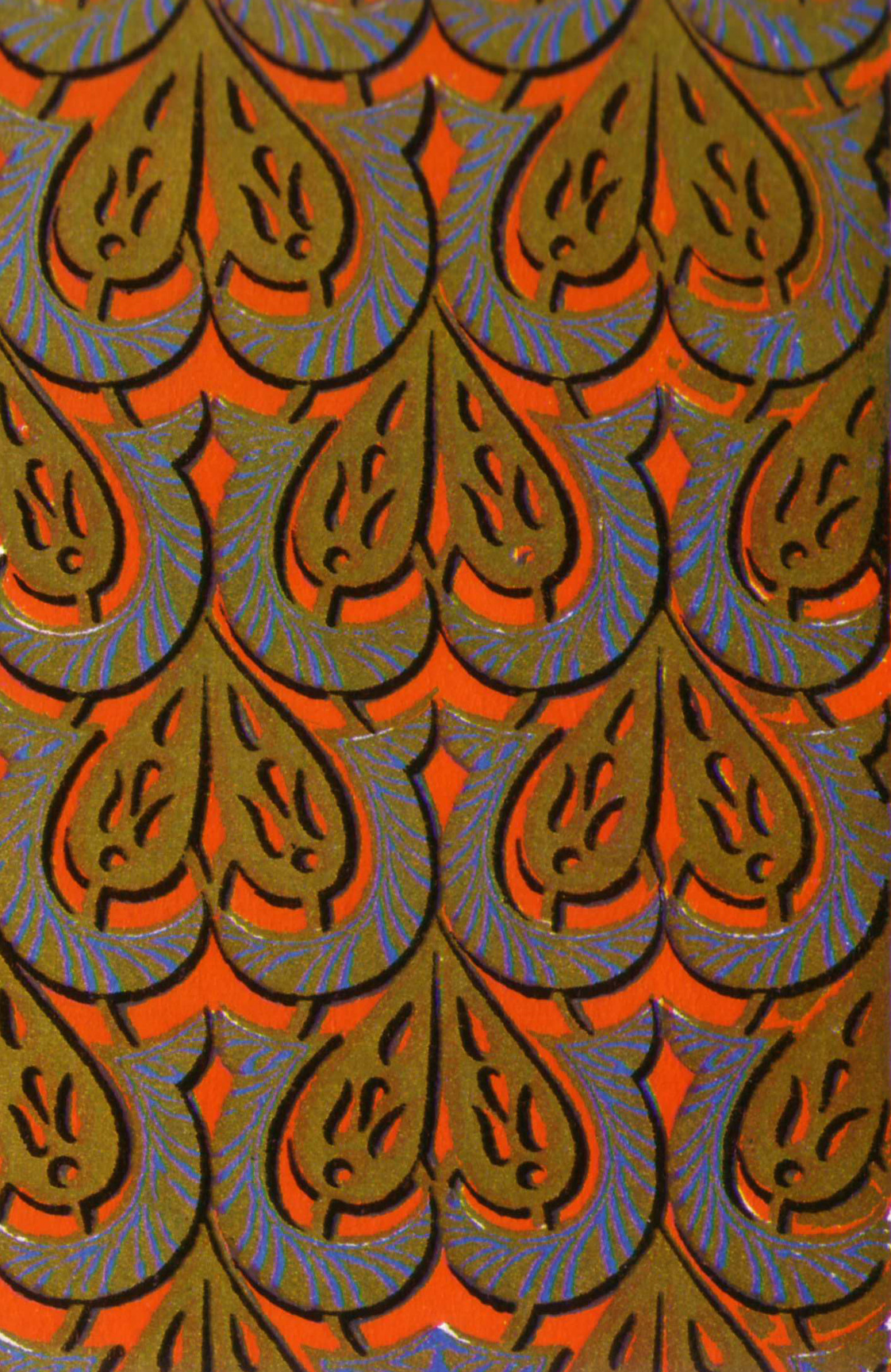
Пазухи арок, Альгамбра, Іспанія
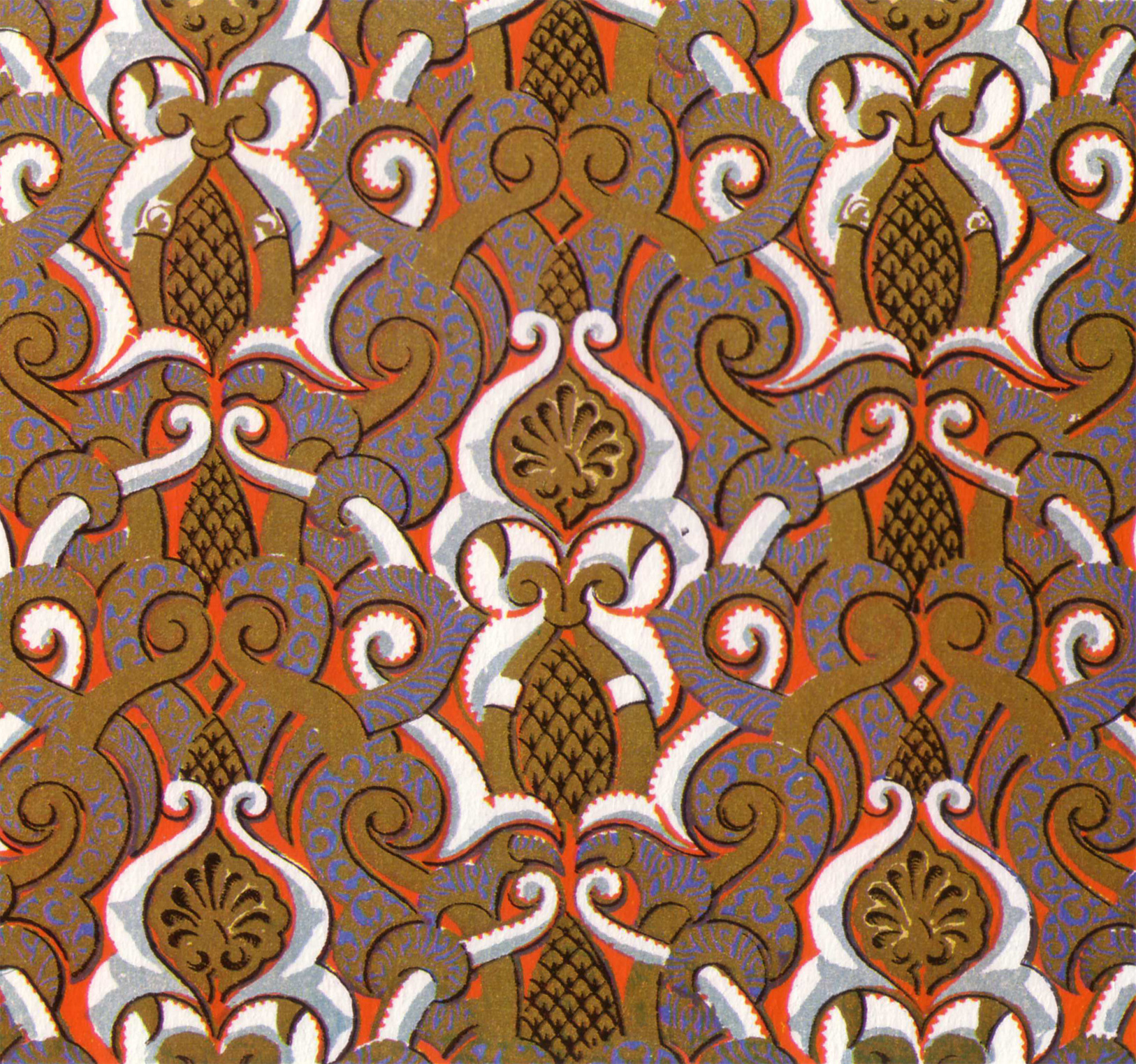
Софіт арки, Альгамбра, Іспанія
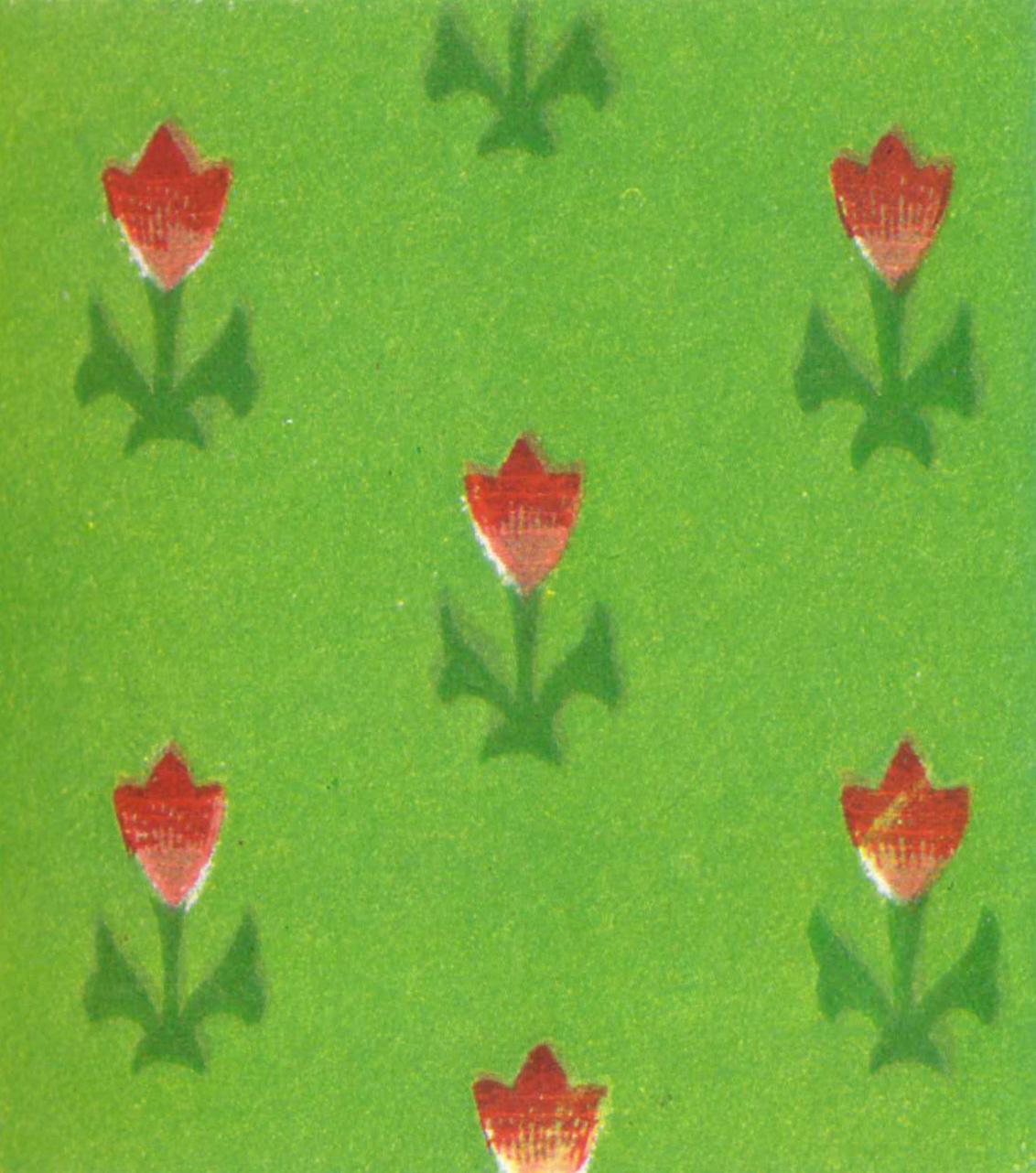
Перський гобелен
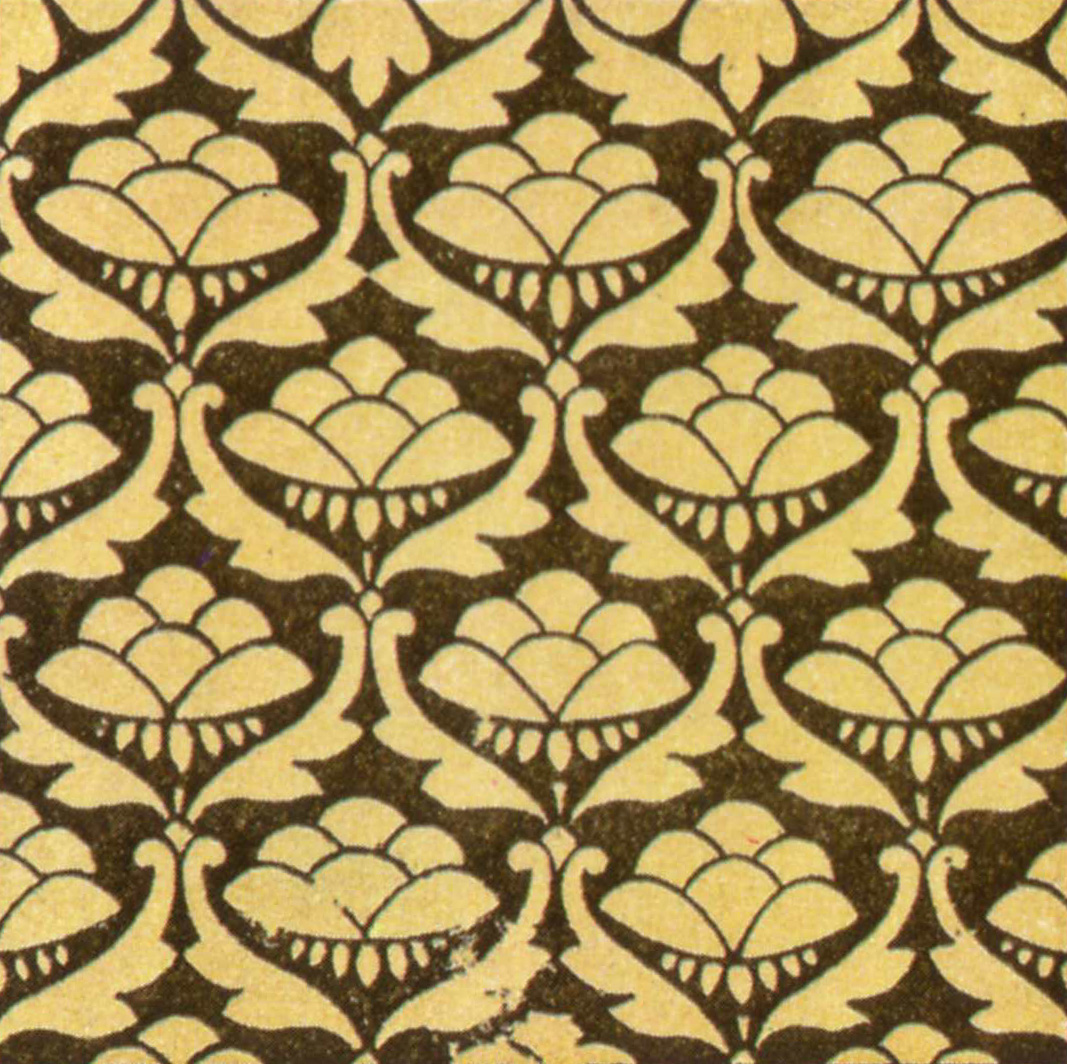
Індійська художня робота по металу на Всесвітній виставці 1851 року
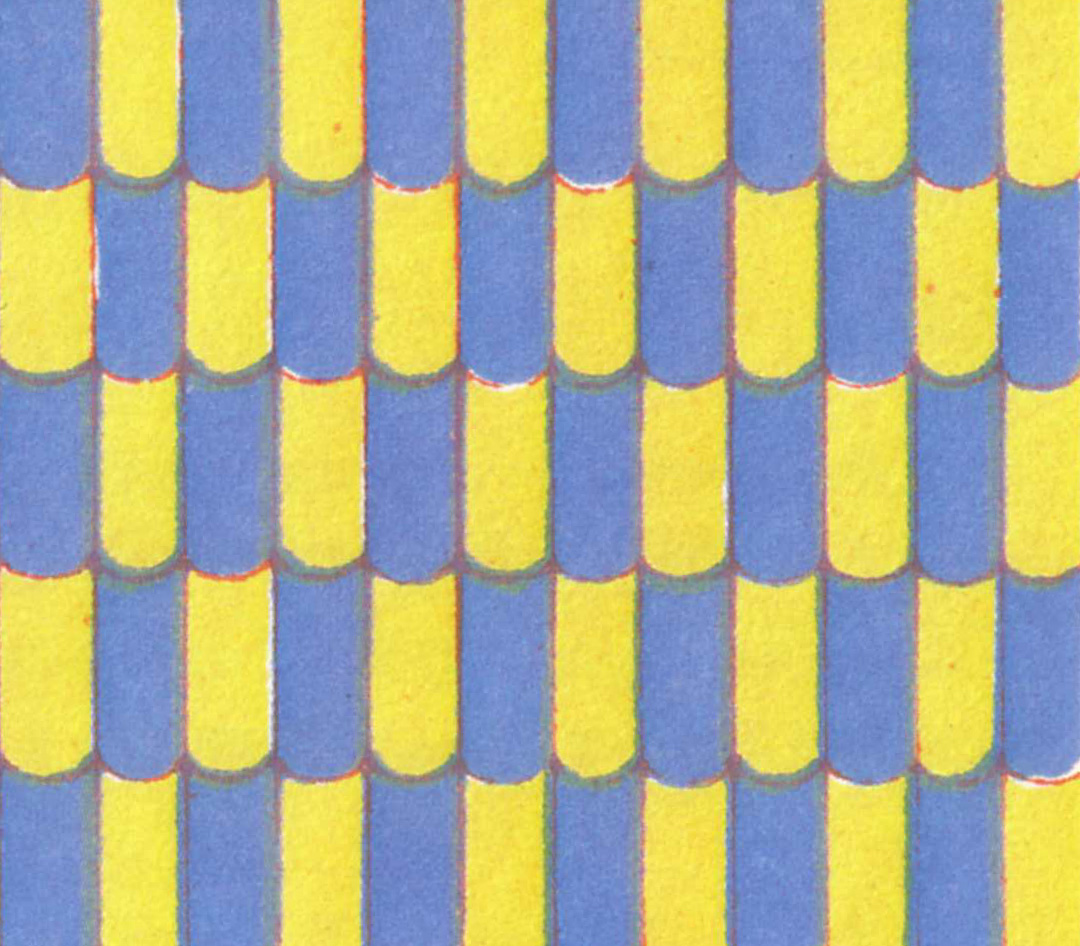
Одяг фігури в усипальні в долині Царів, Єгипет

### Групаpmm(*2222)
| Прямокутна | Квадратна |
| ---------- | --------- |

- Орбіфолдна сигнатура: *2222

Приклад і діаграма для pmm

- Позначення Коксетера (прямокутник): [∞,2,∞] або [∞]×[∞]
- Позначення Коксетера (квадрат): [4,1+,4] або [1+,4,4,1+]
- Ґратка прямокутна
- Точкова група: D2
- Група pmm має відбиття у двох перпендикулярних напрямках і чотири центри повороту порядку два (180°), розташовані в точках перетину дзеркал.

Приклади групи pmm

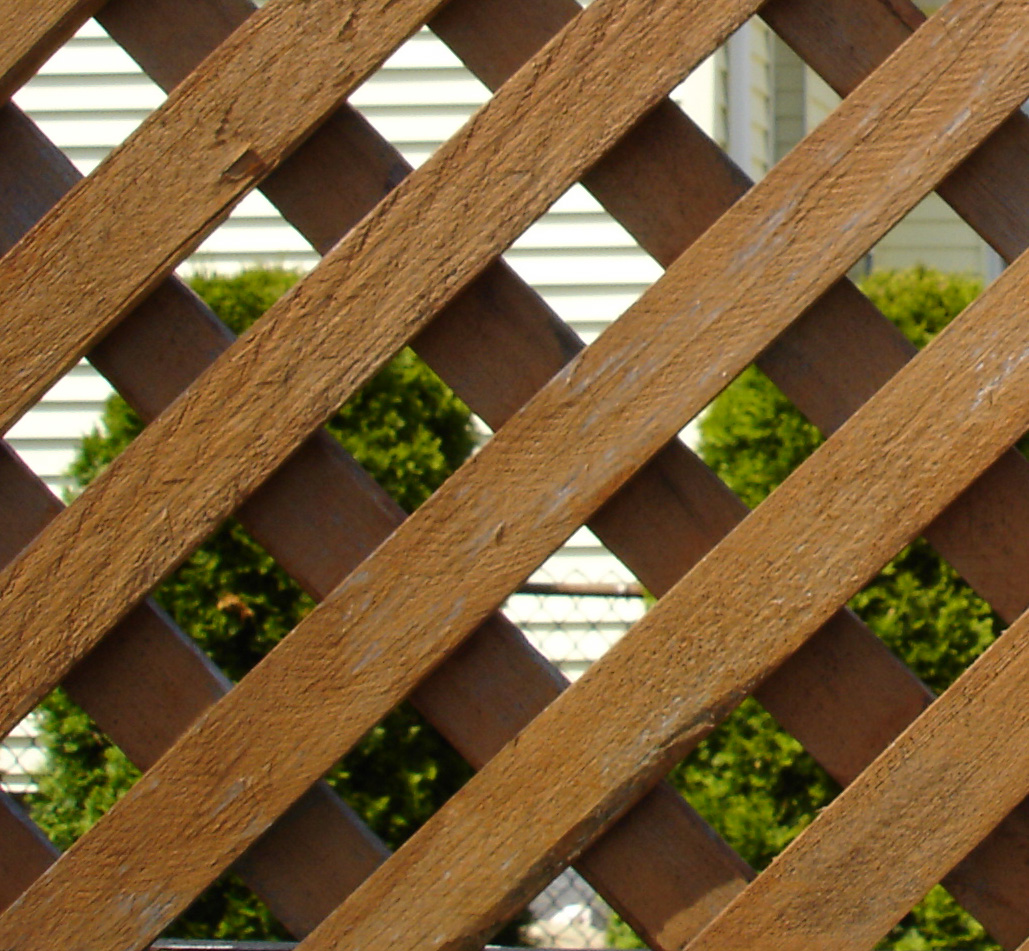
Двовимірний малюнок решітки огорожі, США. (в трьох вимірах є додаткова симетрія)
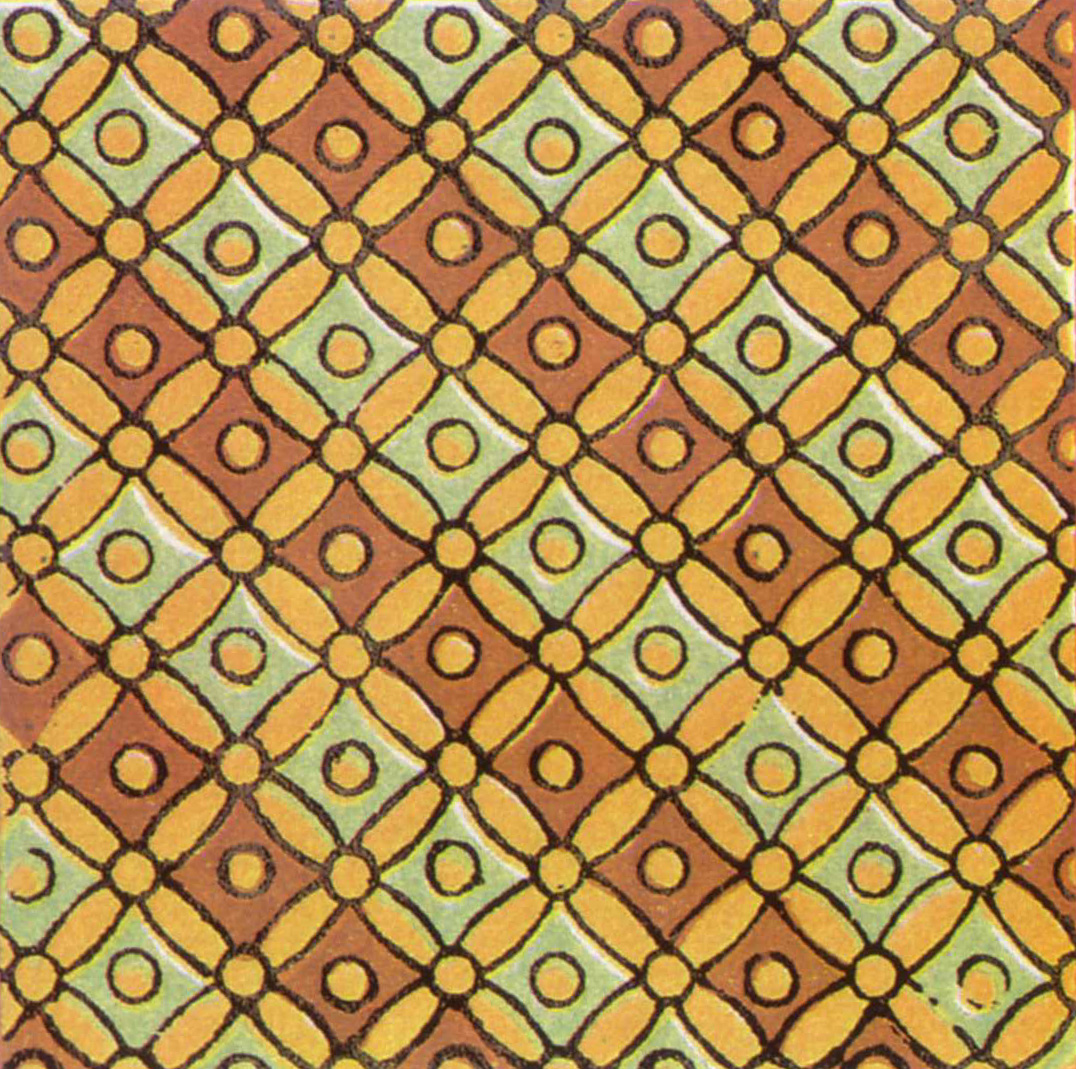
Саркофаг мумії, Лувр
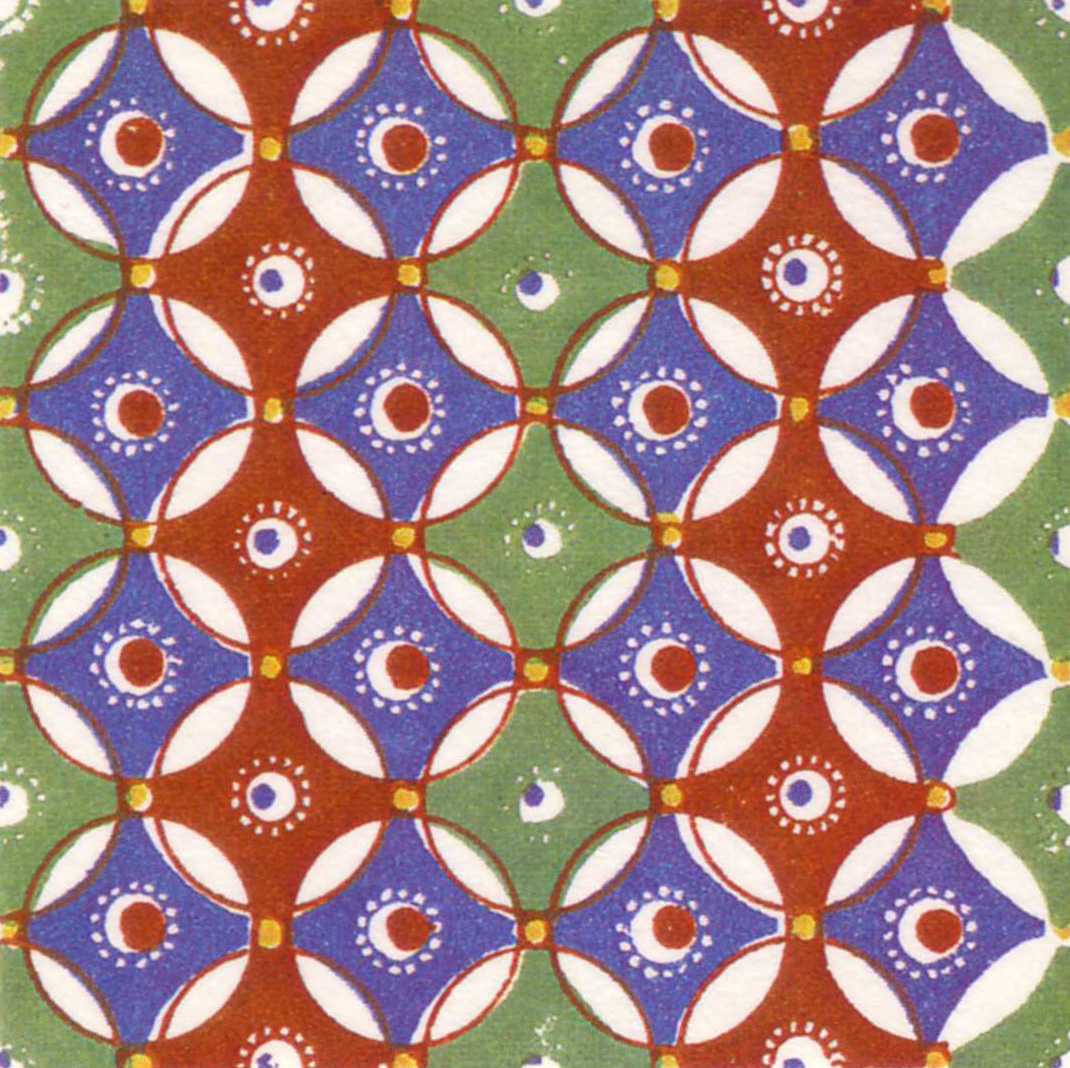
Саркофаг мумії, Лувр. Візерунок належав би до p4m, але в ньому не збігаються розфарбування

### Групаpmg(22*)
| Горизонтальні відбиття | Вертикальні відбиття |
| ---------------------- | -------------------- |

- Орбіфолдна сигнатура: 22*
- Позначення Коксетера: [(∞,2)+,∞] або [∞,(2,∞)+]
- Ґратка прямокутна
- Точкова група: D2

Приклад і діаграма для pmg

- Група pmg має два центри повороту порядку два (180°) і відбиття тільки в одному напрямку. Група має ковзну симетрію, осі якої перпендикулярні до осі відбиття. Всі центри поворотів лежать на осях ковзних симетрій.

Приклади групи pmg

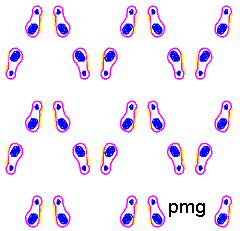
Створено на комп'ютері
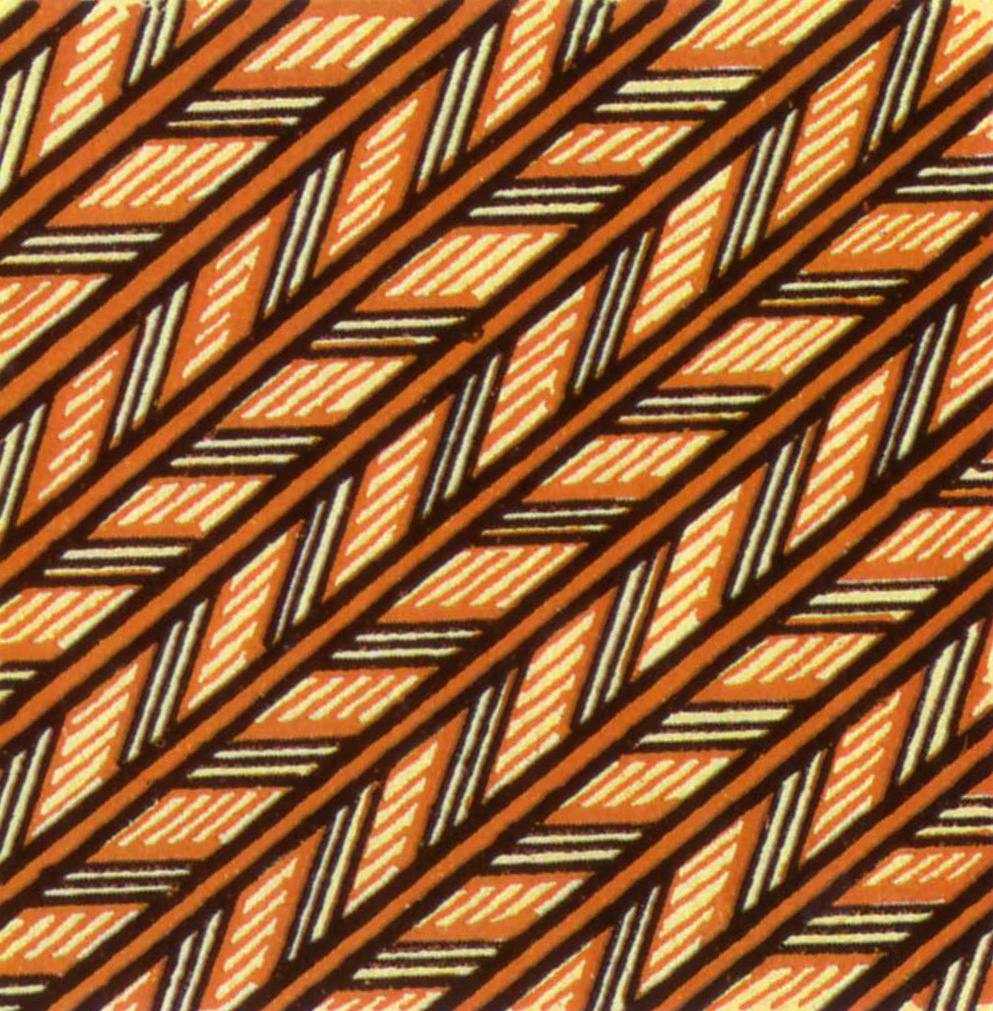
Тканина, Гавайські острови
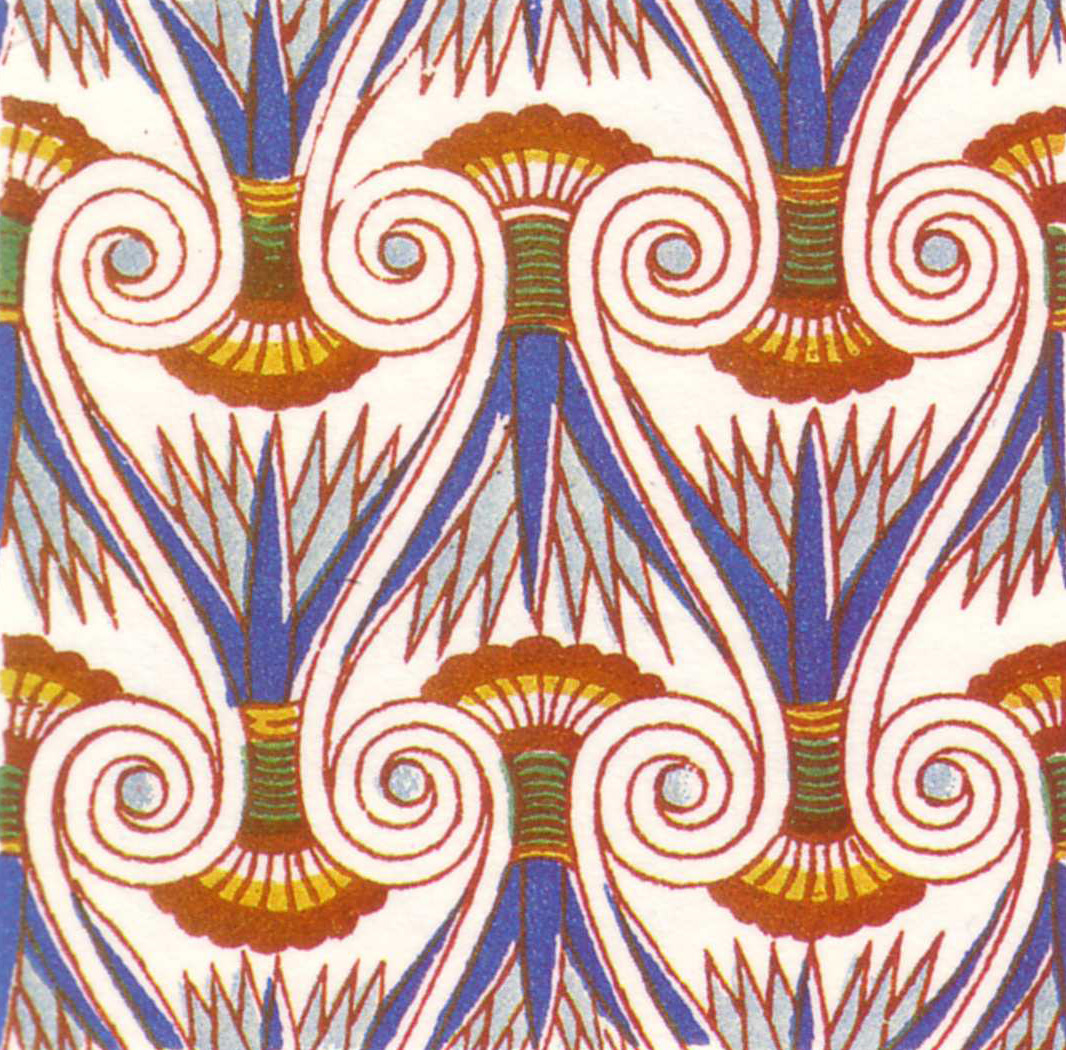
Стеля єгипетської усипальні
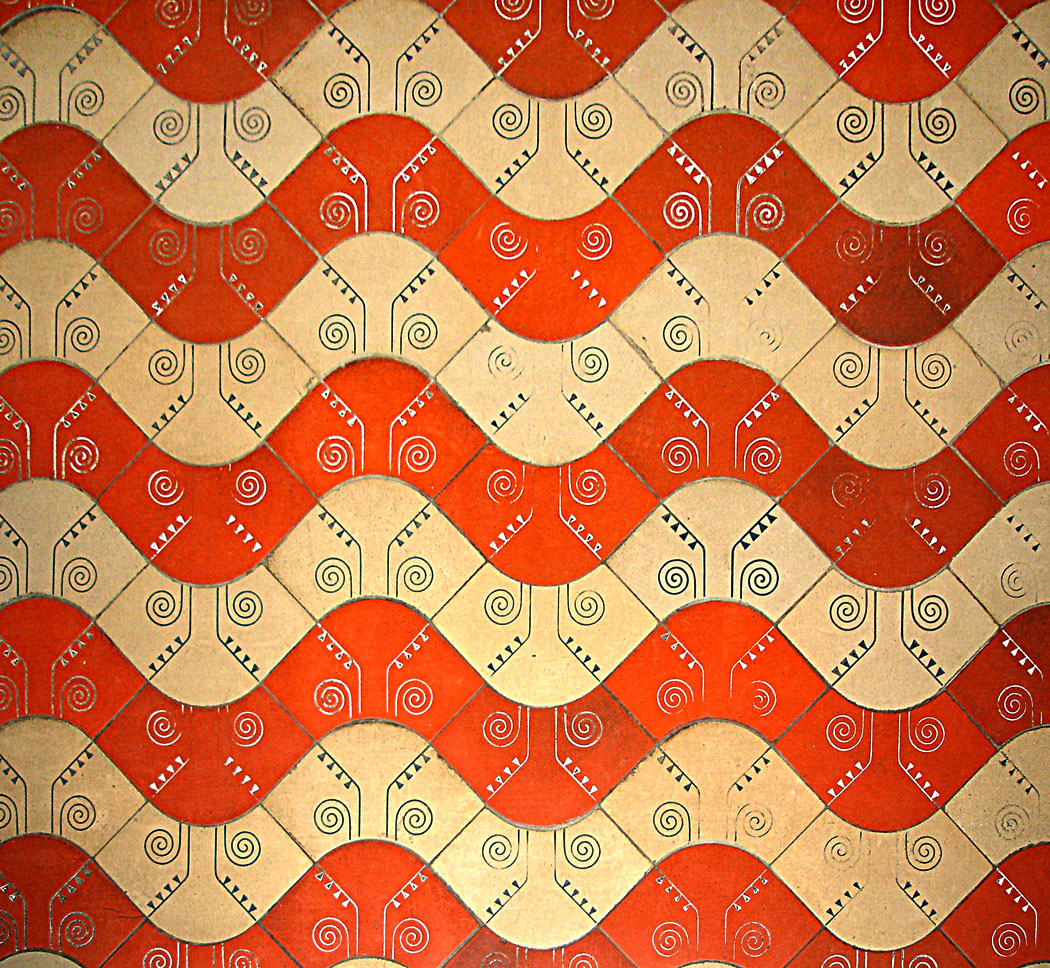
Мозаїчна підлога у Празі, Чехія
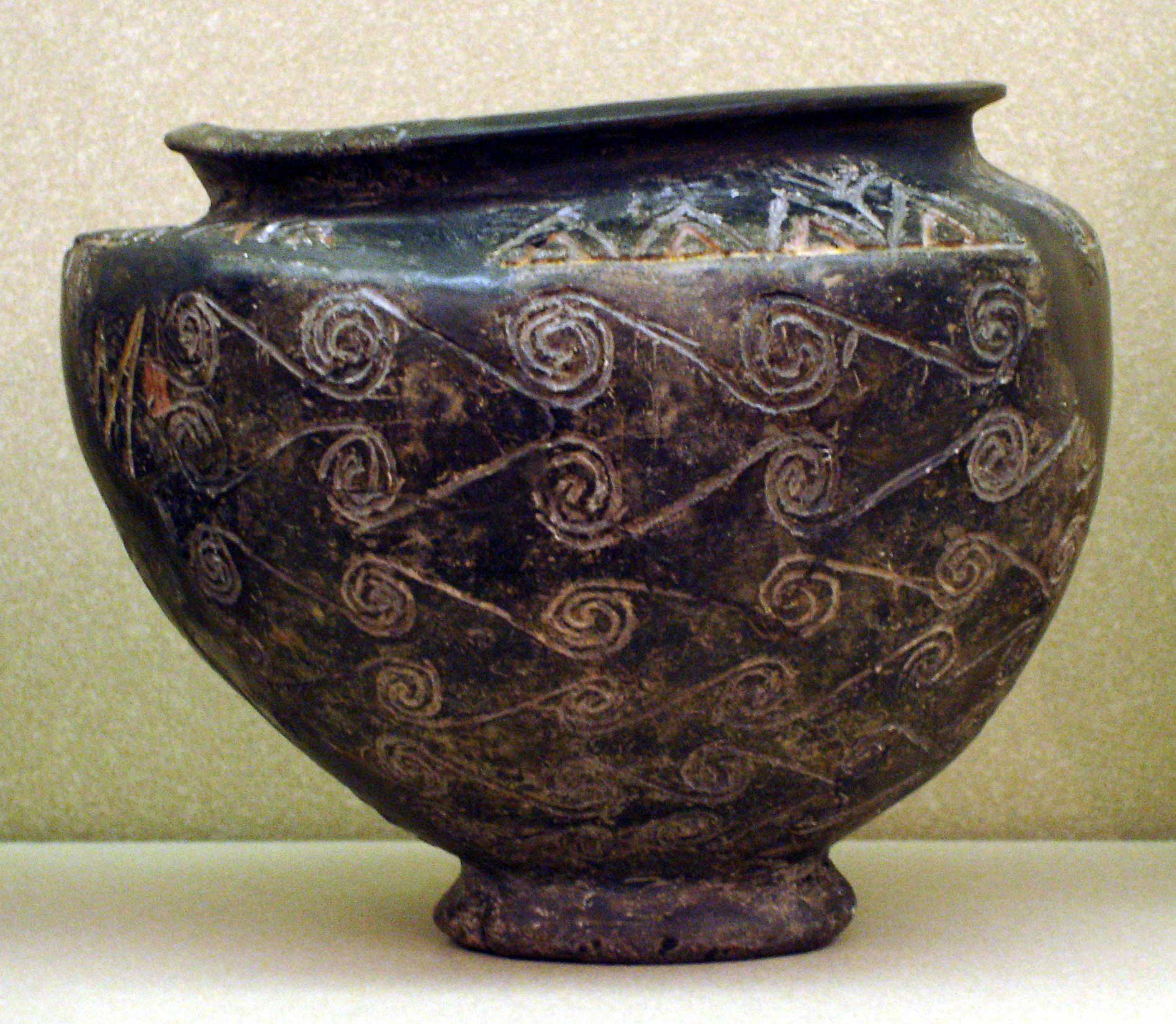
Чаша з Керми
Укладення п'ятикутників

### Групаpgg(22×)
| Прямокутна | Квадратна |
| ---------- | --------- |

- Орбіфолдна сигнатура: 22×

Приклад і діаграма для pgg

- Позначення Коксетера (прямокутник): [((∞,2)+,(∞,2)+)]
- Позначення Коксетера (квадрат): [4+,4+]
- Ґратка прямокутна
- Точкова група: D2
- Група pgg має два центри поворотів порядку два (180°) і ковзні симетрії у двох перпендикулярних напрямках. Центри поворотів розташовані на осях ковзної симетрії. Група не містить дзеркальних відбиттів.

Приклади групи pgg

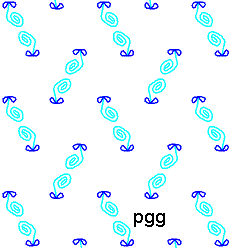
Створено на комп'ютері
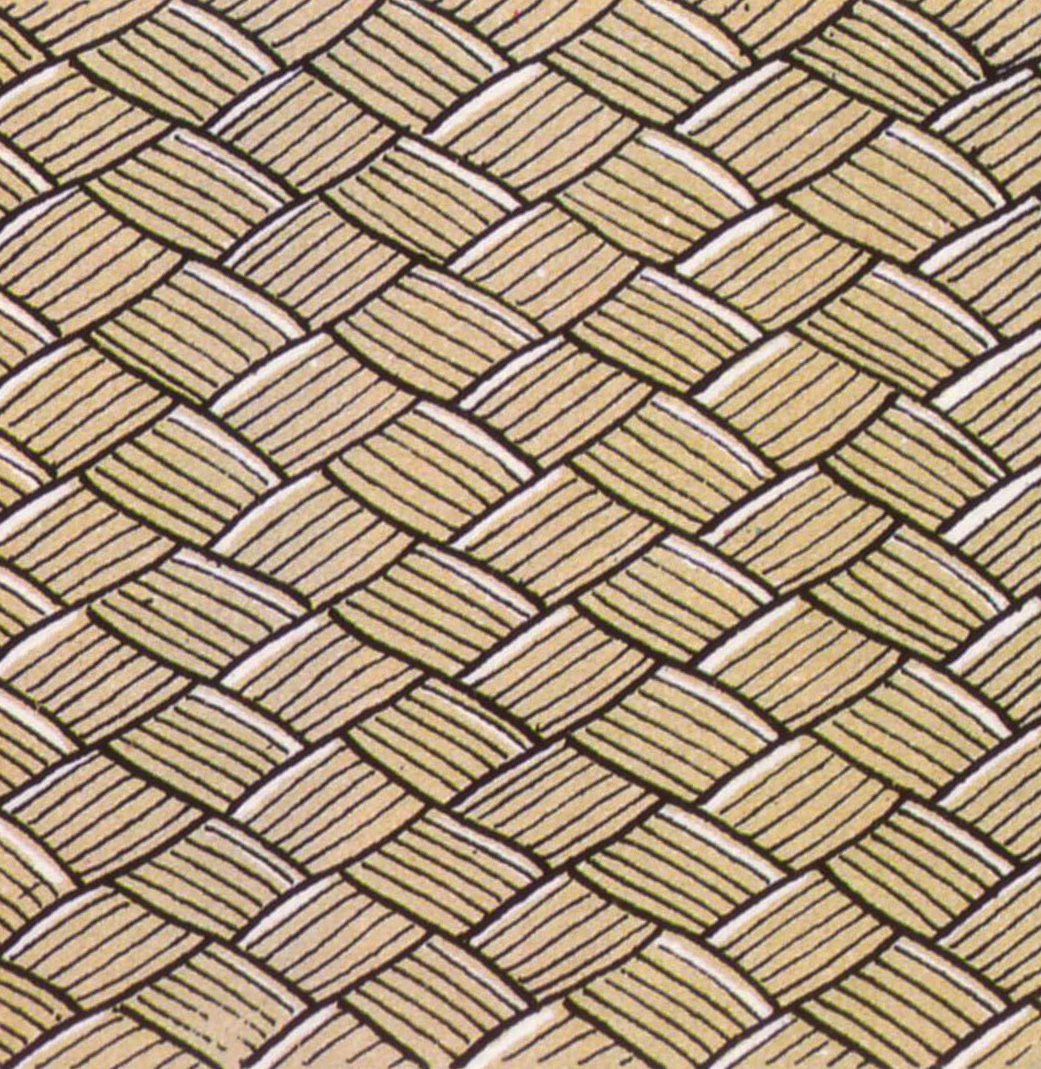
Бронзова посудина з Німруда, Ассирія
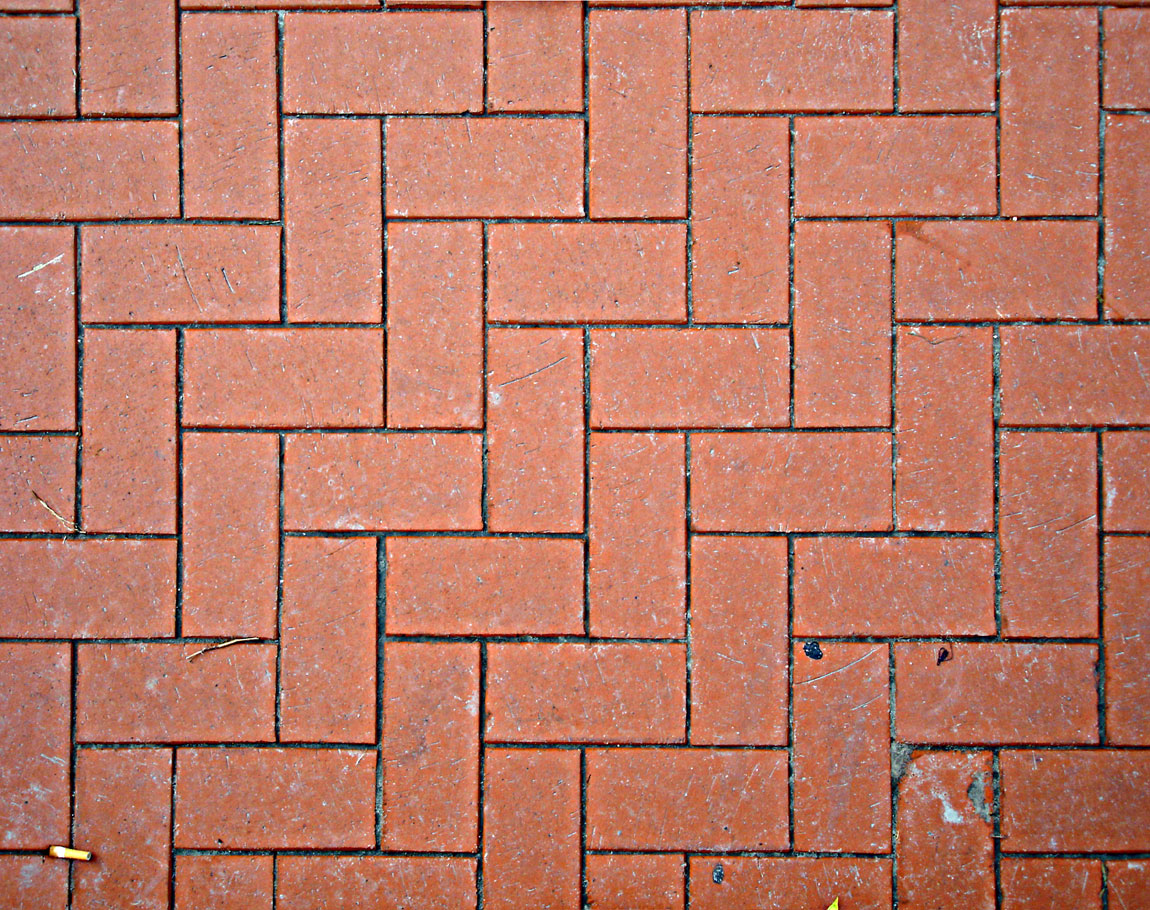
Бруківка в Будапешті, Угорщина. Осі ковзних симетрій діагональні

### Групаcmm(2*22)
| Ромбічна | Квадратна |
| -------- | --------- |

- Орбіфолдна сигнатура: 2*22

Приклад і діаграма для cmm

- Позначення Коксетера (ромб): [∞,2+,∞]
- Позначення Коксетера (квадрат): [(4,4,2+)]
- Ґратка: ромбічна
- Точкова група: D2
- Група cmm має відбиття у двох перпендикулярних напрямках і поворот порядку два (180°), центр якого не лежить на осі симетрії. Група має також два повороти, центри яких лежать на осях відбиття.
- Ця група часто спостерігається в повсякденному житті, оскільки більшість кладок цегли в цегляних будівлях використовують цей візерунок (кладка в півцеглини) (див. приклад нижче).

Обертові симетрії порядку 2 з центрами повороту в центрах сторін ромба є наслідком інших властивостей.
Візерунок відповідає:
- симетрично ступінчастим рядкам однакових двічі симетричних об'єктів
- візерунку у вигляді шахового розташування двох прямокутних плиток, кожна з яких, сама по собі, двічі симетрична
- візерунку у вигляді шахового розташування двох прямокутних плиток з двократною обертовою симетрією та їхніх дзеркальних відбиттів

Приклади групи cmm

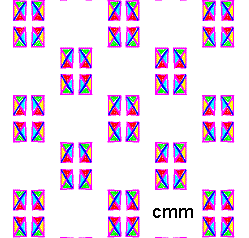
Створено на комп'ютері
Одне з 8 напівправильних замощень
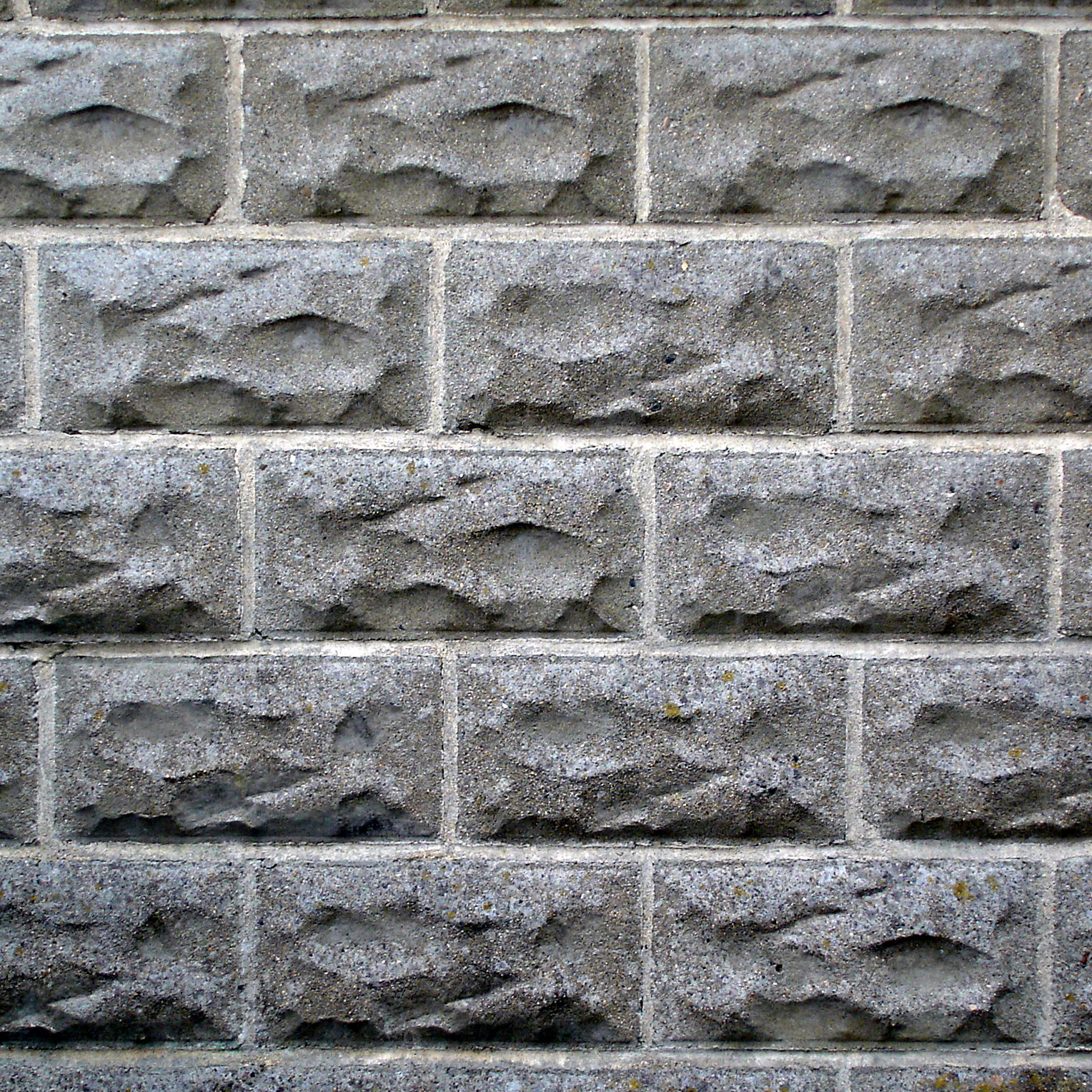
Заміська цегляна стіна з тичковою кладкою, США
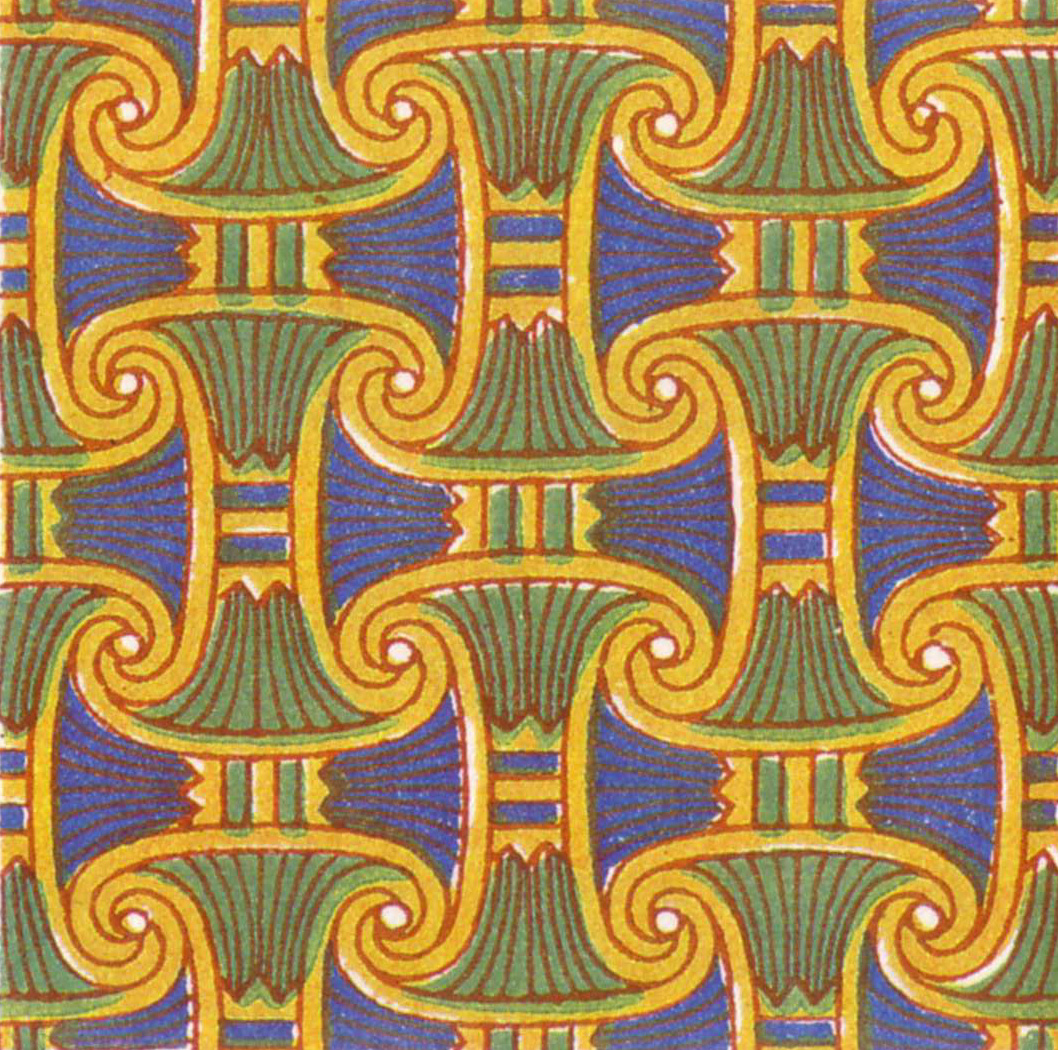
Стеля єгипетської усипальні. Якщо нехтувати кольори, це була б група p4g
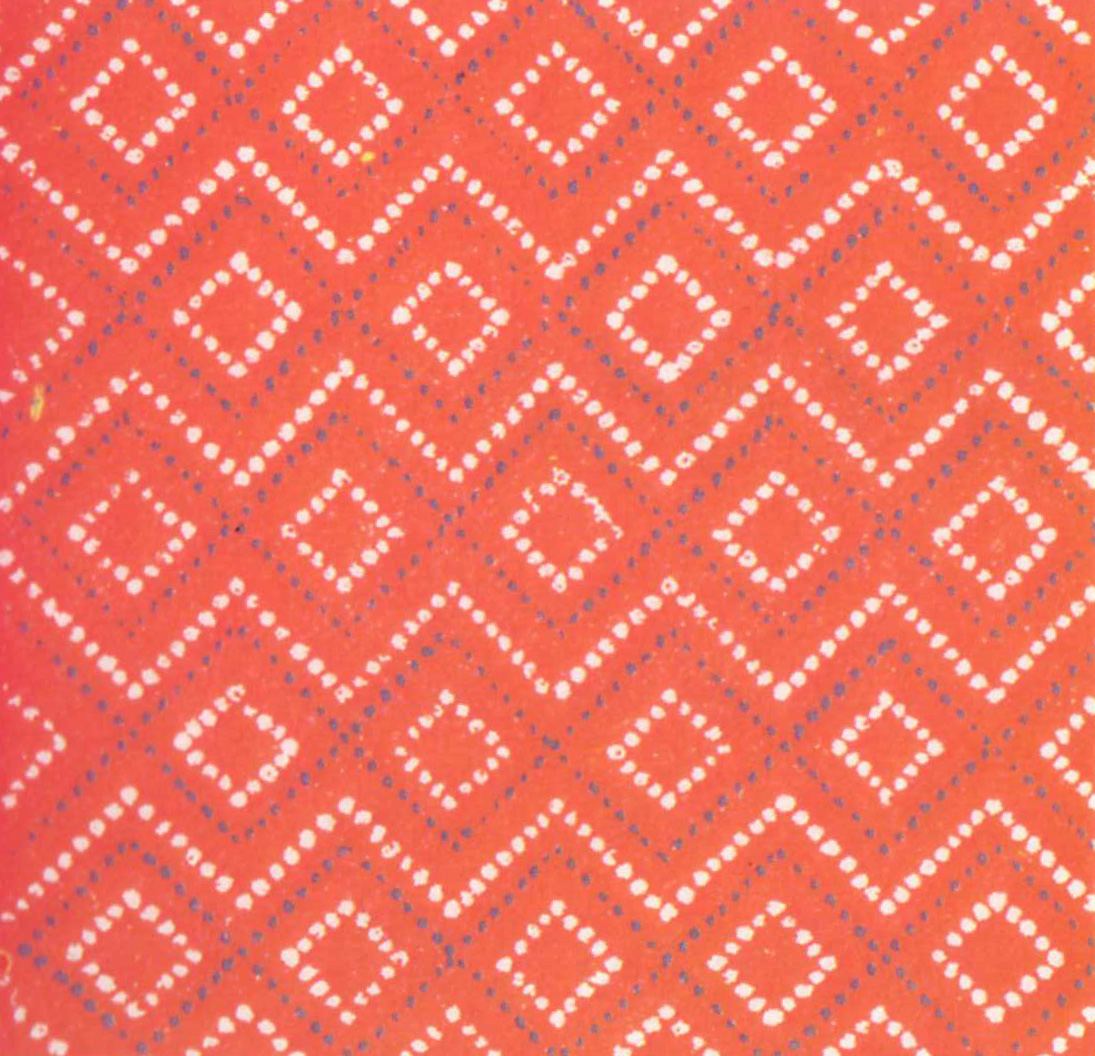
Єгипетський візерунок
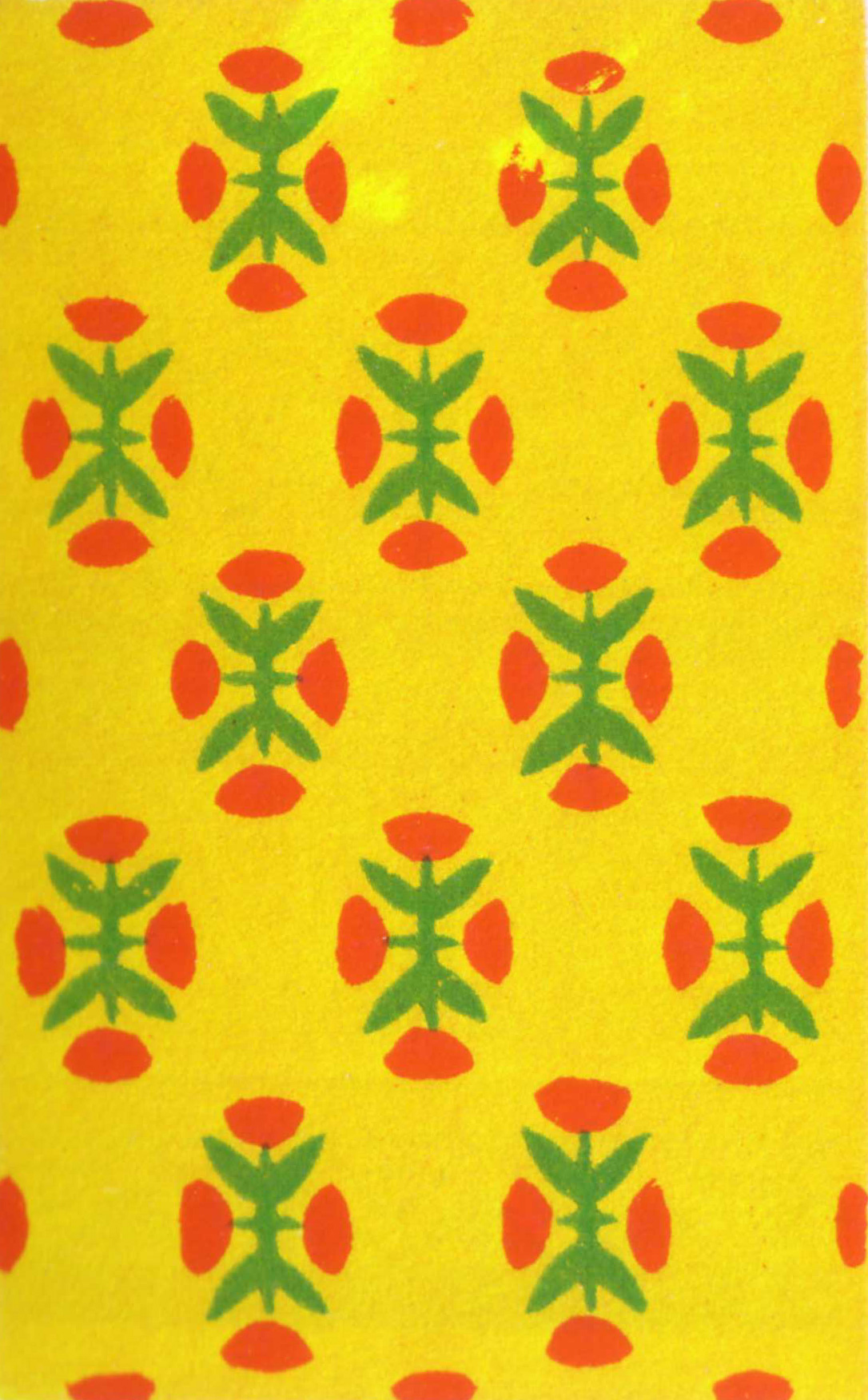
Перський гобелен
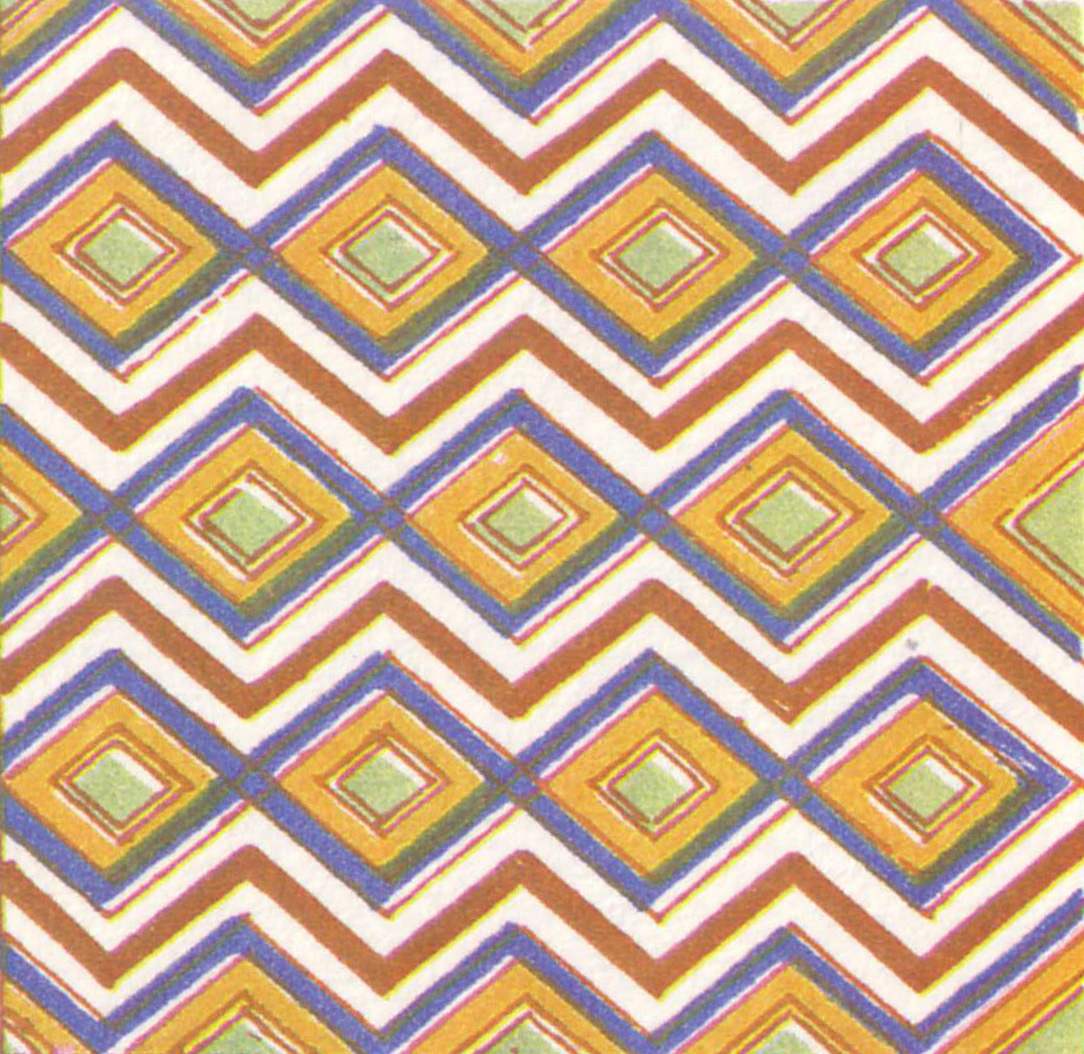
Єгипетська усипальня
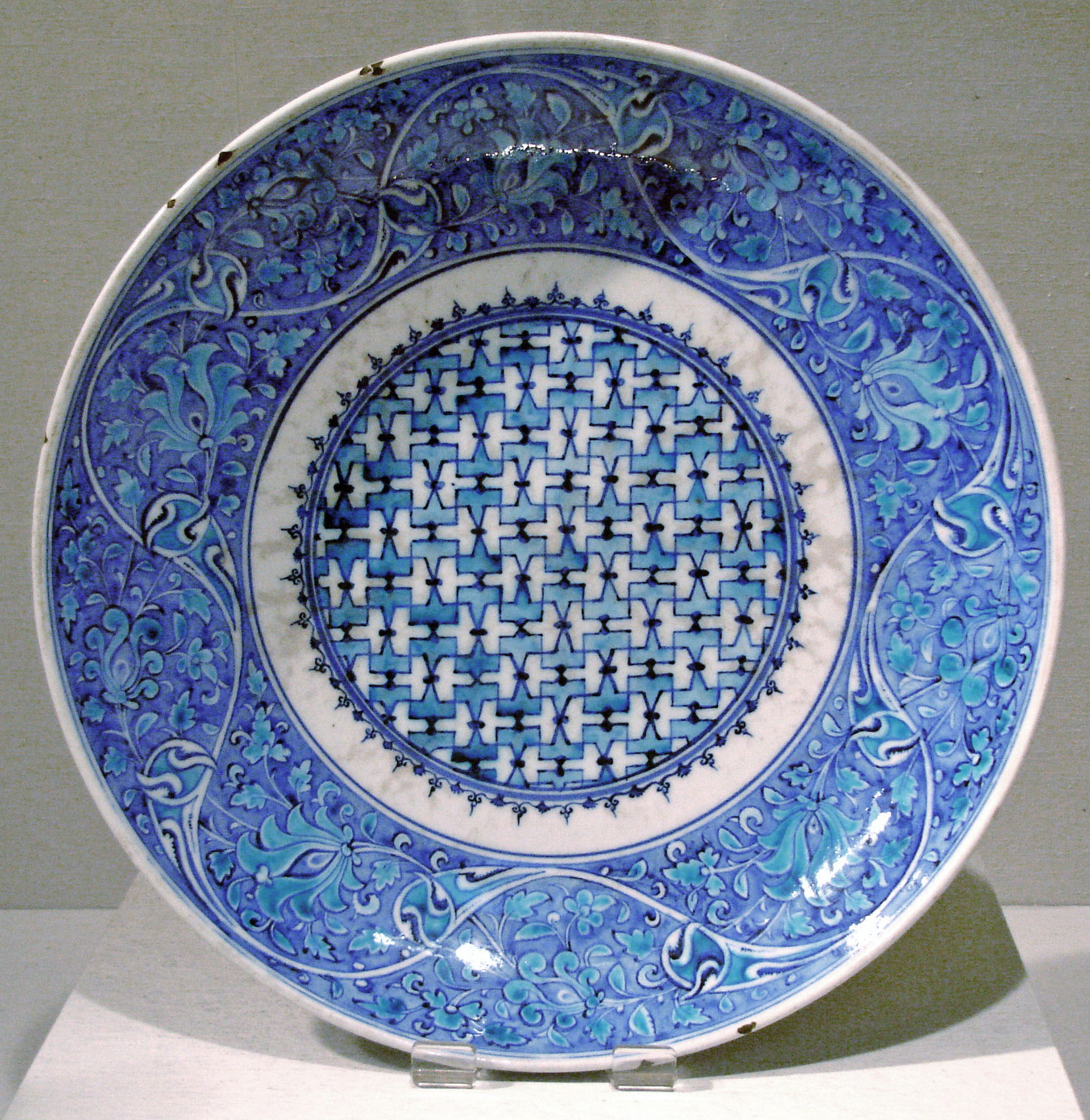
Тюркська тарілка
Компактне пакування кіл двох розмірів
Інше компактне пакування кіл двох розмірів
Інше компактне пакування кіл двох розмірів

### Групаp4 (442)
- Орбіфолдна сигнатура: 442
- Позначення Коксетера: [4,4]+
- Ґратка квадратна
- Точкова група: C4

Приклад і діаграма для p4

Структура комірки для p4

- Група p4 має два центри поворотів порядку чотири (90°) і один центр повороту порядку два (180°). Група не має ні відбиттів, ані ковзних симетрій.

Приклади групи p4

Візерунок p4 можна розглядати як повторення в рядках і стовпцях квадратної плитки з 4-кратною обертовою симетрією. Його також можна розглядати як шахову клітинку з двох таких плиток, менших у {\displaystyle {\sqrt {2}}} рази і повернутих на 45°.

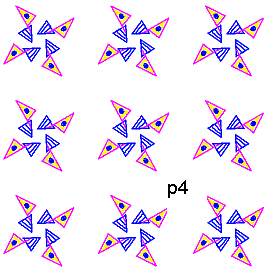
Створено на комп'ютері
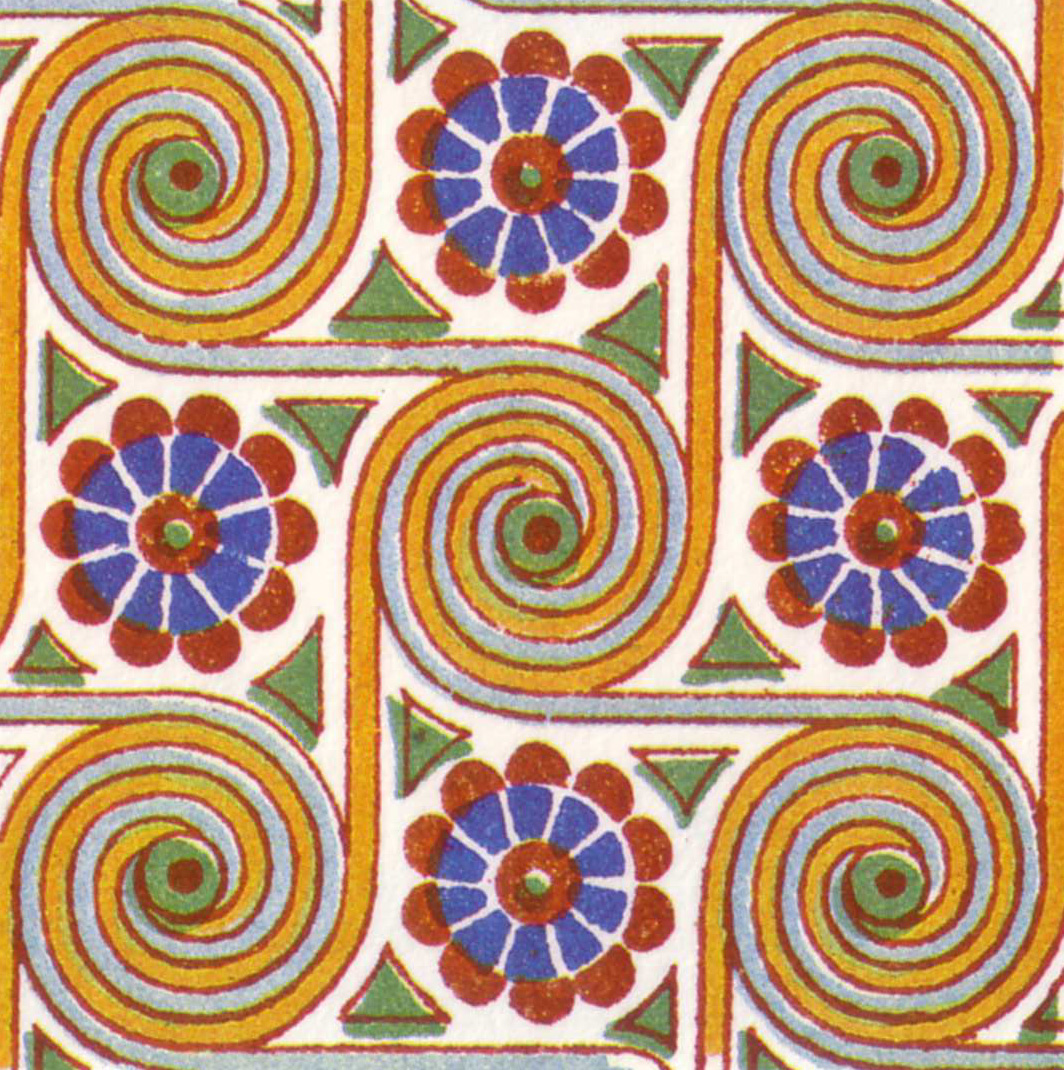
Стеля єгипетської усипальні. Якщо нехтувати кольори, це p4, інакше — p2
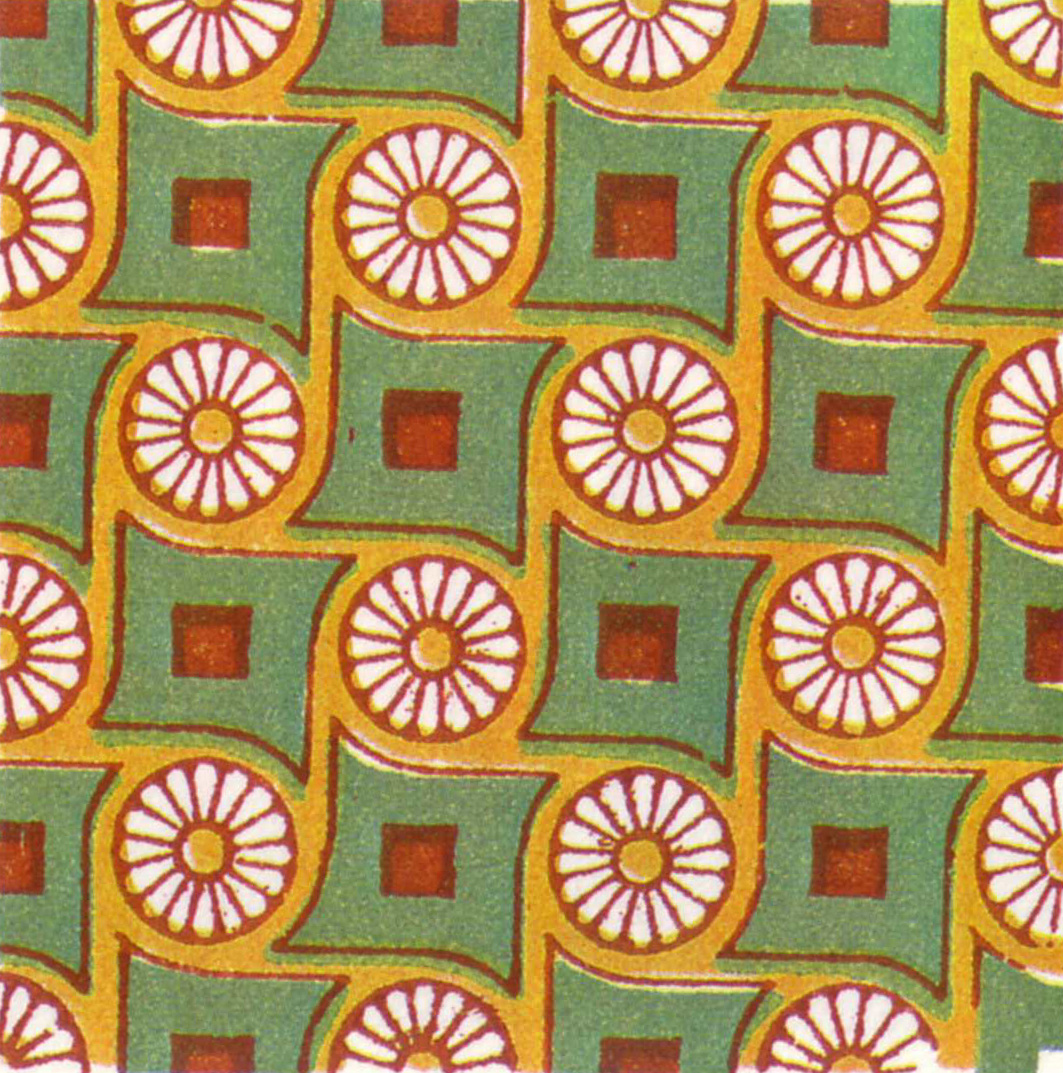
Стеля єгипетської усипальні
Накладення візерунків
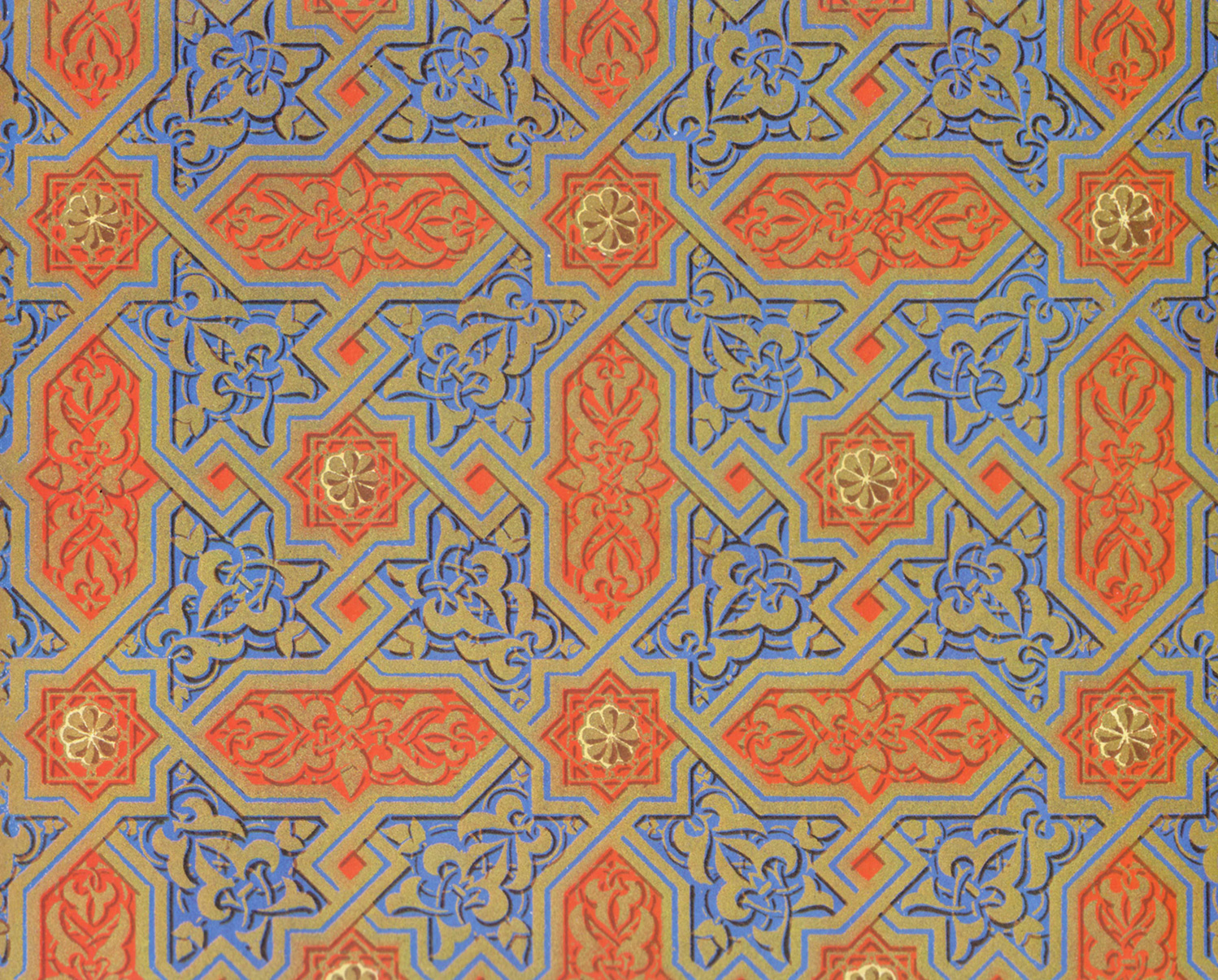
Бордюр, Альгамбра, Іспанія. Потрібно придивитись, щоб зрозуміти, чому немає відбиттів
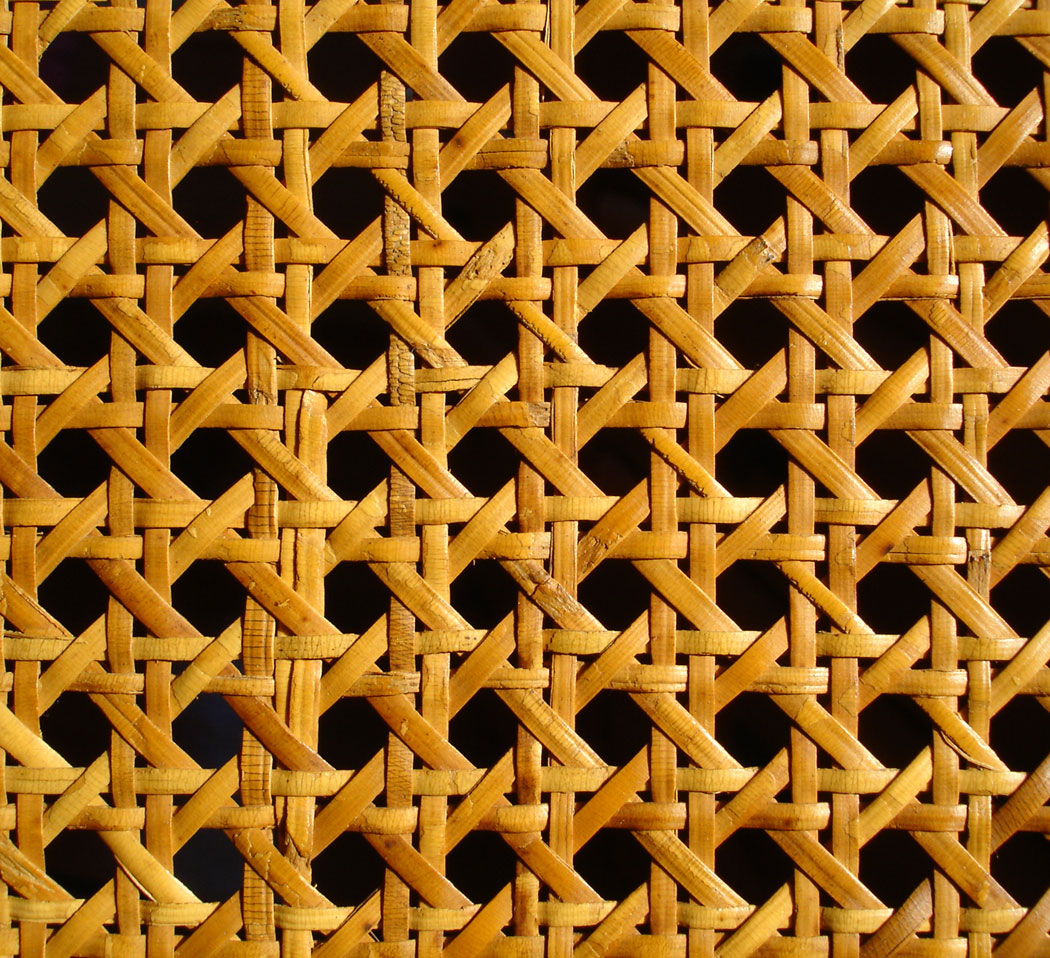
Венеційське плетиво з очерету
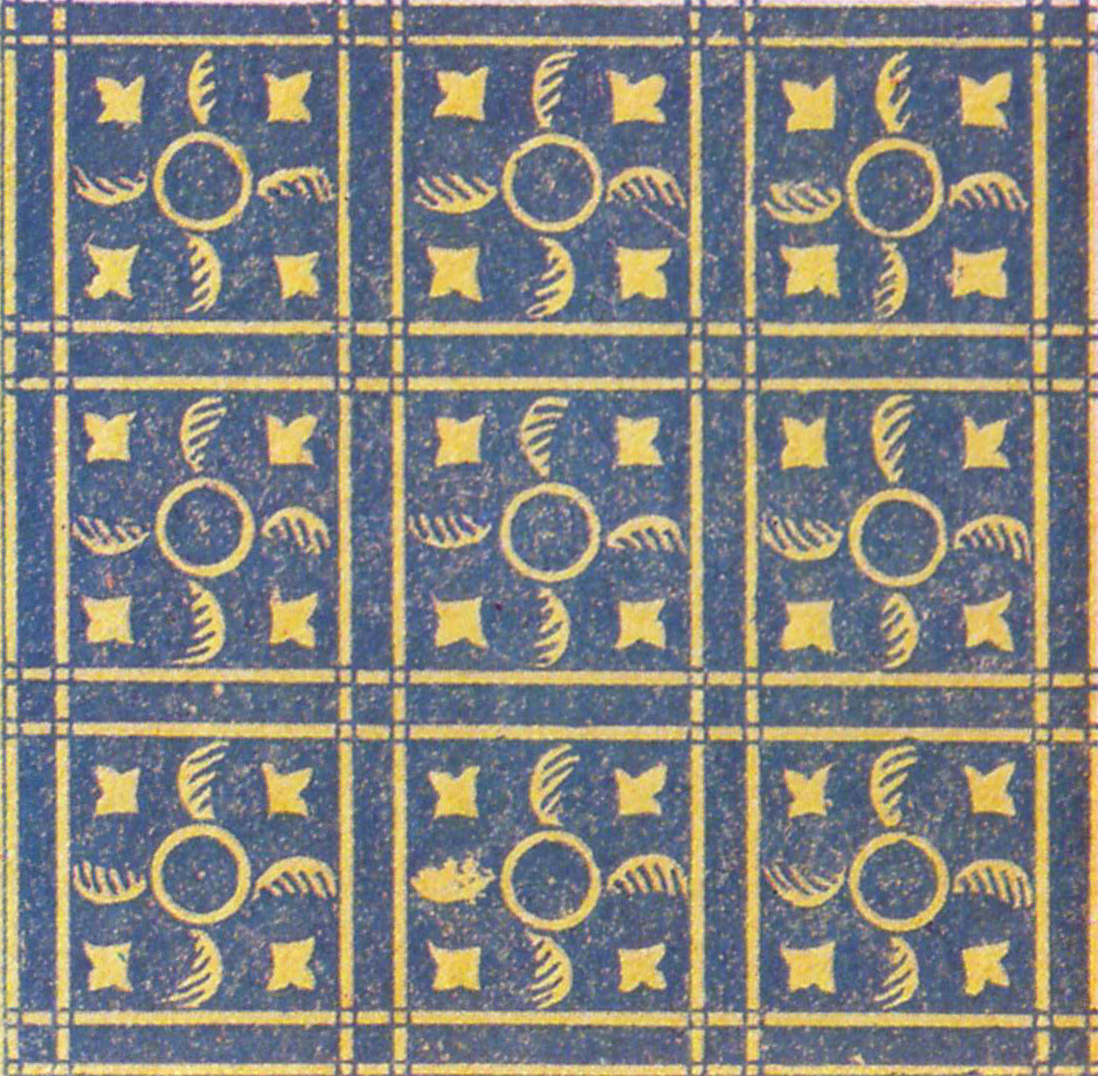
Глиняна посудина епохи ренесансу
Піфагорова мозаїка
Отримано з фотографіїОтримано з фотографії

### Групаp4m(*442)
- Орбіфолдна сигнатура: *442
- Позначення Коксетера: [4,4]
- Ґратка квадратна
- Точкова група: D4

Приклад і діаграма для p4m

Структура комірки для p4m

- Група p4m має два центри поворотів порядку чотири (90°) і відбиття в чотирьох різних напрямках (горизонтальне, вертикальне і діагональні). Група має додаткові ковзні симетрії, осі яких не є осями відбиття. Повороти порядку два (180°) мають центри на перетинах осей ковзної симетрії. Всі центри поворотів лежать на осях відбиття.

Це відповідає прямокутній сітці рядків і стовпів однакових квадратів з чотирма осями симетрії. Це також відповідає шаховому візерунку двох таких квадратів.
Приклади групи p4m

Приклади показано з найменшим горизонтальним і вертикальним паралельним перенесенням (як на діаграмі):

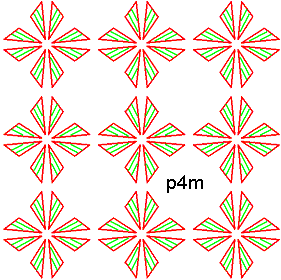
Створено на комп'ютері
Одне з 3 правильних замощень
Напівправильна мозаїка з трикутників. Якщо нехтувати кольори, це p4m, інакше — c2m
Одне з 8 напівправильних замощень (якщо нехтувати колір, це теж p4m, але з меншими величинами паралельних перенесень)
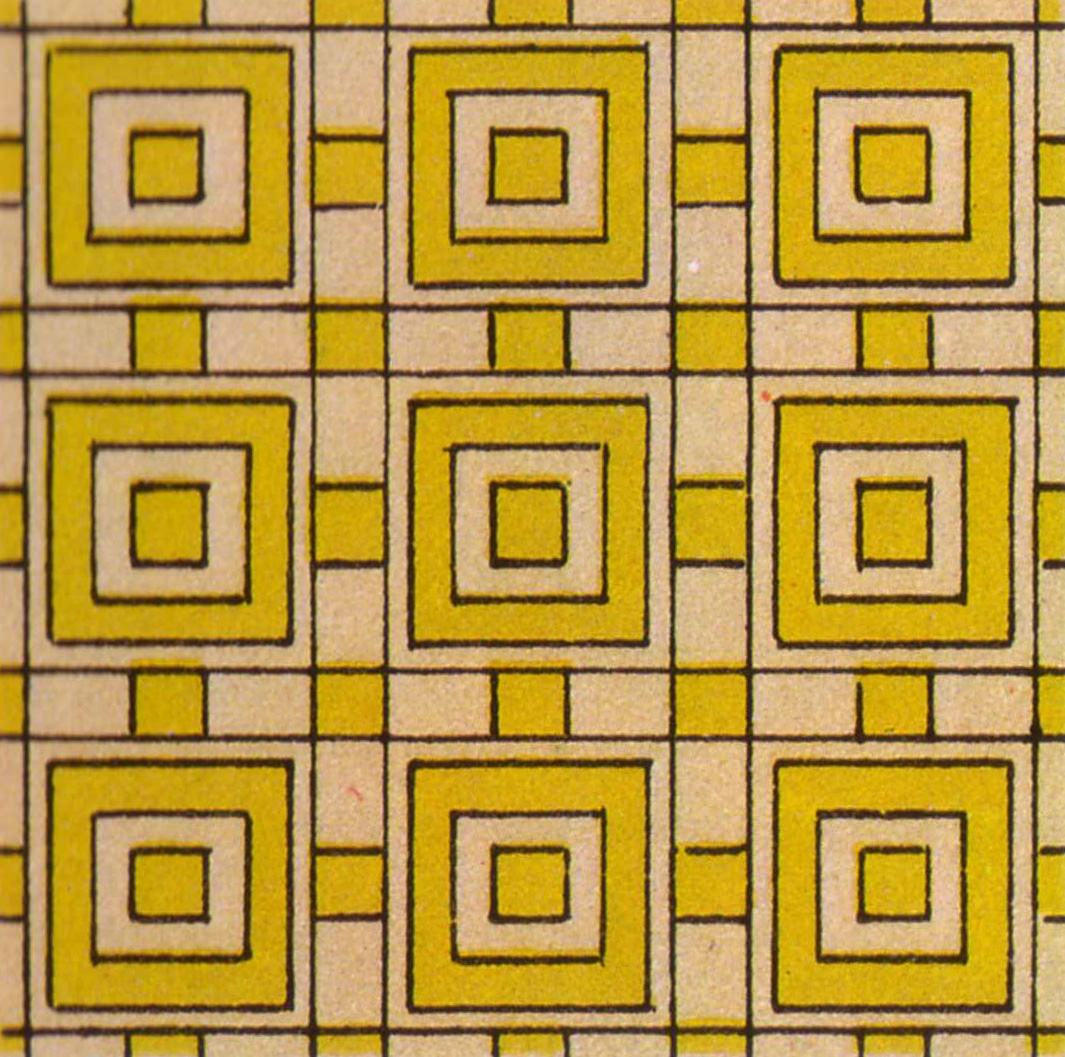
Орнамент, Ніневія, Ассирія
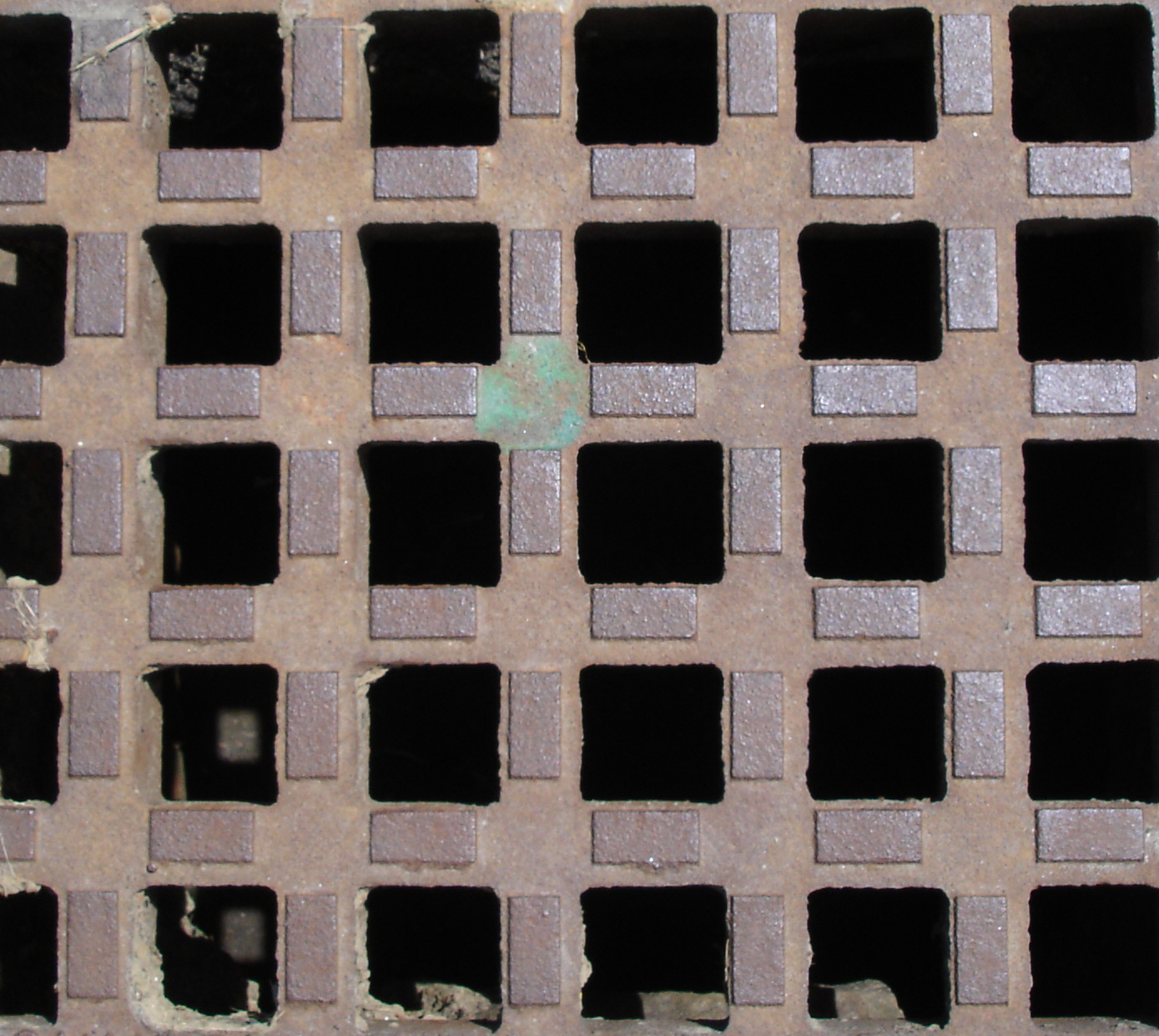
Дощова каналізація, США
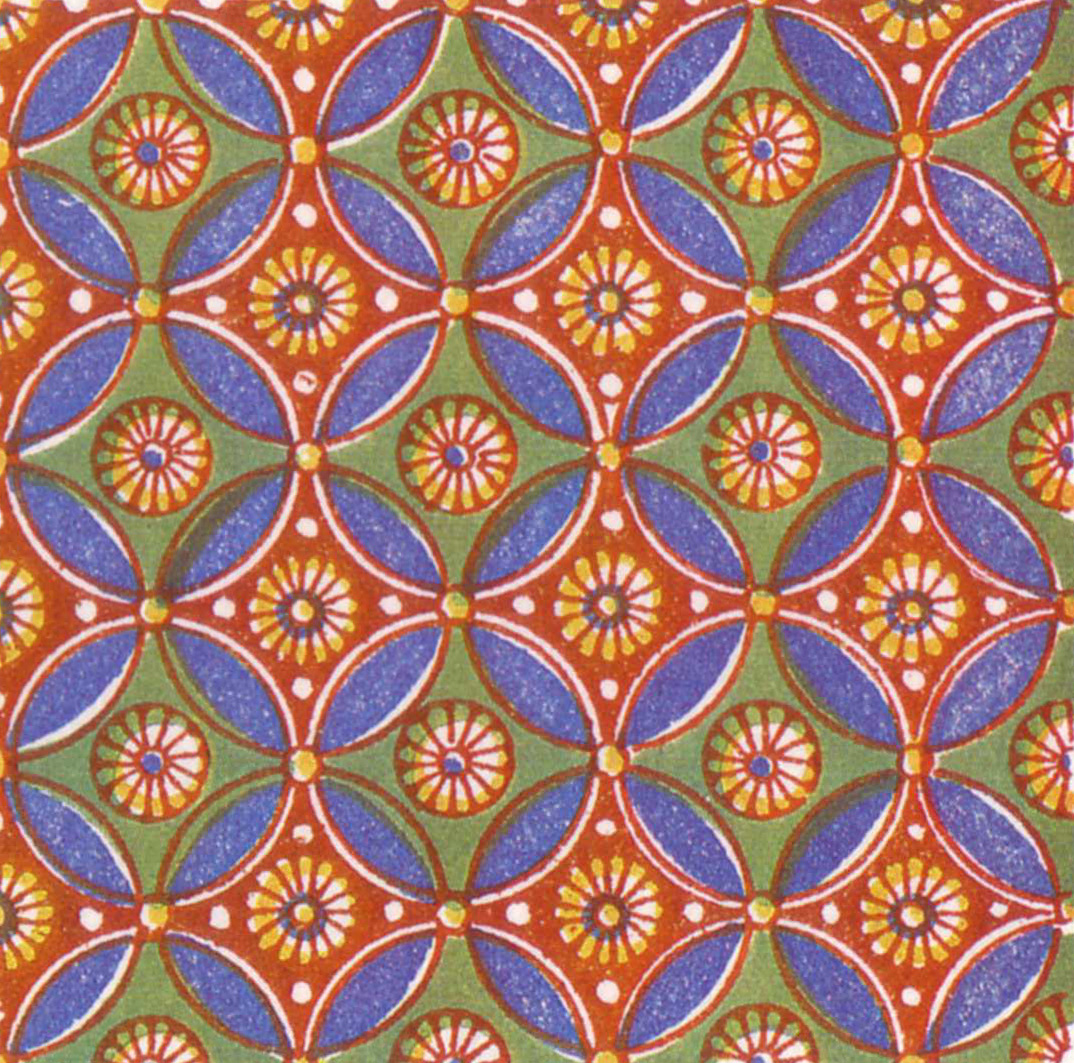
Саркофаг єгипетської мумії
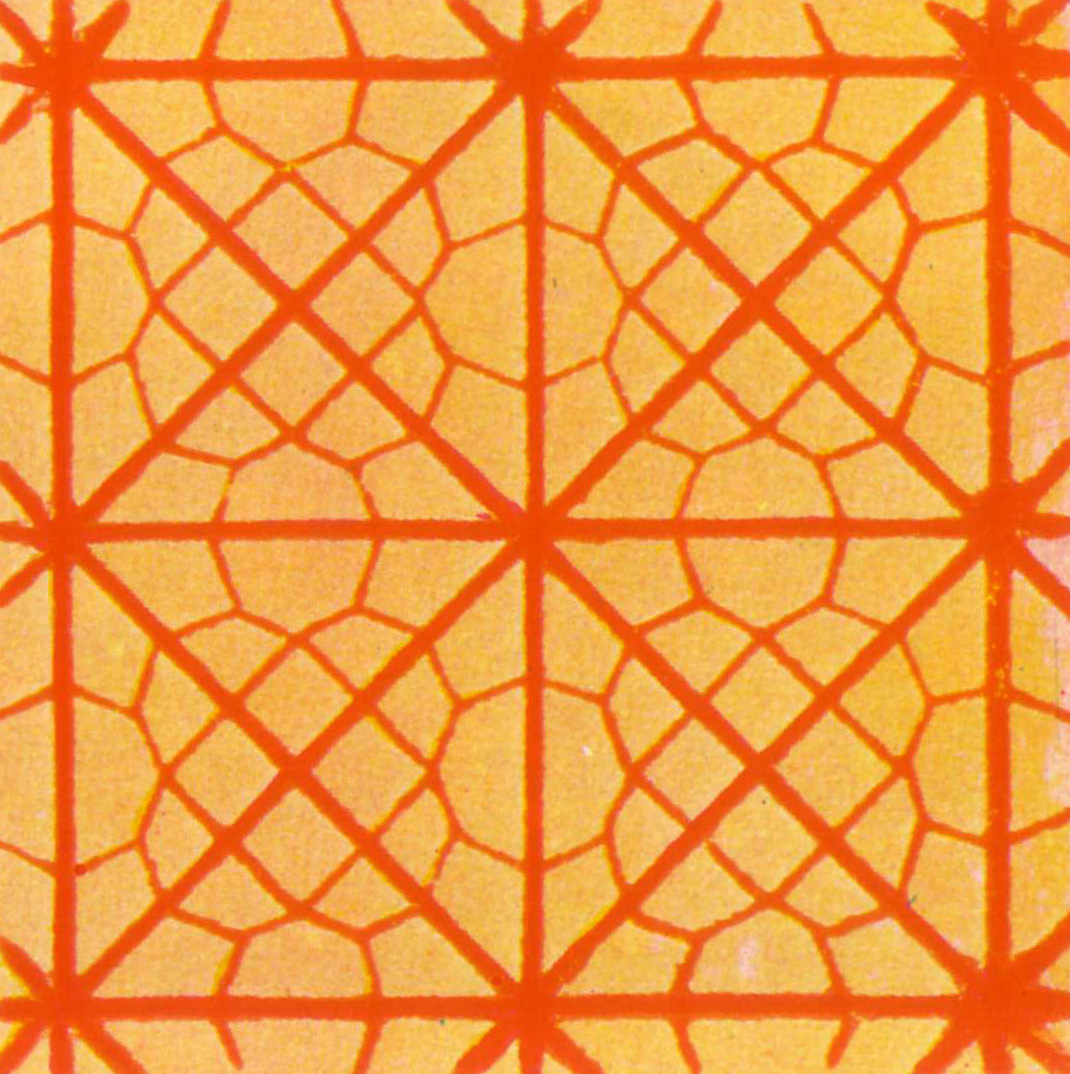
Перська лесирована мозаїка
Компактне пакування кіл двох розмірів

Приклади з найменшим паралельним перенесенням по діагоналі:

Шахова клітинка
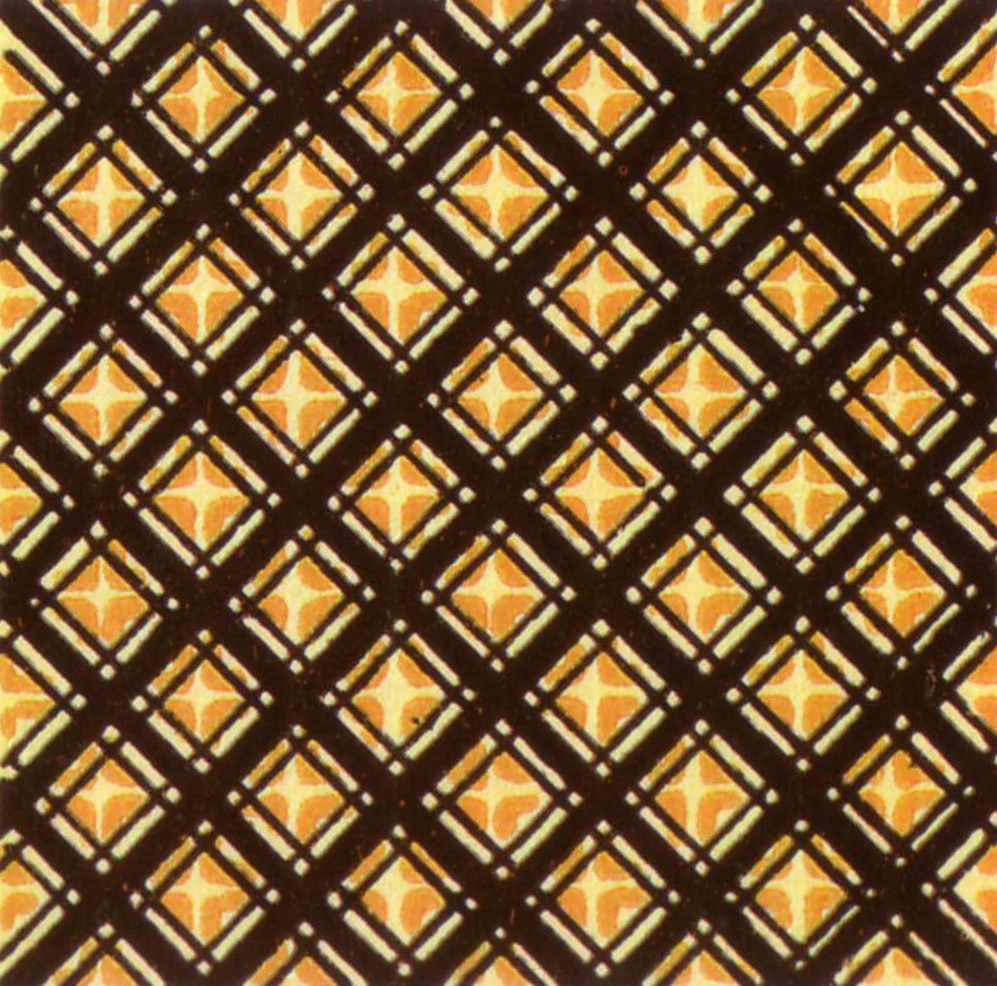
Тканина, Таїті
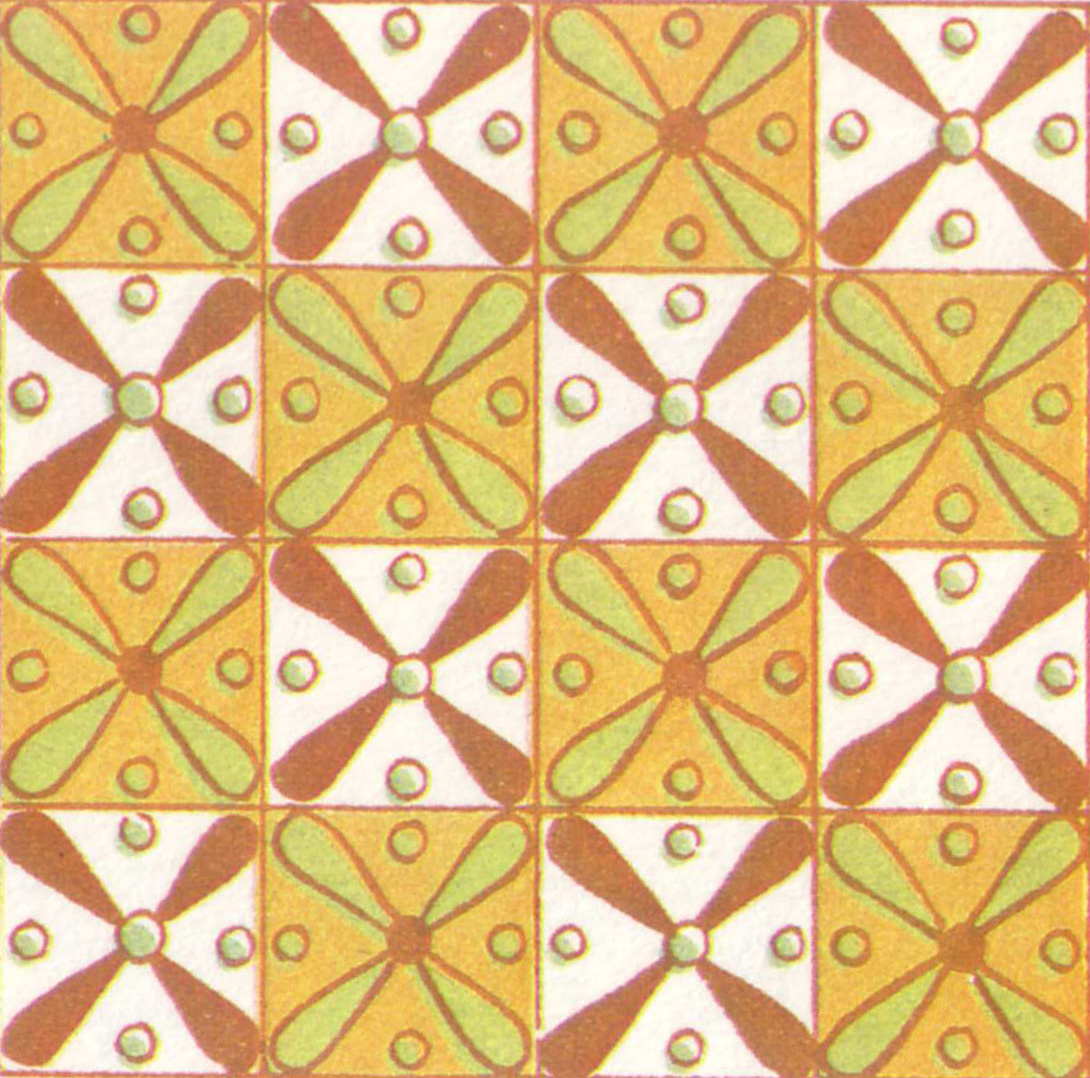
Єгипетська усипальня
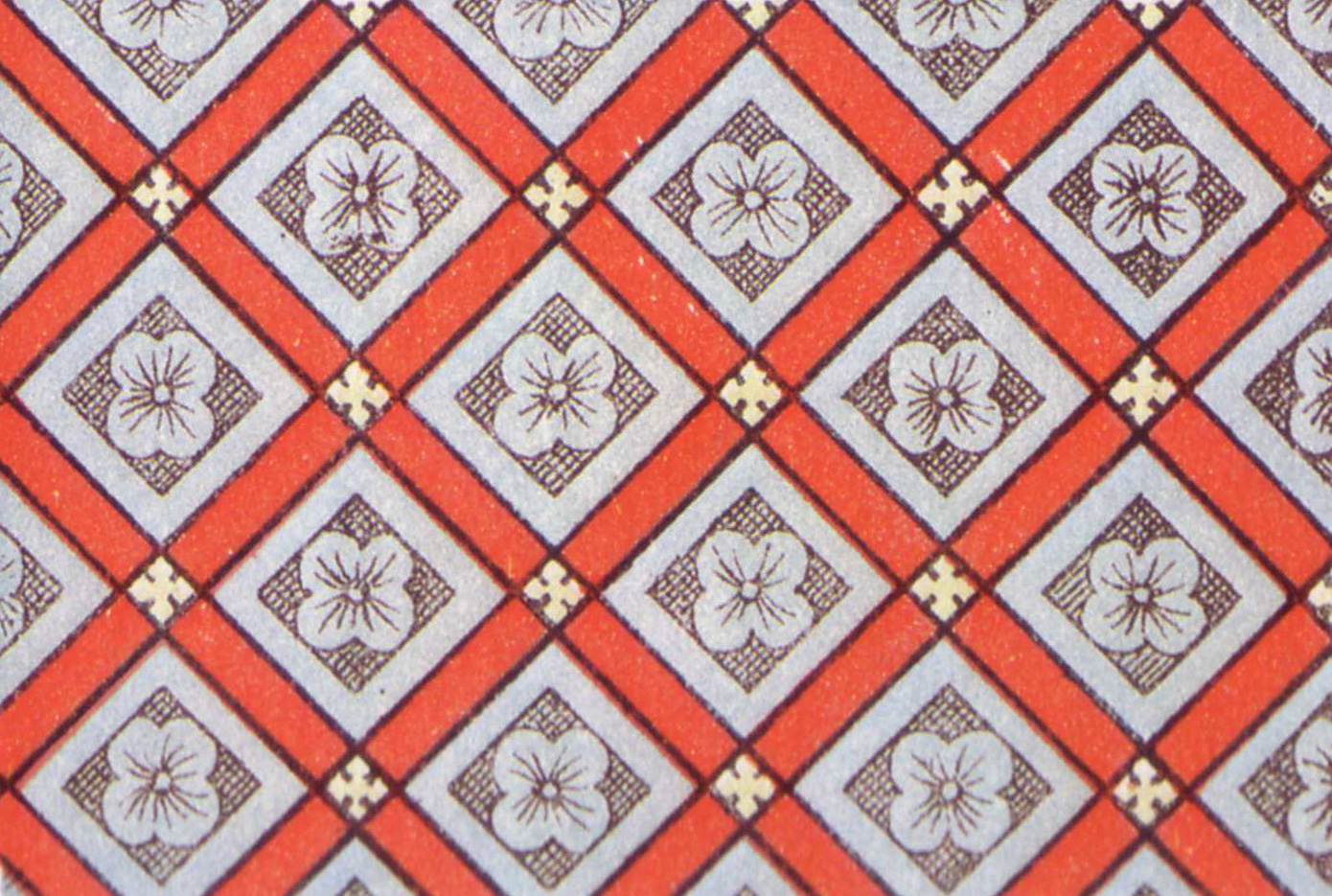
Кафедральний собор в Буржі
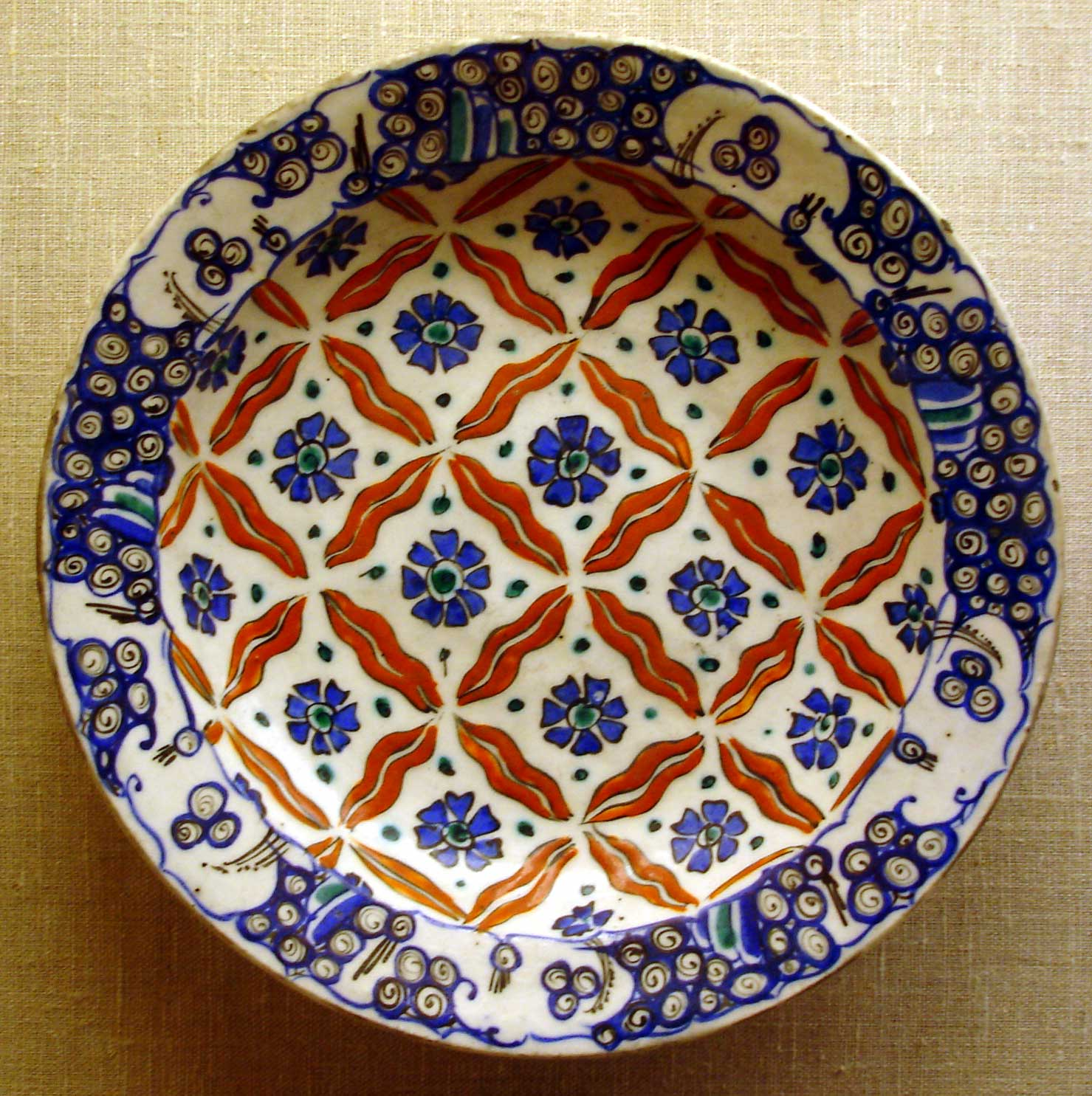
Тарілка з Туреччини османського періоду

### Групаp4g(4*2)
- Орбіфолдна сигнатура: 4*2
- Позначення Коксетера: [4+,4]
- Ґратка квадратна
- Точкова група: D4

Приклад і діаграма для p4g

Структура комірки для p4g

- Група p4g має два центри поворотів порядку чотири (90°), які є дзеркальним відбиттям один одного, але вона має відбиття тільки в двох перпендикулярних напрямках. Є повороти порядку два (180°), центри яких розташовані на перетині осей відбиття. Група має осі ковзних симетрій, паралельні осям відбиттів (між ними), а також під кутом 45° до них.

Візерунок p4g можна розглядати як шахове розташування копій квадратних плиток з 4-кратною обертовою симетрією та їх дзеркальних образів. Альтернативно, візерунок можна розглядати (за зсуву на половину плитки) як шахове розташування копій горизонтально або вертикально симетричних плиток і їх версій, повернутих на 90°. Зауважимо, що обидва способи розгляду не застосовні до простого шахового візерунка з чорних і білих плиток, у цьому випадку це група p4m (з діагональним паралельним перенесенням клітинок).
Приклади групи p4g

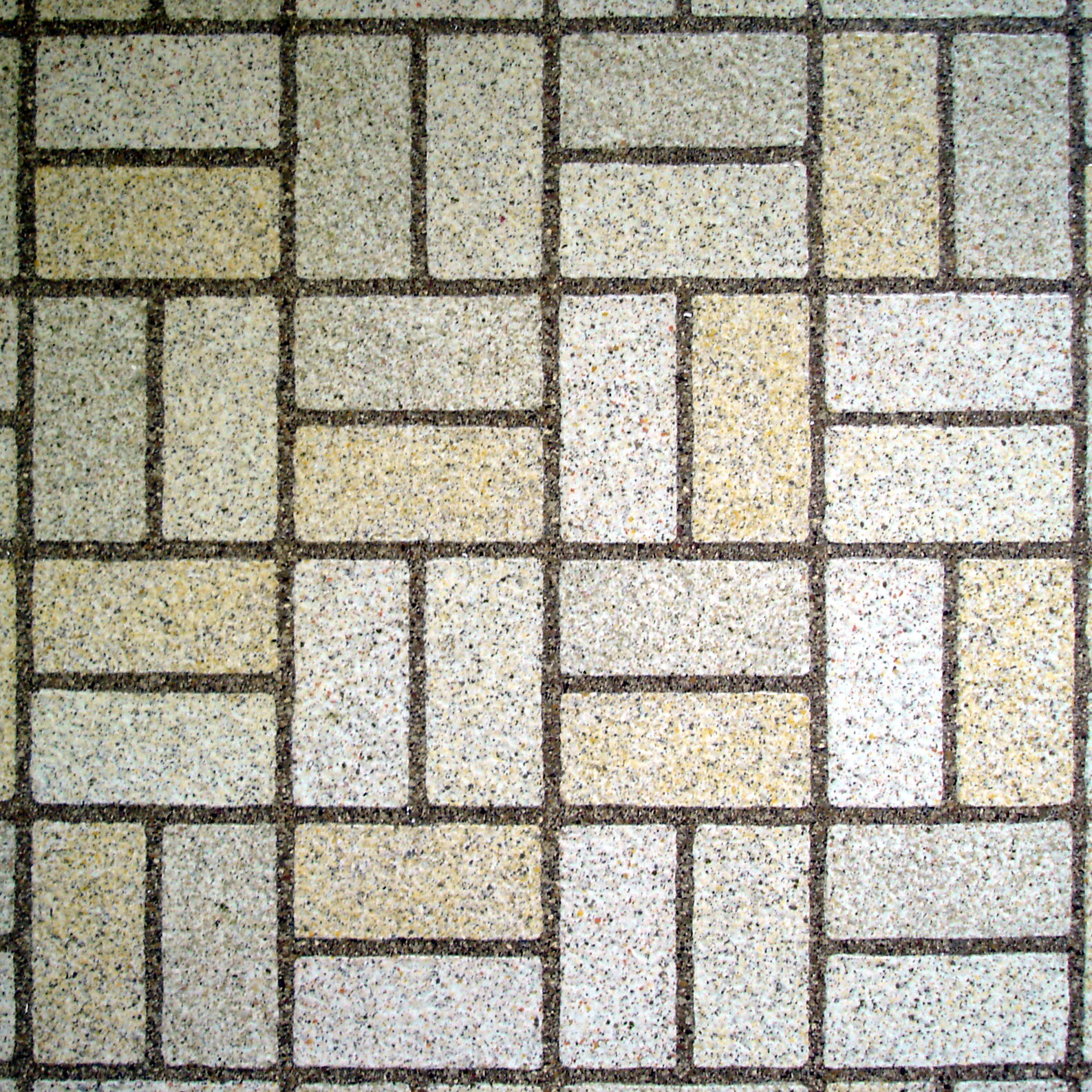
Лінолеум у ванній, США
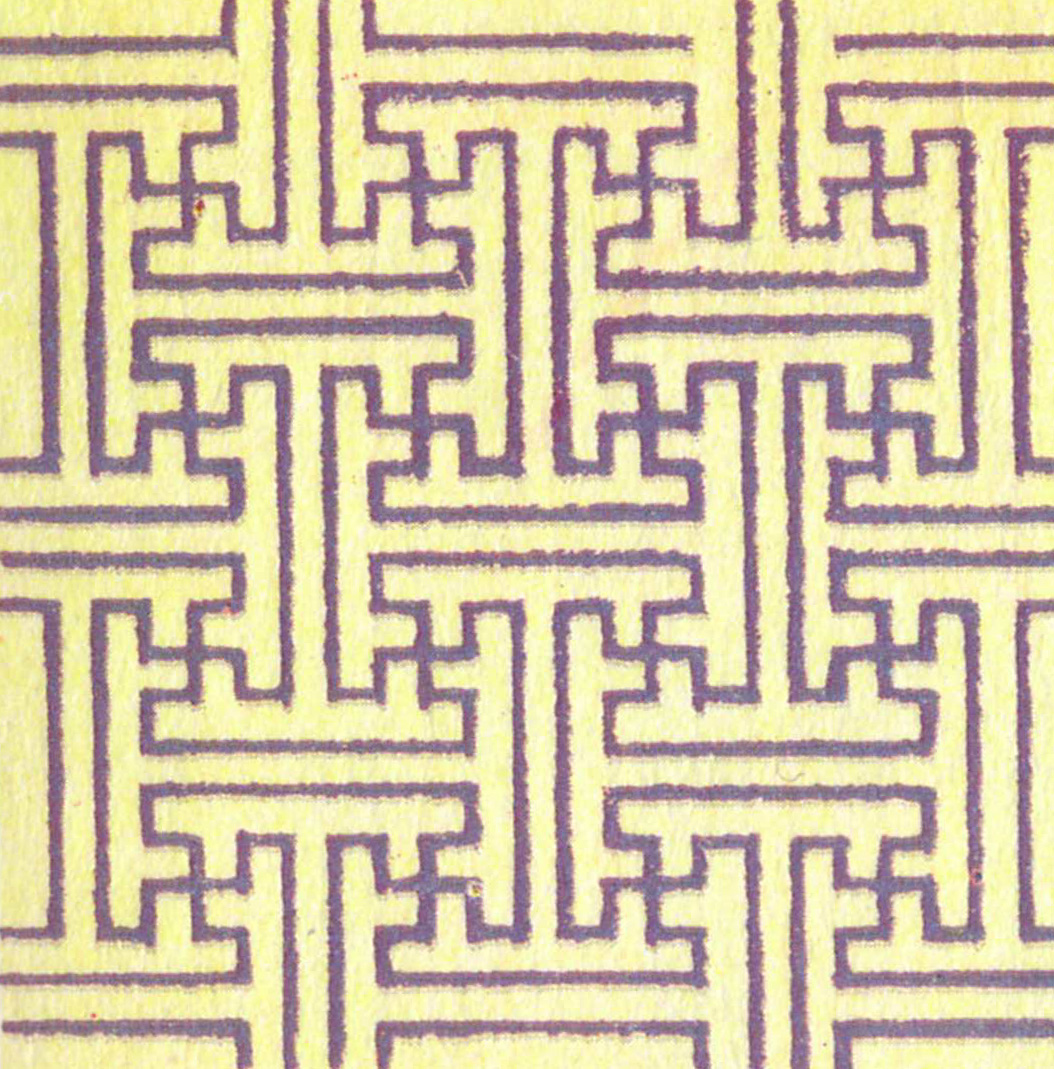
Розписна порцеляна, Китай
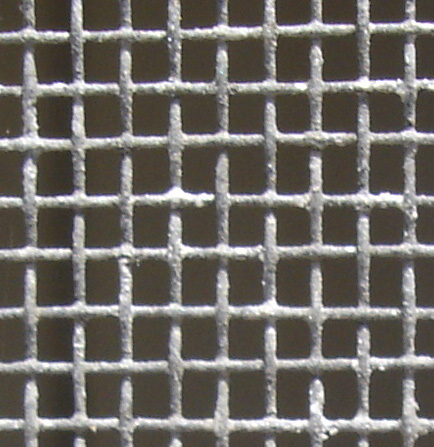
Москітна сітка, США.
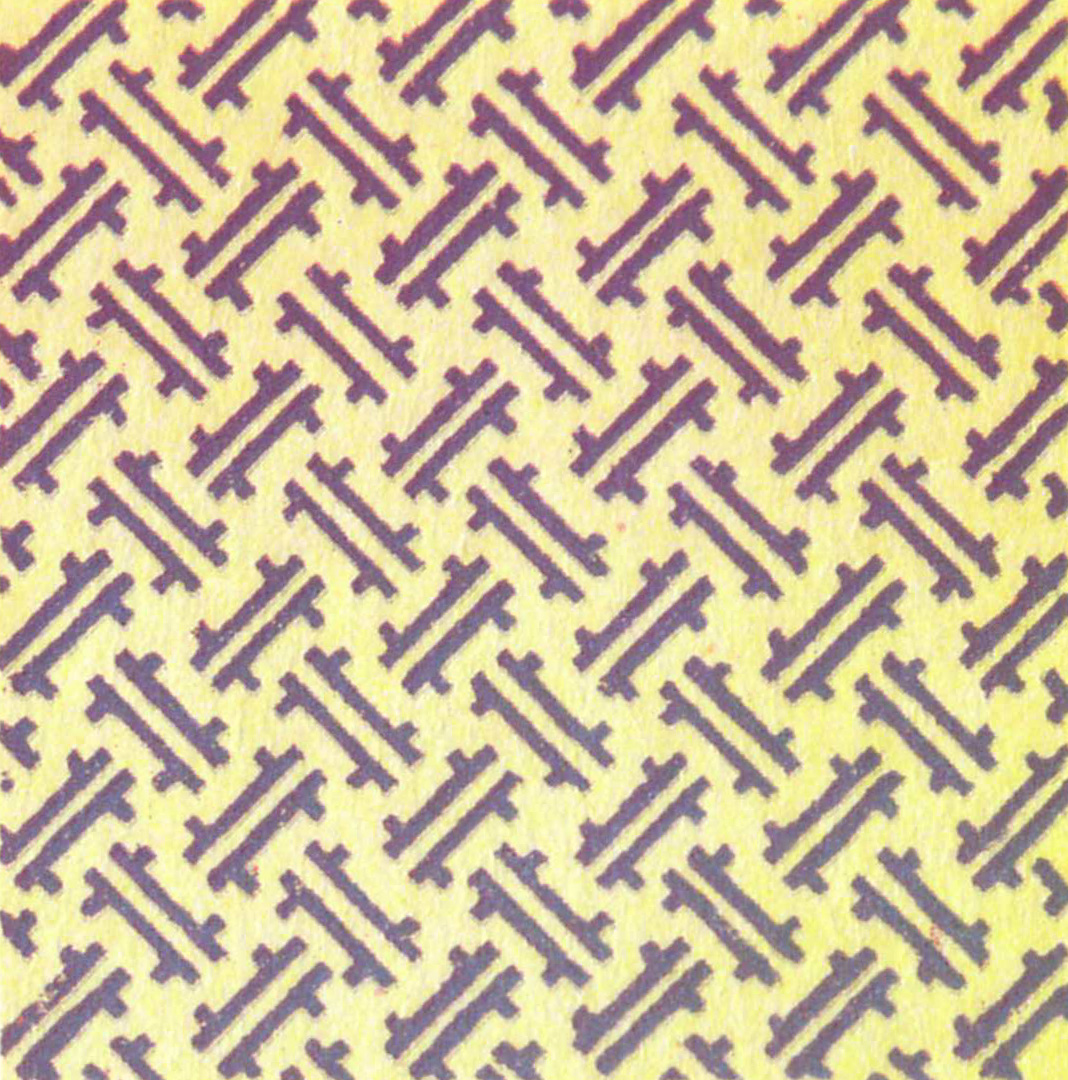
Малюнок, Китай
Одне з розфарбувань кирпатої квадратної мозаїки (див. також pg)

### Групаp3 (333)
- Орбіфолдна сигнатура: 333
- Позначення Коксетера: [(3,3,3)]+ або [3[3]]+
- Ґратка: шестикутна
- Точкова група: C3

Приклад і діаграма для p3

Структура комірки для p3

- Група p3 має три різних центри поворотів порядку три (120°), але не має дзеркальних або ковзних симетрій.

Уявімо замощення площини рівносторонніми трикутниками одного розміру зі стороною, що відповідає найменшому паралельному перенесенню. Тоді половина трикутників мають одну орієнтацію, а інша половина симетрична. Група орнаментів відповідає випадку, коли всі трикутники однієї орієнтації рівні, тоді як обидва типи мають обертову симетрію порядку три, але вони не рівні, не є дзеркальними образами один одного і обидва не симетричні (якщо обидва типи рівні, маємо p6, якщо вони є дзеркальними образами один одного, маємо p31m, якщо обидва типи симетричні, маємо p3m1, якщо ж мають місце дві з цих трьох властивостей, то має місце і третя, і ми отримуємо p6m). Для заданого малюнка, можливі три з цих замощень, кожне з центрами поворотів у вершинах, тобто для будь-якого замощення можливі два зсуви. У термінах малюнка: вершинами можуть бути червоні, сині або зелені трикутнички.

Еквівалентно, уявімо замощення площині правильними шестикутниками зі стороною, що дорівнює найменшому паралельному перенесенню, поділеному на √3. Тоді ця група орнаменту відповідає випадку, коли всі шестикутники рівні (і мають однакову орієнтацію) і мають обертову симетрію порядку три, але при цьому немає дзеркального відбиття (якщо вони мають обертову симетрію порядку шість, отримаємо p6, якщо є симетрія відносно головної діагоналі, маємо p31m, якщо є симетрія відносно прямих, перпендикулярних до сторін, маємо p3m1; якщо виконуються дві з трьох цих властивостей, то третя виконується теж і ми маємо p6m). Для заданого образу існує три замощення, кожне виходить при розташуванні центрів шестикутників у центрах поворотів візерунка. У термінах малюнка — центрами шестикутників можуть бути червоні, сині та зелені трикутнички.
Приклади групи p3

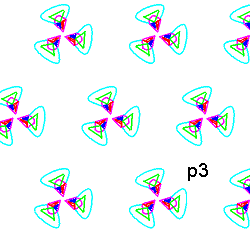
Отримано за допомогою комп'ютера
Одна з 8 напівправильних мозаїк (якщо нехтувати кольори: p6). Вектори паралельного перенесення трохи зміщені відносно напрямків нижньої шестикутної ґратки візерунка
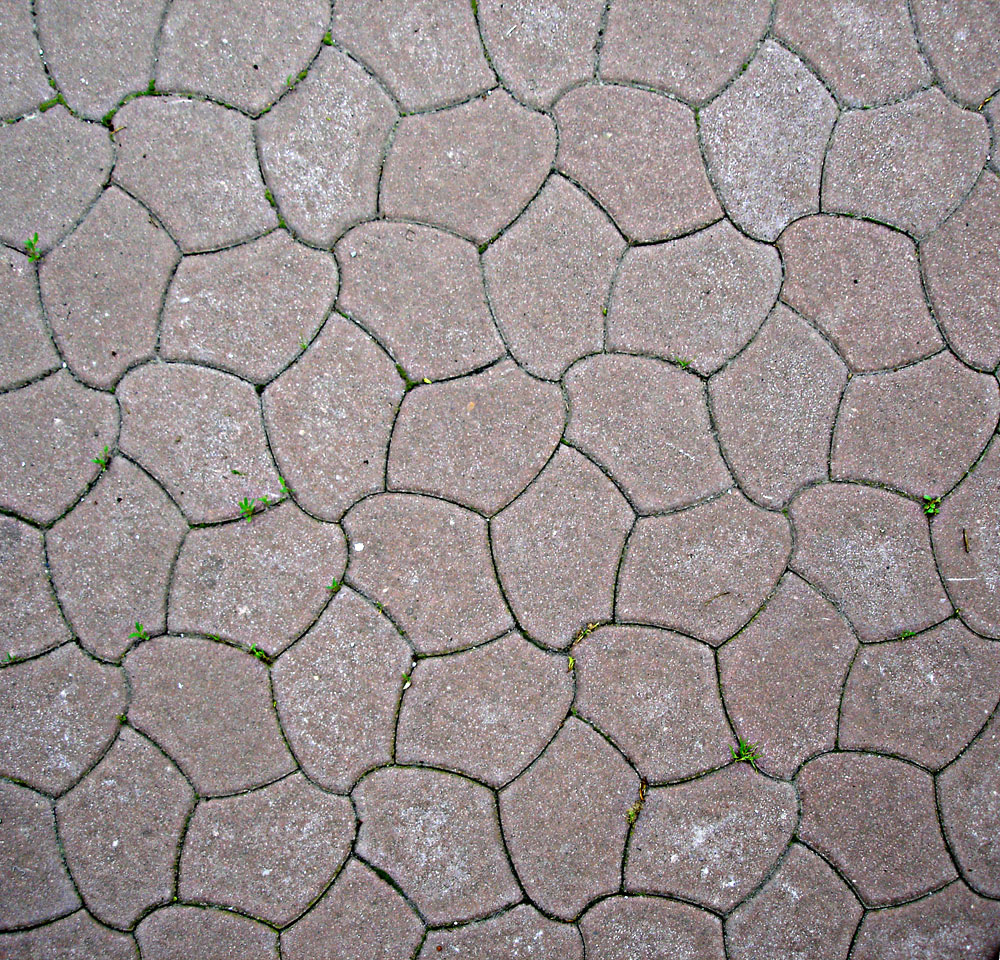
Вулична бруківка в Закопане, Польща
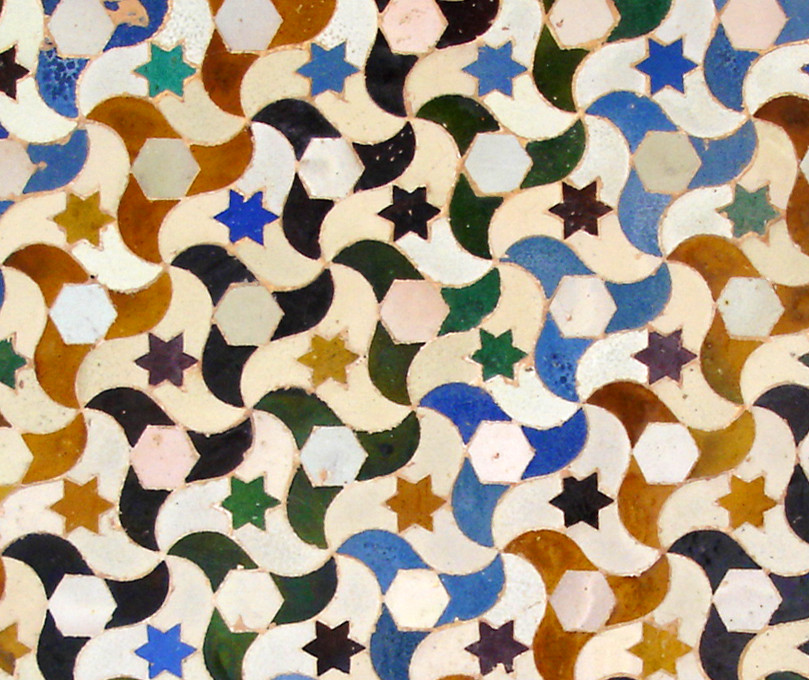
Мозаїка на стіні у місті Альгамбра, Іспанія (тут стіна повністю). Якщо нехтувати всі кольори, отримаємо p3 (якщо нехтувати тільки кольори зірок, отримаємо p1)

### Групаp3m1 (*333)
- Орбіфолдна сигнатура: *333
- Позначення Коксетера: [(3,3,3)] або[3[3]]
- Ґратка: шестикутна
- Точкова група: D3

Приклад і діаграма для p3m1

Структура комірки для p3m1

- Група p3m1 має три різні центри поворотів порядку три (120°). Група має відбиття відносно трьох сторін рівностороннього трикутника. Центри будь-якого з поворотів лежать на осях відбиття. Існують додаткові ковзні симетрії у трьох різних напрямках, осі яких розташовані на півдорозі між суміжними паралельними осями відбиттів.

Подібно до групи p3, уявімо площину з рівносторонніми трикутниками однакового розміру, зі стороною, рівною найменшій величині паралельного перенесення. Тоді половина трикутників має одну орієнтацію, а інша половина — зворотну орієнтацію. Ця група орнаменту відповідає випадку, коли всі трикутники однієї орієнтації рівні. Обидва типи мають обертову симетрію порядку три, обидва типи симетричні, але вони не рівні і не є дзеркальним відбиттям один одного. Для заданого образу можливі три замощення, кожне має вершини в центрах поворотів. У термінах малюнка — вершинами можуть бути червоні, темно-сині або зелені трикутнички.
Приклади групи p3m1

Одна з 3 правильних мозаїк (нехтуючи кольори: p6m)
Інша правильна мозаїка (нехтуючи кольори: p6m)
Одна з 8 напівправильних мозаїк (нехтуючи кольори: p6m)
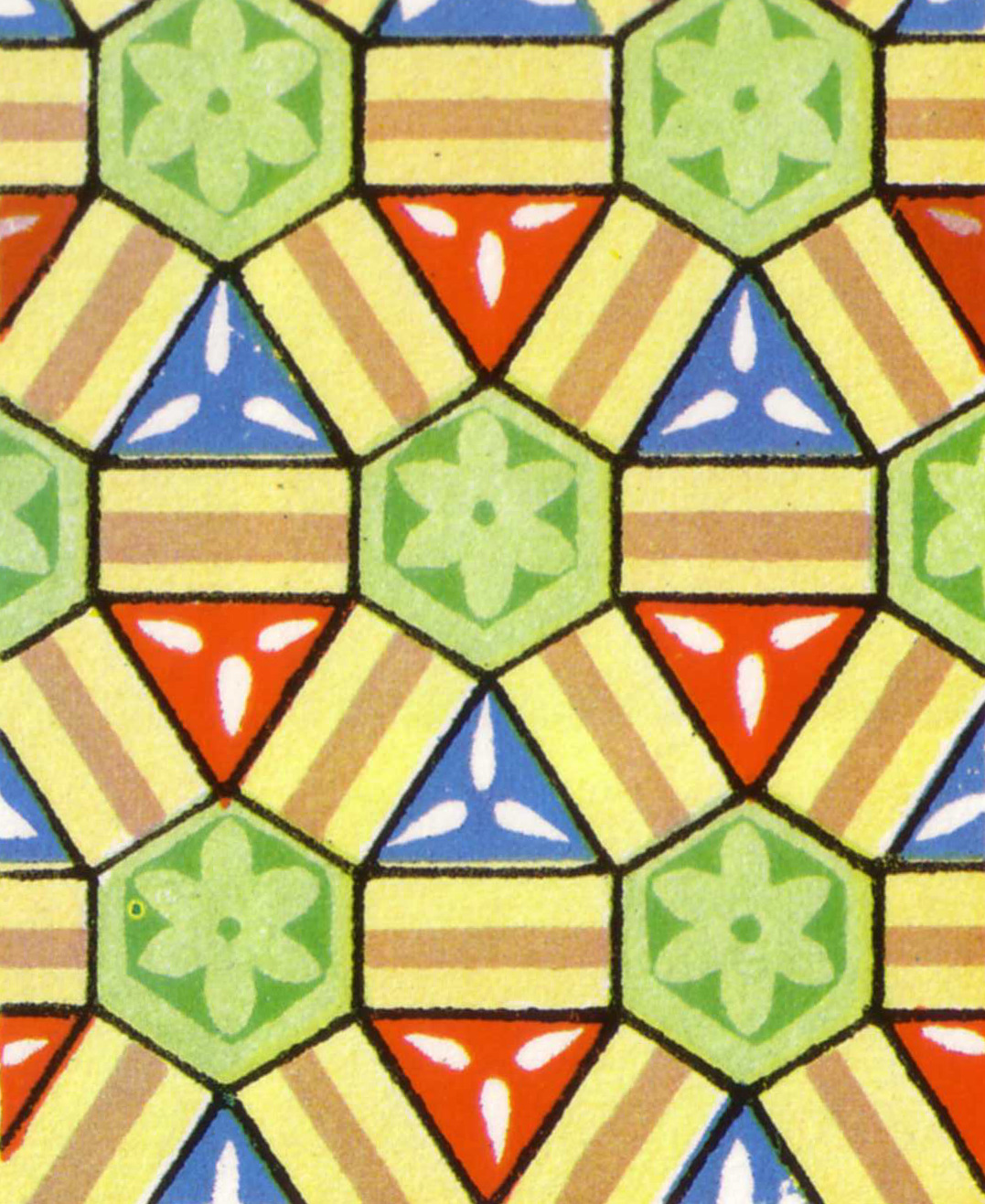
Перська лесирувана мозаїка (нехтуючи кольори: p6m)
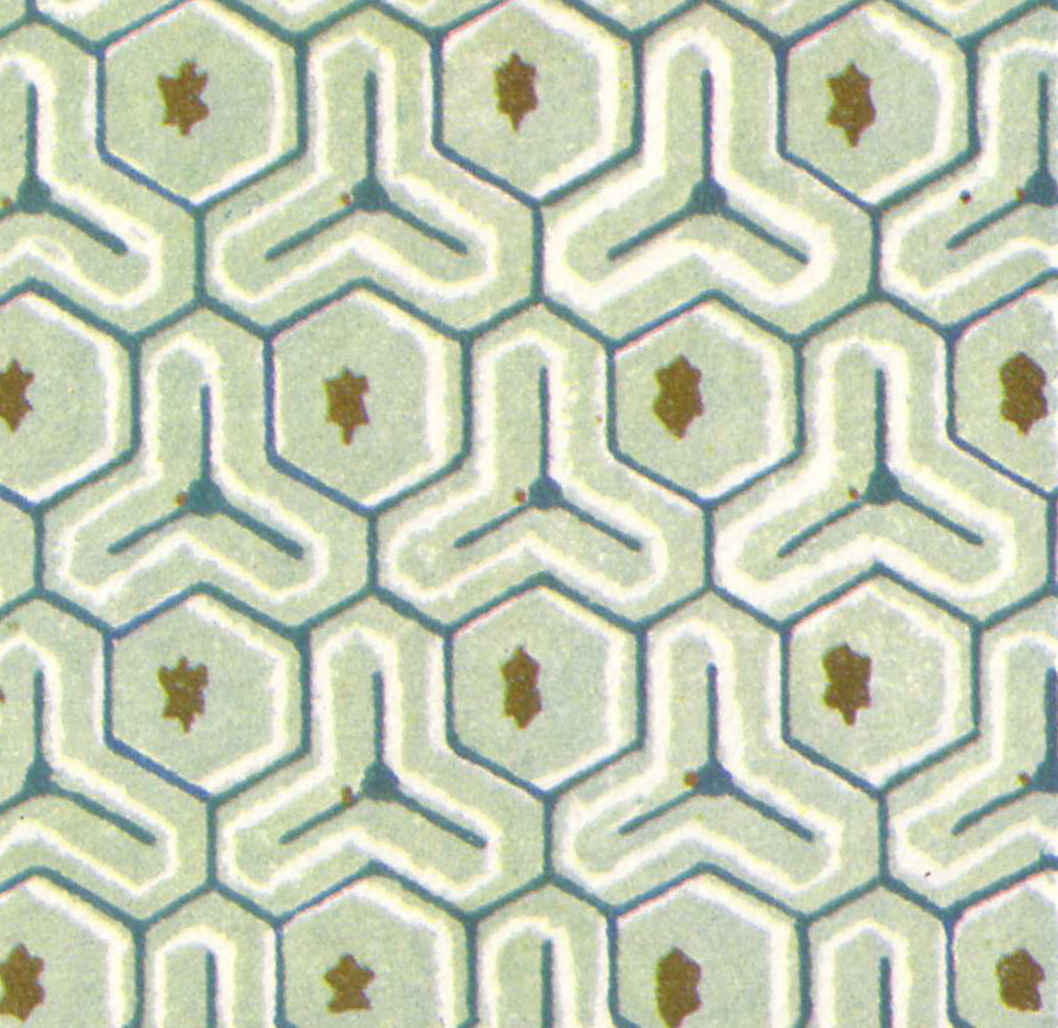
Перський орнамент
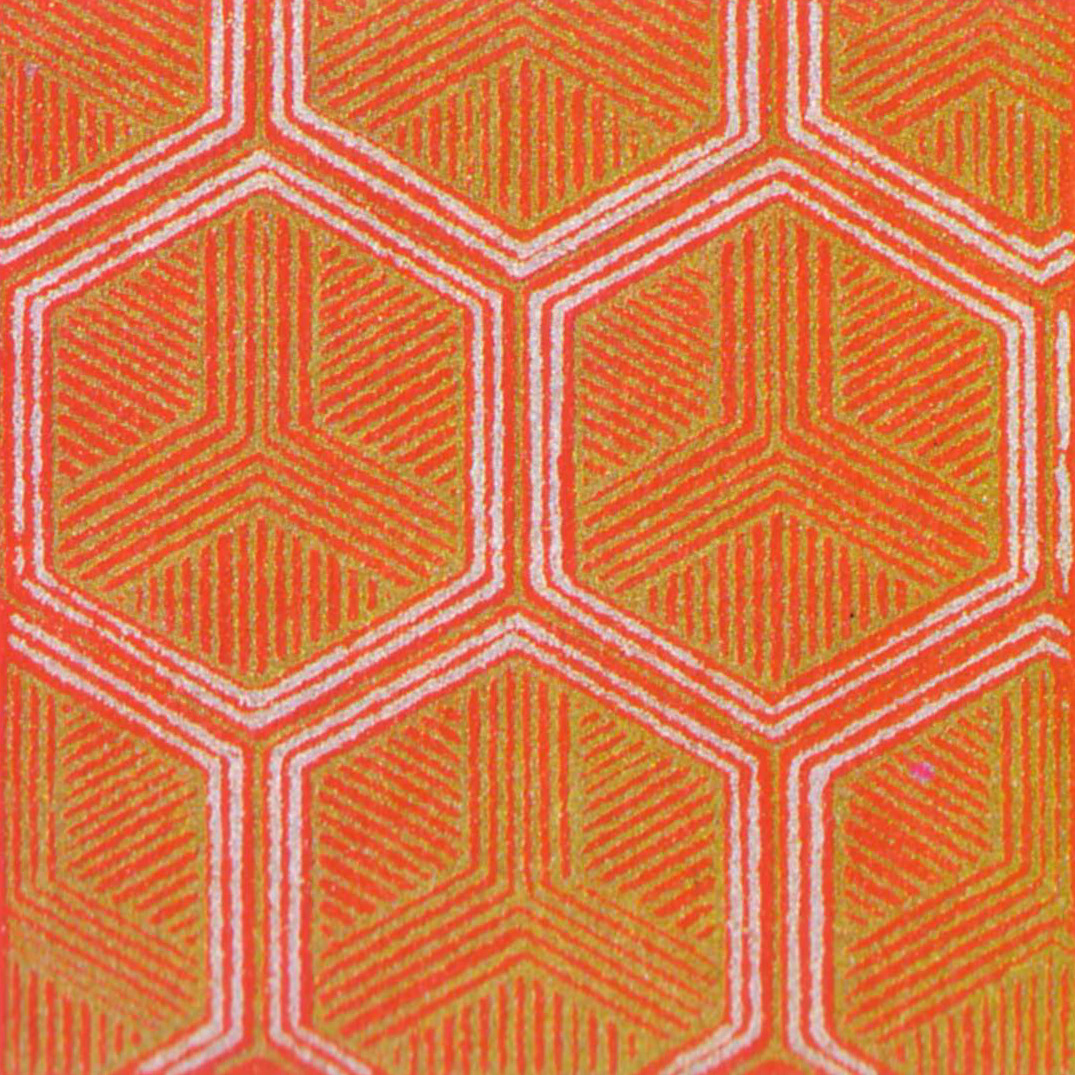
Малюнок, Китай (див. детальне зображення)

### Групаp31m(3*3)
- Орбіфолдна сигнатура: 3*3
- Позначення Коксетера: [6,3+]
- Ґратка: шестикутна
- Точкова група: D3

Приклад і діаграма для p31m

Структура комірки для p31m

- Група p31m має три різних центри поворотів порядку три (120°), з яких два є дзеркальними образами один одного. Група має три відбиття в трьох різних напрямках. Вона має щонайменше один поворот, центр якого не лежить на осі дзеркальної симетрії. Існують додаткові ковзні симетрії в трьох напрямках, осі яких розташовані посередині між суміжними паралельними осями відбиття.

Як для p3 і p3m1, уявімо замощення площини рівносторонніми трикутниками однакового розміру, зі стороною, що дорівнює найменшому паралельному перенесенню. Тоді половина трикутників має одну орієнтацію, а інша половина — протилежну. Група орнаменту відповідає випадку, коли всі трикутники однієї орієнтації рівні, тоді як обидва типи мають обертову симетрію порядку три і кожен є дзеркальним відбиттям іншого, але трикутники собі не симетричні і не рівні. Для цього способу можливе лише одне замощення. У термінах малюнка — вершинами не можуть бути темно-сині трикутнички.
Приклади групи p31m

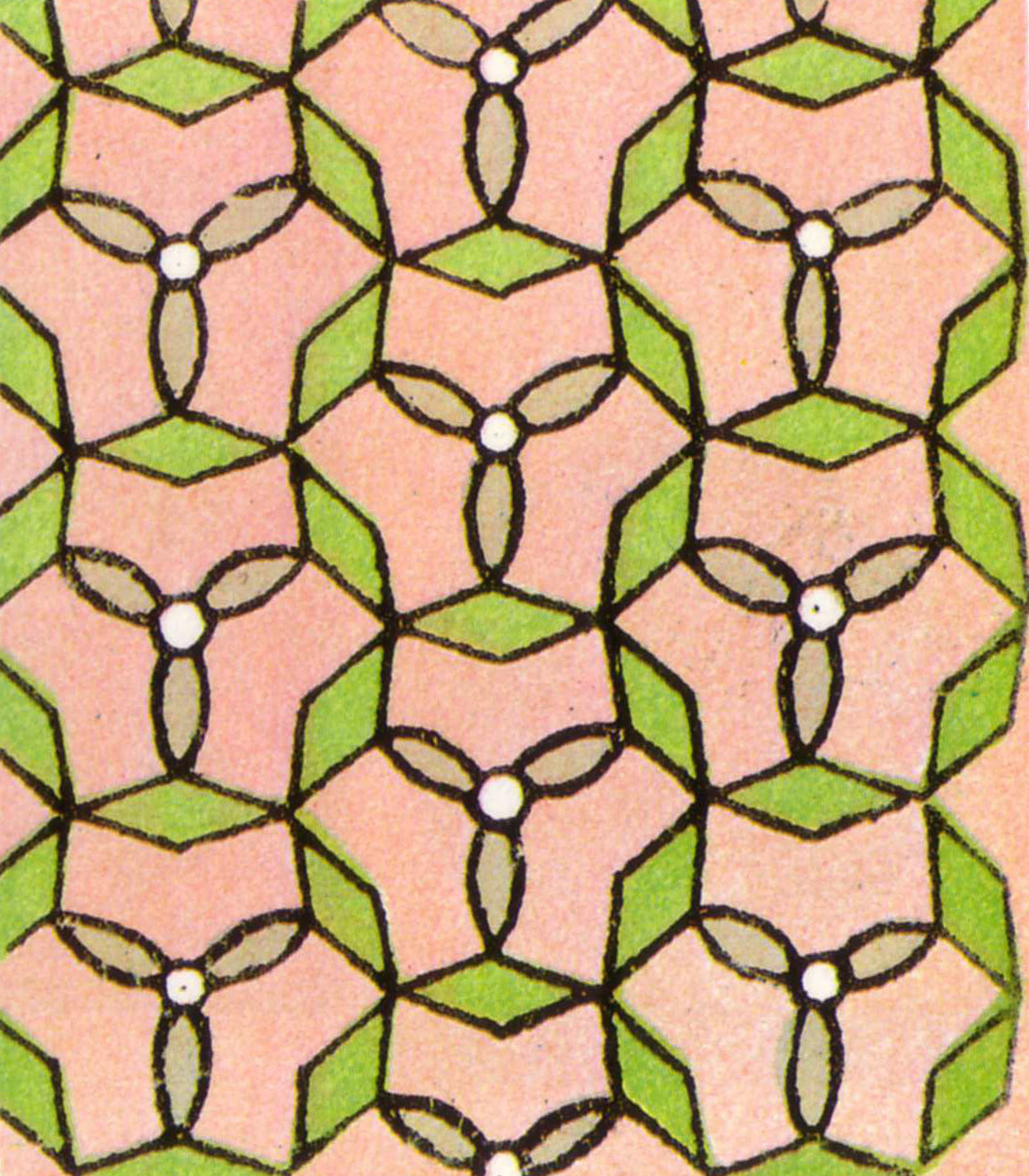
Перська лесирувана мозаїка
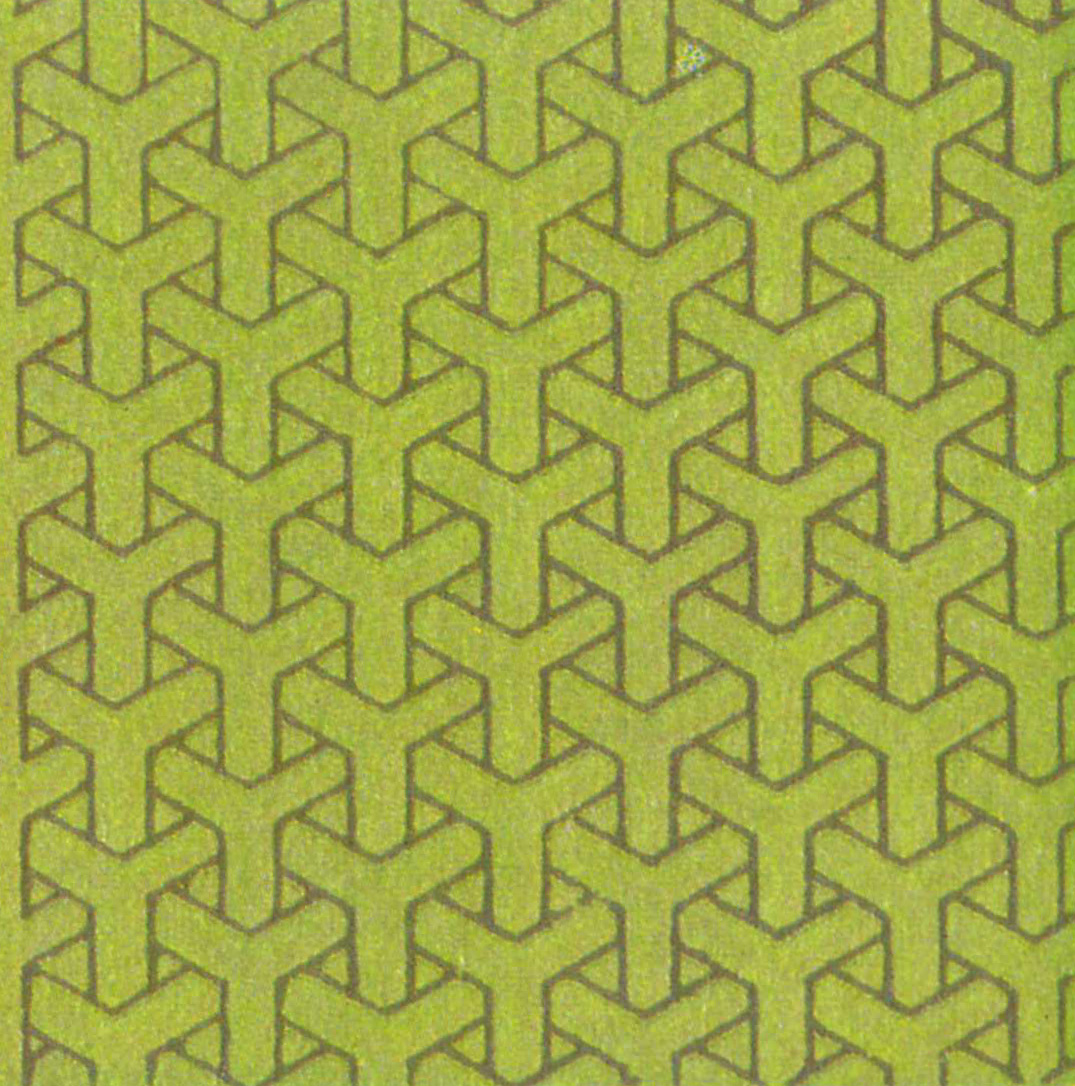
Розписна порцеляна, Китай
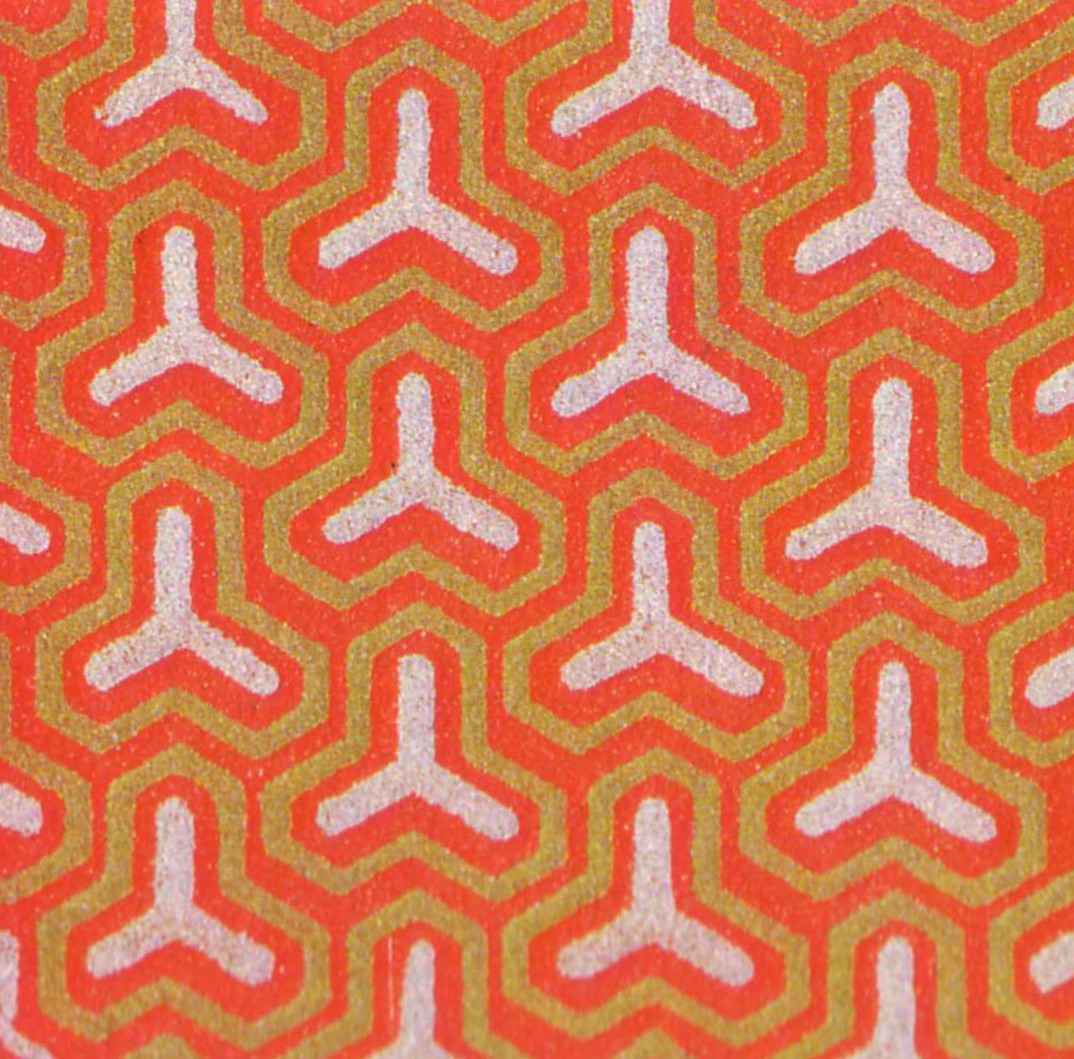
Малюнок, Китай
Компактне пакування кіл двох розмірів

### Групаp6 (632)
- Орбіфолдна сигнатура: 632
- Позначення Коксетера: [6,3]+
- Ґратка: шестикутна
- Точкова група: C6

Приклад і діаграма для p6

Структура комірки для p6

- Група p6 має один центр повороту порядку шість (60°). Вона має також два центри повороту порядку три (120°), які є образами один одного повернутими на 60°, і три центри повороту порядку два (180°), які також є образами один одного, повернутими на 60°. Група не має відбиттів або ковзних симетрій.

Візерунок з такою симетрією можна вважати замощенням площини рівними трикутними плитками з симетрією C3, або еквівалентно, замощенням площини рівними шестикутними плитками з симетрією C6 (при цьому краї плиток не обов'язково будуть частиною візерунка).
Приклади групи p6

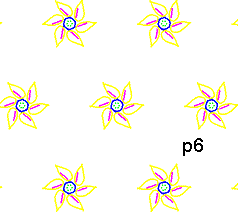
Створено комп'ютером
Правильні багатокутники
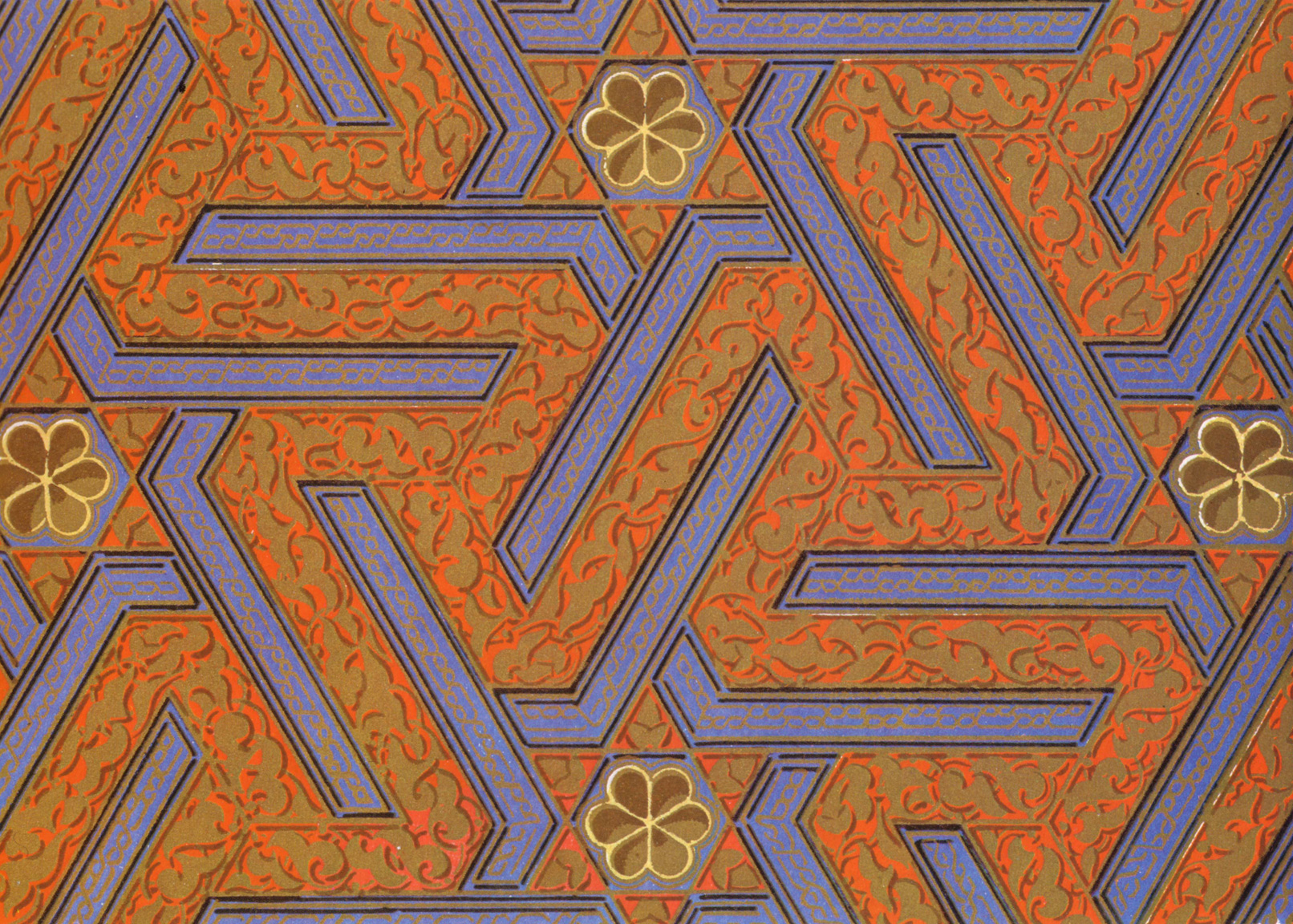
Обшивка стіни, Альгамбра, Іспанія
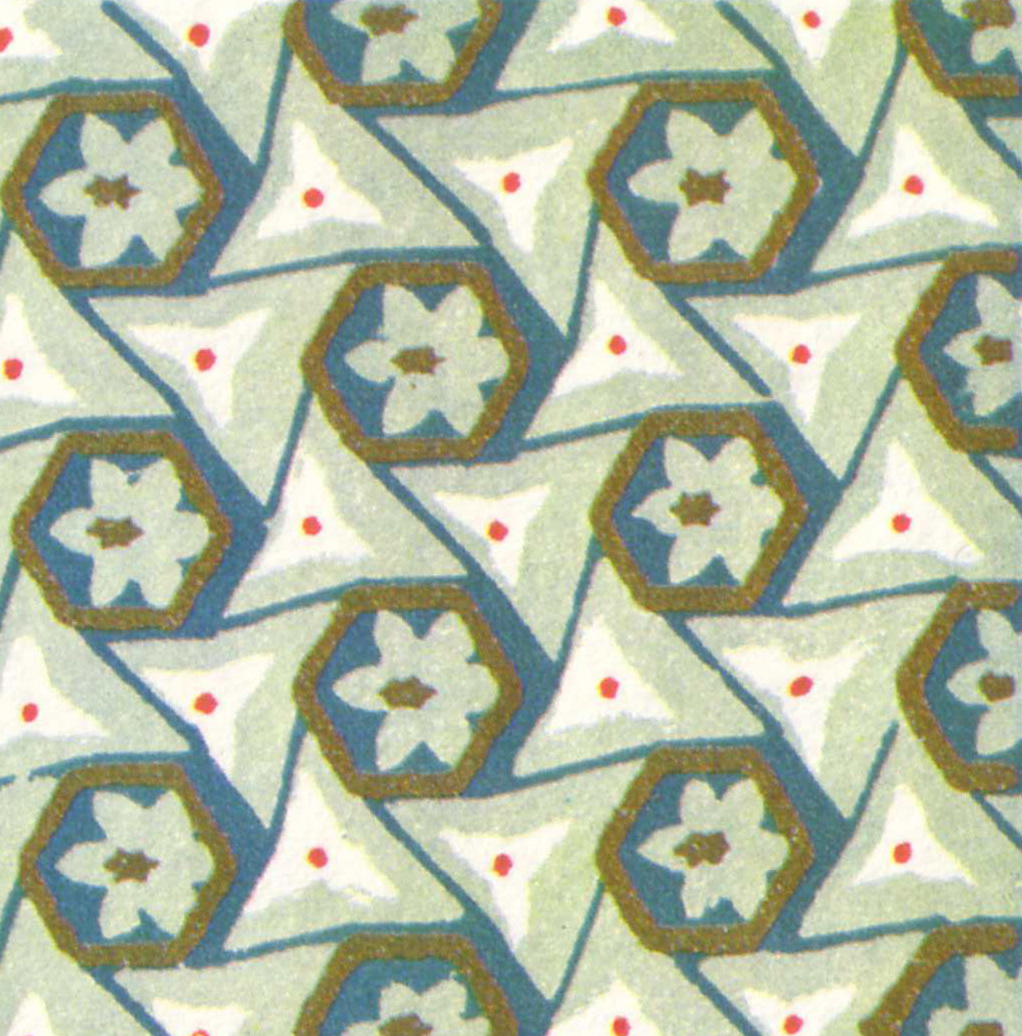
Перський орнамент

### Групаp6m(*632)
- Орбіфолдна сигнатура: *632
- Позначення Коксетера: [6,3]
- Ґратка: шестикутна
- Точкова група: D6

Приклад і діаграма для p6m

Структура комірки для p6m

- Група p6m має один центр повороту порядку шість (60°). Вона має також два центри поворотуу порядк три, які відрізняються тільки поворотом на 60°, і три порядкиудва, які відрізняються тільки поворотом на 60°. Група має також відоритт в шести різних напрямках. Існують додаткові ковзні симетрії в шести різних напрямках, осі яких розташовані посередині між двома суміжними паралельними осями відоритт.

Візерунок з цією симетрією можна розглядати як замощення площини рівними трикутними плитками з симетрією D3, або еквівалентно, замощення площини рівними шестикутними плитками з симетрією D6 (краї плиток не обов'язково є частиною візерунка). Найпростіші приклади — шестикутна ґратка зі з'єднувальними прямими або без них та шестикутна мозаїка з одним кольором для контурів шестикутників і іншим для тла.
Приклади групи p6m

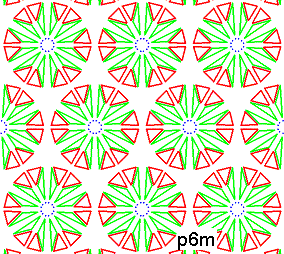
Згенеровано комп'ютером
Одна з 8 напівправильних мозаїк
Інша напівправильна мозаїка
Інша напівправильна мозаїка
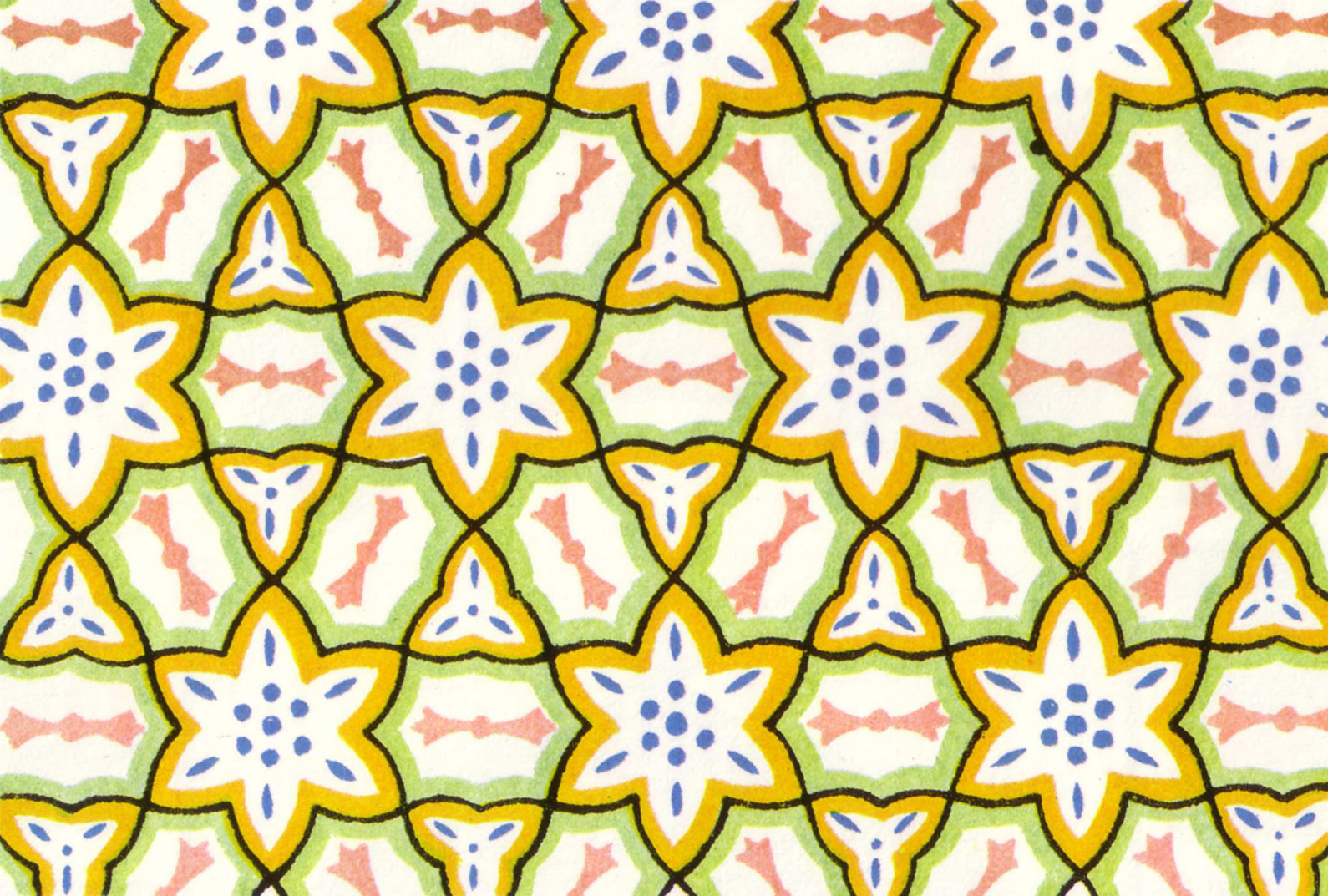
Перська лесирувана мозаїка
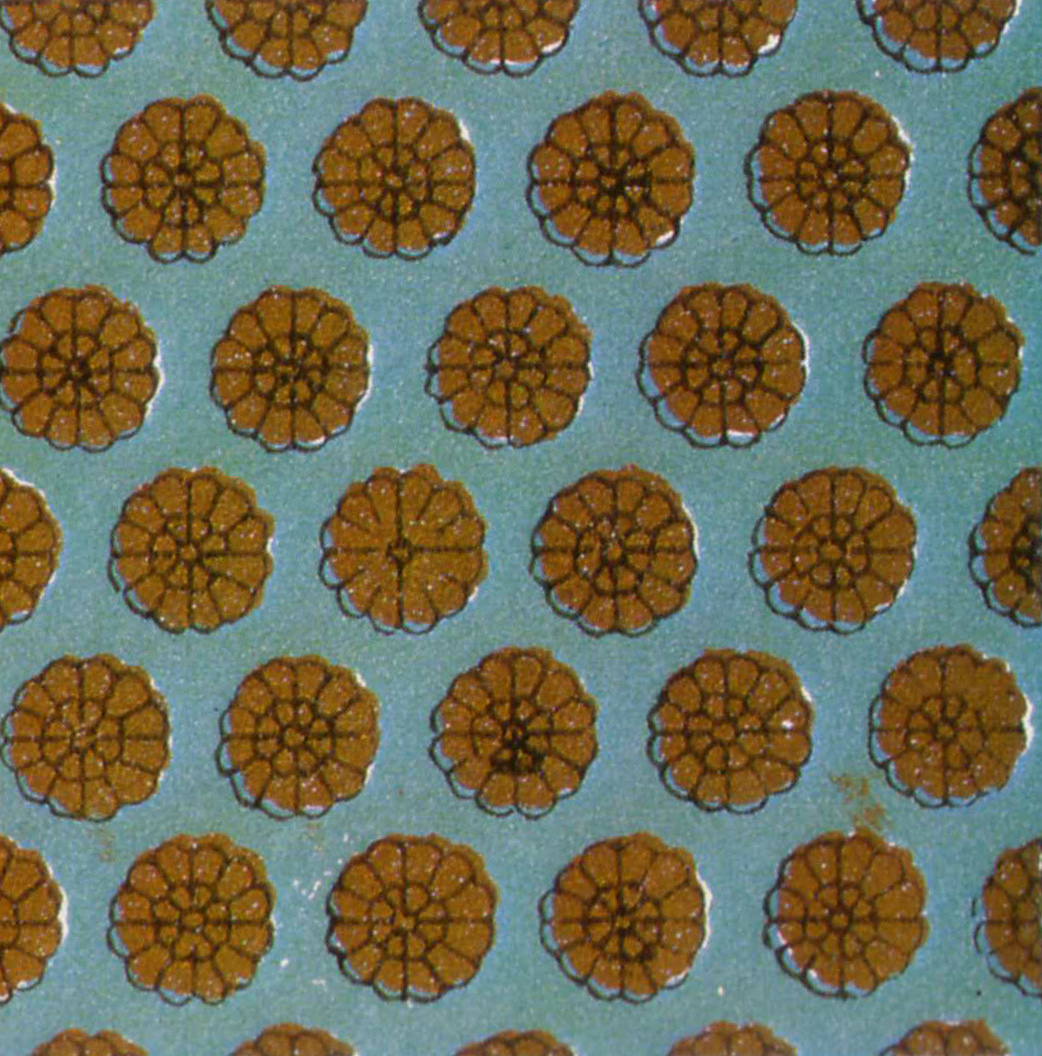
Одяг короля, Дур-Шаррукін, Ассирія. Це майже p6m (якщо нехтувати внутрішні частини квіток, отримаємо cmm)
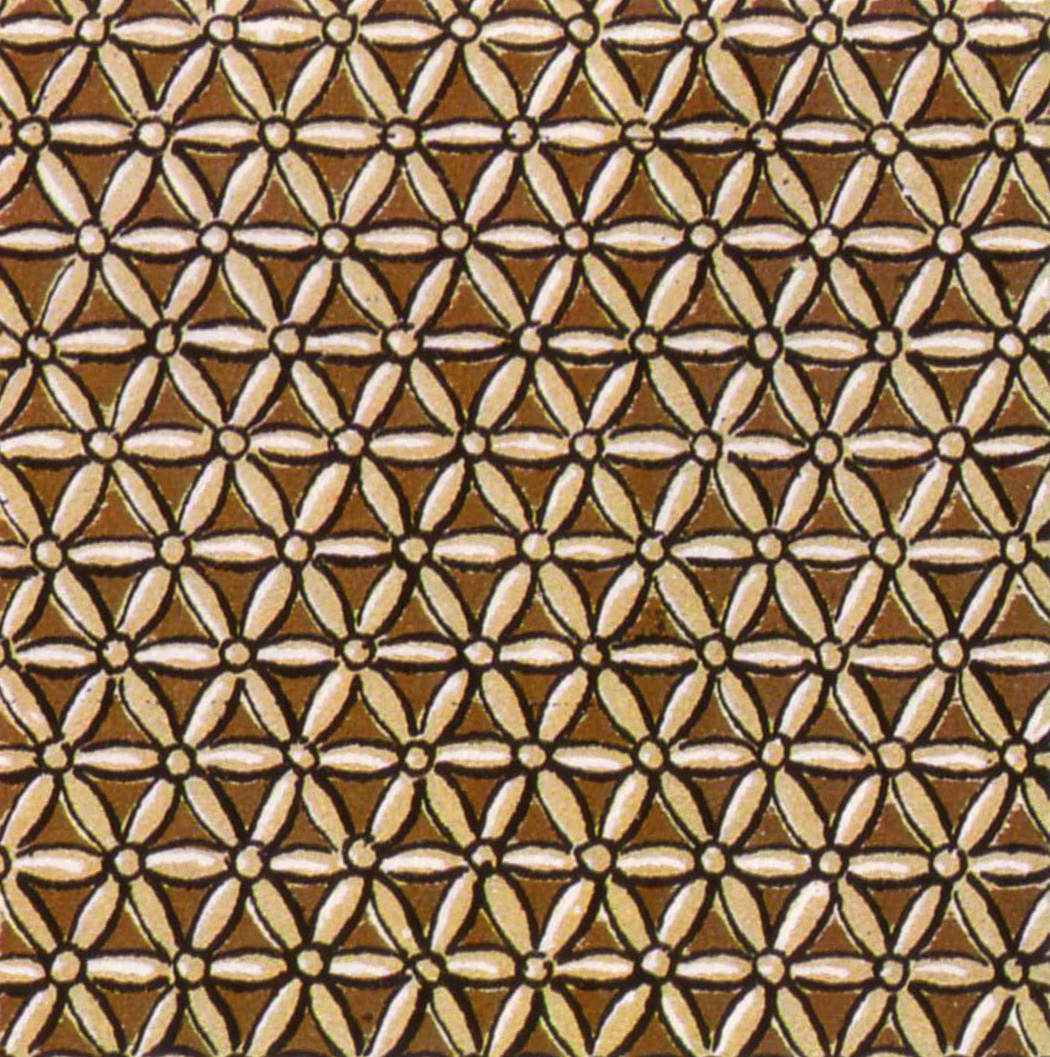
Бронзова посудина з Німруда, Ассирія
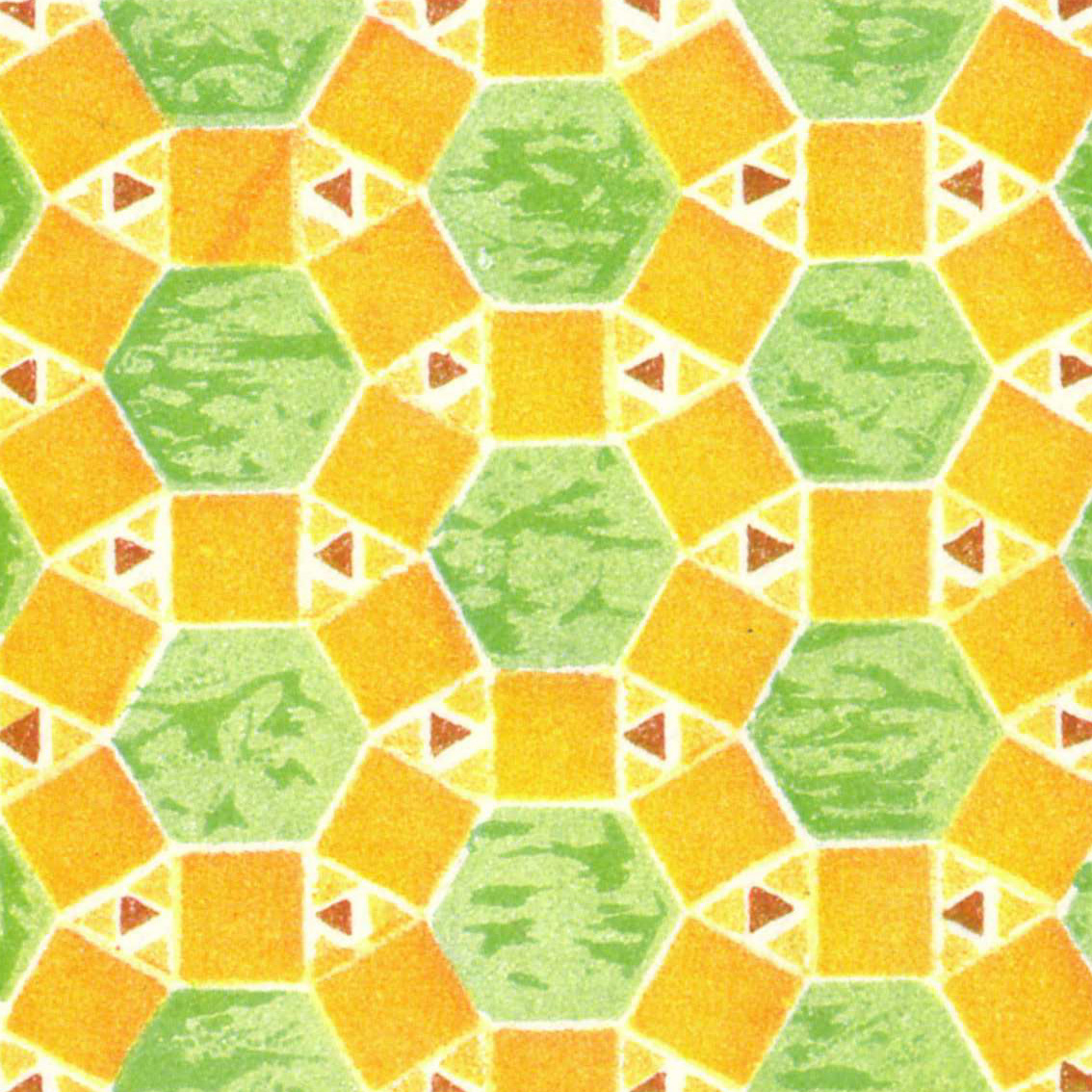
Візантійський мармуровий тротуар, Рим
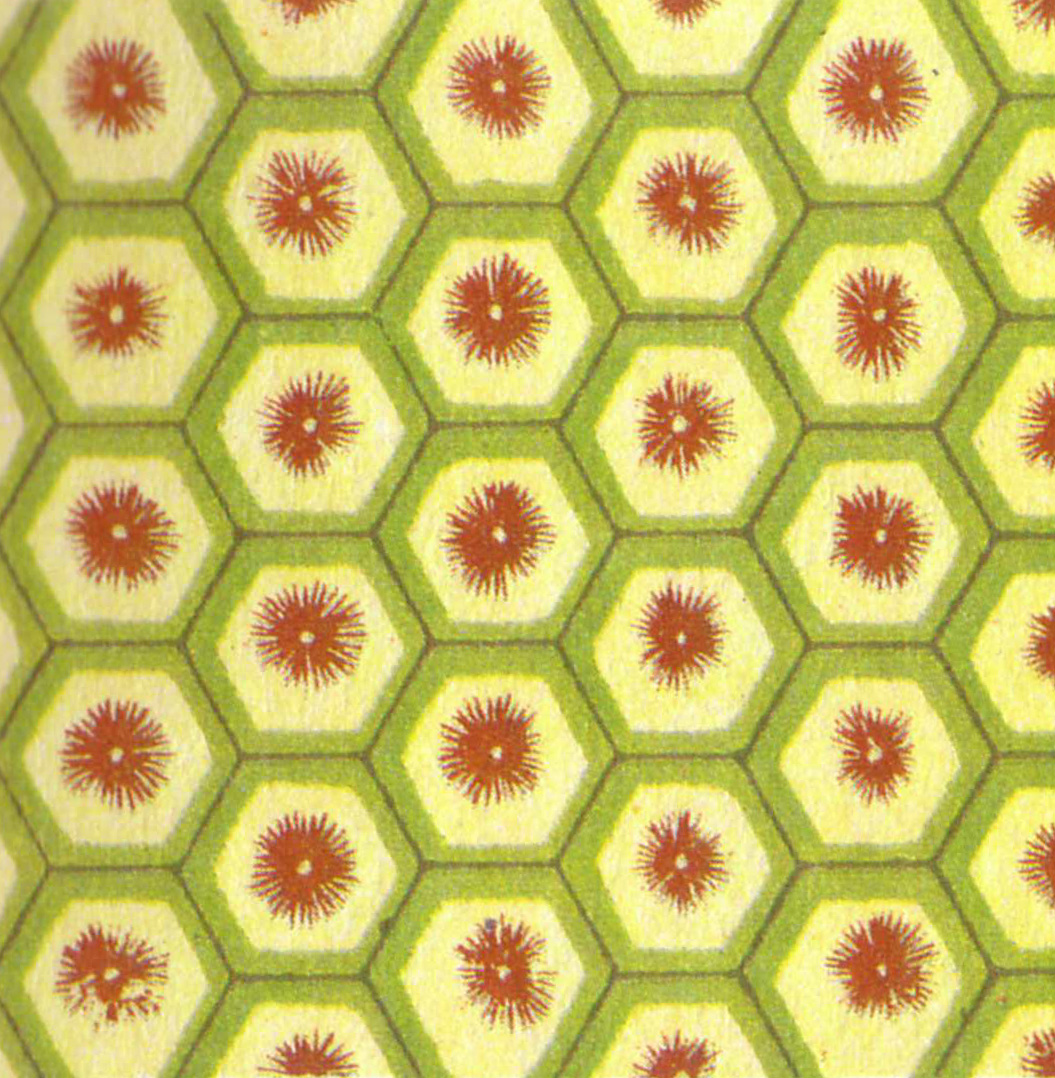
Розписна порцеляна, Китай
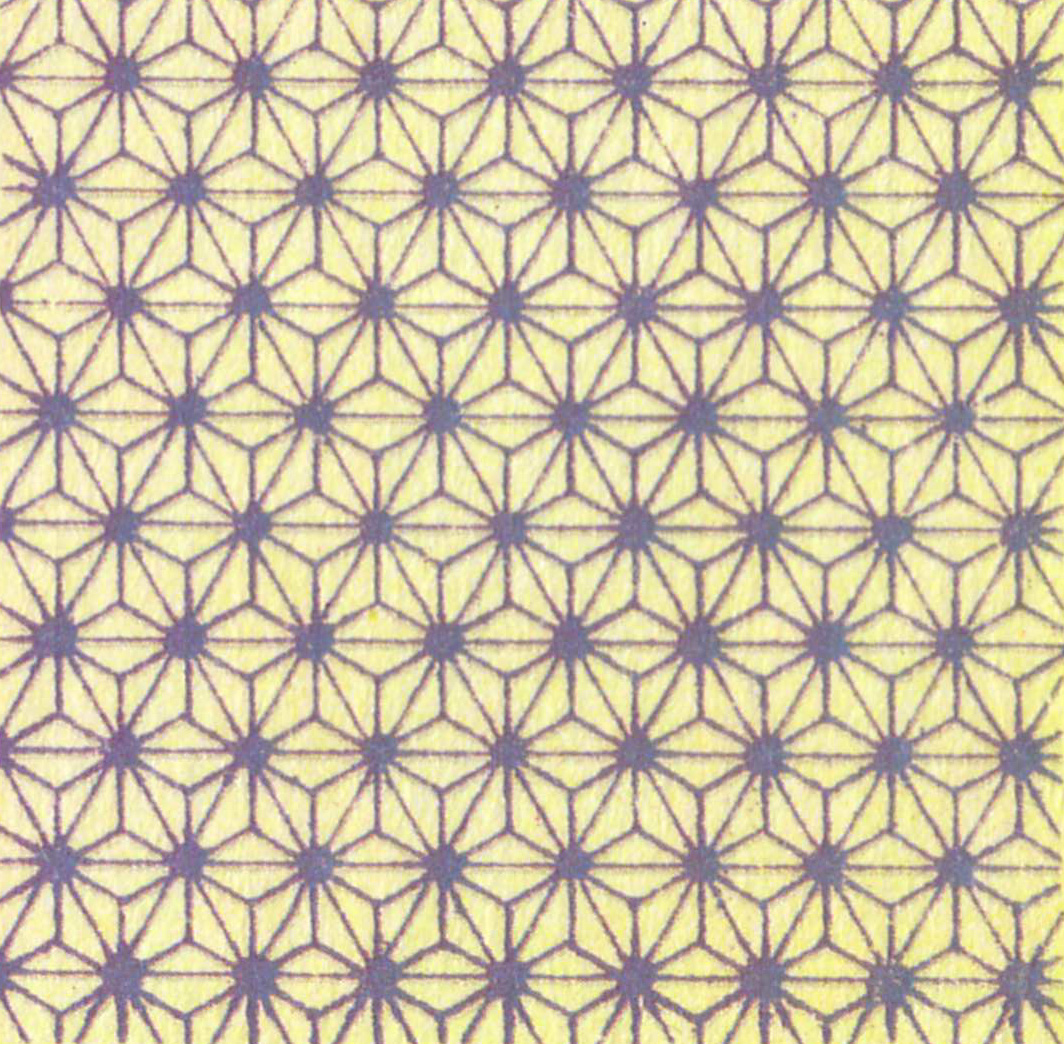
Розписна порцеляна, Китай
Компактне пакування кіл двох розмірів
Інше компактне пакування кіл двох розмірів

## Типи ґраток
Існує п'ять типів ґраток (ґратки Браве), що відповідають п'яти групам орнаментів самих ґраток. Група орнаментів візерунка з цією ґраткою симетрії паралельного перенесення не може мати більше, але може мати менше симетрій, ніж сама ґратка.
- У 5 випадках обертової симетрії порядку 3 або 6, одинична комірка складається з двох рівносторонніх трикутників (шестикутна ґратка, сама по собі p6m). Вони утворюють ромби з кутами 60° і 120°.
- У 3 випадках обертової симетрії порядку 4 комірка є квадратом (квадратна ґратка, сама по собі p4m).
- У 5 випадках відбиття або ковзної симетрії, але не одночасно, комірка є квадратом (прямокутна ґратка, сама по собі pmm). Особливі випадки: квадрат.
- У 2 випадках відбиття разом із ковзною симетрією комірка є ромбом (ромбічна ґратка, сама по собі cmm). Гратку можна інтерпретувати як центровану прямокутну ґратку. Особливі випадки: квадрат, шестикутна комірка.
- У випадку обертової симетрії порядку 2 і відсутності інших симетрій, відмінних від паралельного перенесення, комірка, в загальному випадку, є паралелограмом (паралелограмна або похила ґратка, сама по собі p2). Особливі випадки: комірка у вигляді прямокутника, квадрата, ромба, шестикутника.

## Групи симетрії
Фактичну групу симетрії потрібно відрізняти від групи орнаментів. Групи орнаментів є набором груп симетрії. Існує 17 таких наборів, але для кожного набору існує нескінченно багато груп симетрії в сенсі фактичних груп ізометрій. Вони залежать, окрім групи орнаменту, від багатьох параметрів векторів паралельного перенесення, орієнтації та положення осей дзеркальної симетрії і центрів повороту.
Число ступенів вільності дорівнює:
- 6 для p2
- 5 для pmm, pmg, pgg і cmm
- 4 для інших.

Однак, усередині кожної групи орнаментів, всі групи симетрій алгебрично ізоморфні.
Деякі ізоморфізми груп симетрій:
- p1: Z2
- pm: Z × D∞
- pmm: D∞ × D∞.

## Залежність груп орнаментів під час перетворень
- Група орнаментів візерунка інваріанта відносно ізометрій і однорідного масштабування[en] (перетворення подібності).
- Паралельне перенесення зберігається за довільного бієктивного афінного перетворення.
- Обертова симетрія порядку два — те саме. Це означає, що центри 4- і 6-кратних поворотів зберігають щонайменше 2-кратне обертання.
- Відбиття відносно прямої і ковзна симетрія зберігаються за розтягу/стиску вздовж осі симетрії або перпендикуляра до неї. Це змінює p6m, p4g і p3m1 на cmm, p3m1 на cm і p4m, в залежності від напрямку розтягування/стиснення, на pmm або cmm.

Зауважимо, що, якщо перетворення зменшує симетрію, перетворення того ж виду (обернене), очевидно, для того ж візерунка симетрію збільшує. Така властивість візерунка (наприклад, розширення в одному напрямку дає візерунок з чотирикратною симетрією) не вважається видом додаткової симетрії.
Заміна кольорів не впливає на групу орнаментів, якщо будь-які дві точки, що мають один колір до заміни, будуть мати однаковий колір після заміни, і, якщо будь-які дві точки, що мають різні кольори до заміни, будуть мати різні кольори після заміни.
Якщо перше виконується, а друге ні, як у випадку зведення зображення до чорно/білого, симетрії збережуться, але можуть зрости, так що група орнаменту може змінитися.

## Вебсайти та програмне забезпечення
Деякі програмні продукти дозволяють створювати двовимірні візерунки за допомогою груп симетрії орнаментів. Зазвичай можна редагувати початкову плитку, а всі копії плитки у візерунку оновлюються автоматично.
- MadPattern [Архівовано 16 жовтня 2018 у Wayback Machine.], вільний набір шаблонів Adobe Illustrator, які підтримують 17 груп орнаментів
- Tess [Архівовано 28 грудня 2017 у Wayback Machine.], nagware програма для створення замощень для низки платформ, підтримує всі орнаменти, бордюри, і групи розетки, а також мозаїки Хіїша.
- Kali, графічний онлайн-аплет для редагування симетрій.
- Kali [Архівовано 21 листопада 2020 у Wayback Machine.], вільно завантажувана програма для Windows і Mac Classic.
- Inkscape, вільний векторний графічний редактор, підтримує всі 17 груп, плюс довільне масштабування, зсуви, повороти і змінення кольорів за рядками або за стовпцями. (Див.  [Архівовано 16 жовтня 2018 у Wayback Machine.])
- SymmetryWorks [Архівовано 21 листопада 2018 у Wayback Machine.] — комерційний плагін для Adobe Illustrator, підтримує всі 17 груп.
- Arabeske — вільний самостійний продукт, підтримує підмножину груп орнаментів.